# S-Bahn Mitteldeutschland

Logo der S-Bahn Mitteldeutschland

Die S-Bahn Mitteldeutschland ist ein schienengebundener Verkehrsträger des öffentlichen Personennahverkehrs im Ballungsraum Leipzig-Halle und stellt, gemessen an der Länge des Streckennetzes, das größte S-Bahn-Netz Deutschlands dar. Die Linienstruktur ist biradial auf die unterirdische Stammstrecke in der Leipziger Innenstadt und den Halleschen Hauptbahnhof ausgerichtet.
Das Netz der S-Bahn liegt in der Aufgabenträgerschaft des Zweckverbands für den Nahverkehrsraum Leipzig (ZVNL) und des Verkehrsverbundes Mittelsachsen (VMS) im Freistaat Sachsen sowie der Nahverkehrsservice Sachsen-Anhalt (NASA), der Nahverkehrsservicegesellschaft Thüringen (NVS) und des Verkehrsverbundes Berlin-Brandenburg (VBB). Betrieben wird es von DB Regio Südost, nur die Linie S7 wird durch Abellio Mitteldeutschland bedient. Zum Einsatz kommen hauptsächlich elektrische Triebzüge des Typs Bombardier Talent 2.
Halle (Saale) und Leipzig erhielten jeweils im Jahr 1969 einen S-Bahn-Betrieb, ursprünglich Stadtschnellbahn Halle (Saale) beziehungsweise Stadtschnellbahn Leipzig genannt. Die beiden Netze wurden 2004 durch eine neue S-Bahnlinie S10 verbunden und ab diesem Zeitpunkt als S-Bahn Leipzig–Halle bezeichnet. Bereits zuvor existierte zwischen beiden Städten ein S-Bahn-ähnlicher Schnellverkehr, allerdings bis zur Einführung des Mitteldeutschen Verkehrsverbundes ohne besonderen Tarif. Am 15. Dezember 2013 nahm schließlich die erste Betriebsstufe der S-Bahn Mitteldeutschland ihren Betrieb auf. Das Netz wurde dafür neu geordnet und erheblich vergrößert. Der zeitgleich eröffnete City-Tunnel Leipzig fungiert als Stammstreckentunnel und führt die Linien der S-Bahn erstmals direkt durch die Leipziger Innenstadt.
Im ersten Betriebsjahr nutzten etwa 55.000 Fahrgäste pro Tag die auf dem zu dieser Zeit rund 430 km langen Streckennetz verkehrenden Züge, davon allein 18.000 zwischen Leipzig und Halle. In den ersten beiden Betriebsjahren wurden jeweils rund 20 Millionen Fahrgäste gezählt, womit bereits zu diesem Zeitpunkt das der Verkehrsprognose des City-Tunnels zugrundeliegende Niveau erreicht wurde. Bis 2018 stieg die Anzahl der Fahrgäste auf 70.000 Nutzer pro Werktag bei einer Streckenlänge von 802 km und bis 2023 weiter auf ca. 90.000 Nutzer pro Werktag bei einer Streckenlänge von 780 km.

## Liniennetz
Folgende dreizehn S-Bahn-Linien verkehren ab dem 15. Dezember 2024:
| Linie | Zuglauf | Takt (min.)                         |
| ----- | --- | ----------------------------------- |
| S 1   | Leipzig Miltitzer Allee – Le Karlsruher Straße – Le Allee-Center – Le Grünauer Allee – Le-Plagwitz – Le-Lindenau – Le-Leutzsch – Le-Möckern – Le Coppiplatz – Le-Gohlis – Leipzig Hbf (tief) – Le Markt – Le Wilhelm-Leuschner-Platz – Le Bayerischer Bahnhof – Le MDR – Le Völkerschlachtdenkmal – Le-Stötteritz | 30                                  |
| S 10  | Leipzig Miltitzer Allee – Le Karlsruher Straße – Le Allee-Center – Le Grünauer Allee – Le-Plagwitz – Le-Lindenau – Le-Leutzsch – Le-Möckern – Le Coppiplatz – Le-Gohlis – Leipzig Hbf (oben) | 30 (Mo–Fr) (6.00–19.00)             |
| S 2   | Jüterbog – Niedergörsdorf – Blönsdorf – Zahna – Bülzig – Zörnigall – Lutherstadt Wittenberg Hbf | Einzelfahrten                       |
| S 2   | Lutherstadt Wittenberg Hbf – Pratau – Bergwitz – Radis – Gräfenhainichen – Burgkemnitz – Muldenstein – Bitterfeld | 120                                 |
| S 2   | Dessau Hbf – Dessau Süd – Marke – Raguhn – Jeßnitz (Anh) – Wolfen – Greppin – Bitterfeld | 120                                 |
| S 2   | Bitterfeld – Petersroda – Delitzsch unt Bf | 30 (Mo–Fr) 60 (Sa+So)               |
| S 2   | Delitzsch unt Bf – Zschortau – Rackwitz (Leipzig) – Leipzig Messe – Le Essener Straße – Leipzig Nord – Leipzig Hbf (tief) – Le Markt – Le Wilhelm-Leuschner-Platz – Le Bayerischer Bahnhof – L. MDR – Le Völkerschlachtdenkmal – Le-Stötteritz | 30                                  |
| S 3   | Halle-Nietleben – Halle-Neustadt – Halle Zscherbener Straße – Halle-Südstadt – Halle-Silberhöhe – Halle Rosengarten – Halle (Saale) Hbf – Halle Messe – Dieskau – Gröbers – Großkugel – Schkeuditz West – Schkeuditz – Leipzig-Lützschena – Leipzig-Wahren – Leipzig Slevogtstraße – Leipzig Olbrichtstraße – Leipzig-Gohlis – Leipzig Hbf (tief) – Leipzig Markt – Leipzig Wilhelm-Leuschner-Platz – Leipzig Bayerischer Bahnhof – Leipzig MDR – Leipzig Völkerschlachtdenkmal – Leipzig-Stötteritz – Leipzig Anger-Crottendorf – Engelsdorf – Borsdorf (Sachs) – Gerichshain – Machern (Sachs) – Altenbach – Bennewitz – Wurzen | 30                                  |
| S 3   | Wurzen – Kühren – Dahlen (Sachs) – Oschatz | 60 (Mo–Fr) (6.00–8.00, 14.00–18.00) |
| S 4   | Falkenberg (Elster) – Rehfeld (Falkenberg) – Beilrode – Torgau | 120                                 |
| S 4   | Torgau – Mockrehna – Doberschütz – Eilenburg Ost – Eilenburg – Jesewitz (Leipzig) – Pönitz (Leipzig) – Taucha (Leipzig) | 60                                  |
| S 4   | Taucha (Leipzig) – Le-Heiterblick – Le-Thekla – Le-Mockauer Straße – Leipzig Nord – Leipzig Hbf (tief) – Le Markt – Le Wilhelm-Leuschner-Platz – Le Bayerischer Bahnhof – Le MDR – L.-Connewitz – Markkleeberg Nord – Markkleeberg – Markkleeberg-Großstädteln – Markkleeberg-Gaschwitz | 30                                  |
| S 5   | Halle (Saale) Hbf – Leipzig/Halle Flughafen – Leipzig Messe – Leipzig Hbf (tief) – Le Markt – Le Wilhelm-Leuschner-Platz – Le Bayerischer Bahnhof – Le MDR – Le-Connewitz – Markkleeberg Nord – Markkleeberg – Böhlen (Leipzig) – Böhlen Werke – Neukieritzsch – Deutzen – Regis-Breitingen – Treben-Lehma – Altenburg | 60                                  |
| S 5   | Altenburg – Lehndorf (Altenburg) – Gößnitz – Ponitz – Crimmitschau – Schweinsburg-Culten – Werdau Nord – Werdau – Steinpleis – Lichtentanne (Sachs) – Zwickau (Sachs) Hbf | 120                                 |
| S 5X  | Halle (Saale) Hbf – Leipzig/Halle Flughafen – Leipzig Messe – Leipzig Hbf (tief) – Leipzig Markt – Leipzig Wilhelm-Leuschner-Platz – Leipzig Bayerischer Bahnhof – Leipzig MDR – Leipzig-Connewitz – Markkleeberg Nord – Markkleeberg – Böhlen (Leipzig) – Altenburg – Lehndorf (Altenburg) – Gößnitz – Ponitz – Crimmitschau – Schweinsburg-Culten – Werdau Nord – Werdau – Steinpleis – Lichtentanne (Sachs) – Zwickau (Sachs) Hbf Nur einzelne Züge in Lehndorf (Altenburg), Ponitz, Schweinsburg-Culten, Werdau Nord, Steinpleis und Lichtentanne (Sachs).                                                                    | 60                                  |
| S 6   | Leipzig Messe – Leipzig Essener Straße – Leipzig Nord – Leipzig Hbf (tief) – Leipzig Markt – Leipzig Wilhelm-Leuschner-Platz – Leipzig Bayerischer Bahnhof – Leipzig MDR – Leipzig-Connewitz – Markkleeberg Nord – Markkleeberg – Markkleeberg Großstädteln – Markkleeberg-Gaschwitz – Großdeuben – Böhlen (Leipzig) – Böhlen Werke – Neukieritzsch – Lobstädt – Borna (Leipzig) | 30                                  |
| S 6   | Borna (Leipzig) – Petergrube – Neukirchen-Wyhra – Frohburg – Geithain | 60                                  |
| S 7   | Halle (Saale) Hbf – Halle Rosengarten – Halle-Silberhöhe – Halle-Südstadt – Angersdorf – Zscherben – Teutschenthal Ost – Teutschenthal – Wansleben am See – Amsdorf – Röblingen am See – Erdeborn – Lutherstadt Eisleben | 60                                  |
| S 7   | Lutherstadt Eisleben – Wolferode – Blankenheim – Riestedt – Sangerhausen Diese Linie wird von Abellio Rail Mitteldeutschland betrieben. | Einzelfahrten                       |
| S 8   | Jüterbog – Niedergörsdorf – Blönsdorf – Zahna – Bülzig – Zörnigall – Lutherstadt Wittenberg Hbf | Einzelfahrten                       |
| S 8   | Lutherstadt Wittenberg Hbf – Pratau – Bergwitz – Radis – Gräfenhainichen – Burgkemnitz – Muldenstein – Bitterfeld | 120                                 |
| S 8   | Dessau Hbf – Dessau Süd – Marke – Raguhn – Jeßnitz (Anh) – Wolfen – Greppin – Bitterfeld | 120                                 |
| S 8   | Bitterfeld – Roitzsch – Brehna – Landsberg – Hohenthurm – Halle (Saale) Hbf | 30 (Mo–Fr) 60 (Sa+So)               |
| S 9   | Halle (Saale) Hbf – Peißen – Reußen – Landsberg Süd – Klitschmar – Kyhna – Delitzsch ob Bf – Hohenroda – Krensitz – Kämmereiforst – Eilenburg | 120 60 (HVZ)                        |
| S 11  | Halle (Saale) Hbf – Halle-Ammendorf – Schkopau – Merseburg Hbf – Merseburg Bergmannsring – Beuna (Geißeltal) – Frankleben – Braunsbedra Pfännerhall – Braunsbedra – Krumpa – Mücheln (Geißeltal) Stadt – Langeneichstädt – Nemsdorf-Göhrendorf – Querfurt | 60                                  |
| S 47  | Halle-Trotha – Halle Wohnstadt Nord – H. Zoo – Halle Dessauer Brücke – Halle (Saale) Steintorbrücke – Halle (Saale) Hbf | 60                                  |

HVZ = 5.00 – 9.00 und 14.00 –19.00

### LinienS 1undS 10
Die Linie S1 verbindet die Miltitzer Allee im Stadtteil Grünau und den Stadtteil Stötteritz im Osten Leipzigs im Halbstundentakt miteinander. Die Linie S10 verdichtet die S1 montags bis freitags zwischen Grünau und Leipzig Hbf auf einen 15-Minuten-Takt.
Schon die ursprünglichen Planungen sahen für die S1 einen 15-Minuten-Takt vor. Dieser konnte jedoch zur Inbetriebnahme der S-Bahn Mitteldeutschland im Dezember 2013 nicht bis Miltitzer Allee realisiert werden, da bis Dezember 2017 noch der Fernverkehr in Richtung Süddeutschland gemeinsam mit den RE nach Erfurt Hbf/Jena bis Leutzsch verkehrte. Bis zum Fahrplanwechsel im Jahr 2017 fuhr die S1 bis Wurzen über Oschatz. Im Rahmen des Nahverkehrsplans 2017–2022 prüfte der ZVNL alternativ zur Verstärkung der Grünauer Linie auch die Einführung einer neuen Linie, die gemeinsam mit der S1 bis nach Leipzig-Leutzsch und dann über die Bahnstrecke Leipzig–Großkorbetha weiter nach Markranstädt verkehren würde. Von Juni 2019 bis September 2021 war die Kapazität dieses Abschnitts erneut eingeschränkt, weil im Leipziger Auenwald drei Brücken neugebaut wurden. Mit dem Fahrplanwechsel im Dezember 2022 wurde dann der 15-Minuten-Takt auf dem Ast nach Grünau realisiert, wobei die zusätzlichen Züge als Linie S10 und nur montags bis freitags zwischen 6:00 und 19:00 Uhr zwischen Leipzig Hauptbahnhof und Miltitzer Allee verkehren.

### LinieS 2
Die Linie S2 verbindet Leipzig-Stötteritz und Dessau Hbf bzw. Lutherstadt Wittenberg Hbf. Bis Delitzsch unt Bf wird täglich ein 30-Minuten-Grundtakt gefahren. Zwischen Delitzsch unt Bf und Bitterfeld besteht von Montag bis Freitag ebenfalls ein 30-Minuten-Takt, am Wochenende ein reiner Stundentakt. Zwischen Bitterfeld und Dessau Hbf bzw. Lutherstadt Wittenberg Hbf überlagert sich die S2 mit der S8 zu einem angenäherten Stundentakt, wobei in Bitterfeld wie vor der Einführung der mitteldeutschen S-Bahn ein Korrespondenzhalt besteht. Ab Dessau bzw. Lutherstadt Wittenberg Hbf bedienen einige dort endende Züge die Linie RB51 als Durchläufer bis Annaburg oder Falkenberg (Elster). Diese nicht zum eigentlichen Netz der S-Bahn Mitteldeutschland gehörende Linie wird aus Umlaufgründen mit den S-Bahn-Triebzügen bedient.
Einzelne Züge verkehren morgens und nachmittags ab Lutherstadt Wittenberg Hbf weiter bis Jüterbog.
Verdichtend wirken auf der Strecke nach Magdeburg Hbf die parallel im Stundentakt verkehrenden Regionalexpresszüge der Linie RE13 zwischen Leipzig Hbf und Dessau Hbf mit Verkehrshalt lediglich in Leipzig Messe, Delitzsch unt Bf, Bitterfeld und Wolfen.

### LinieS 3
Die S3 verbindet den Halleschen Stadtteil Nietleben mit Wurzen. Zwischen Halle-Nietleben und Wurzen wird ganztägig ein 30-Minuten-Takt gefahren, während der Abschnitt nach Oschatz nur in den Hauptverkehrszeiten und in den Tagesrandlagen bedient wird.
Die geplante Durchbindung der S3 von Halle (Saale) Hbf nach Halle-Nietleben konnte erst nach Schaffung notwendiger infrastruktureller Voraussetzungen im Bahnhof Halle (Saale) Hbf am 15. Dezember 2021 erfolgen, insbesondere durch Einbau von dafür notwendigen Weichenverbindungen. Somit wird die bisherige S7 vorerst weiter in einem eigenen Halbstundentakt betrieben. Die S7 war nicht in der Ausschreibungsleistung „Mitteldeutsches S-Bahnnetz I“ enthalten, wird aber wie die anderen Linien von DB Regio Südost betrieben und ist Teil des S-Bahn-Netzes.

### LinieS 4
Die S4 verbindet Markkleeberg-Gaschwitz mit Leipzig und Falkenberg (Elster). Zwischen Markkleeberg-Gaschwitz und Taucha (b Leipzig) besteht ein Halbstundentakt, bis Torgau anschließend ein 30/30/60-Minuten-Takt. Die Taktlücke füllen die Züge der Linien RE10 Leipzig Hbf–Frankfurt (Oder) bzw. RE11 Leipzig Hbf–Hoyerswerda. Die entsprechenden S-Bahn-Züge wenden in Taucha und bieten hier Anschluss von und nach Frankfurt (Oder). Ab Torgau verkehren die S-Bahn-Züge ganztägig alle 120 Minuten weiter nach Falkenberg (Elster), wobei auf diesem Abschnitt zusammen mit dem RE10/RE11 ein Stundentakt entsteht. Zeitweise und taktbedingt wenden Züge der Linie S4 auch in Torgau, Eilenburg sowie Eilenburg Ost und auf dem Südast in Leipzig-Connewitz.

### LinienS 5undS 5X
Die Linie S5 verkehrt gemeinsam mit der Linie S5X zwischen Halle (Saale) Hbf und Zwickau Hbf. Dabei bedient die S5 grundsätzlich mit Ausnahme der Bahnhöfe Markkleeberg-Großstädteln, Markkleeberg-Gaschwitz und Großdeuben alle Bahnhöfe entlang der Strecke, während die S5X die ehemaligen Linien RE5 und RE8 ersetzt und einen Expresscharakter aufweist. Bis Böhlen werden alle Halte gemeinsam mit der S5 bedient, ab Böhlen bedienen die Züge der Linie S5X nur noch die Bahnhöfe Altenburg, Gößnitz, Crimmitschau und Werdau.
Die S5 verkehrte bis 2018 in der Hauptverkehrszeit (Mo–Fr) sowie an den Wochenenden während der Leipziger Buchmesse und an Adventssamstagen zwischen Halle (Saale) Hbf und Flughafen Leipzig/Halle im Stundentakt, außerhalb dieser Zeiten kehrten die Züge schon am Flughafen Leipzig/Halle. Seit dem Fahrplanwechsel am 9. Dezember 2018 fahren auch die Züge der Linie S5 ganztägig von und nach Halle (Saale) Hbf. Bis Altenburg verkehrt die S5 im Stundentakt, zwischen Altenburg und Zwickau Hbf verkehrt jede zweite Stunde ein S-Bahn-Zug.
Die S5X hingegen verkehrt ganztägig im Stundentakt zwischen Halle (Saale) Hbf und Zwickau Hbf. Beide Linien überlagern sich von Halle (Saale) Hbf bis Böhlen zu einem Halbstundentakt.

### LinieS 6
Die Linie S6 verkehrt zwischen der Leipziger Messe und Geithain. Bis Borna fahren die Züge jede halbe Stunde, ab Borna wird grundsätzlich im Stundentakt gefahren. In Geithain besitzen die Züge direkten Anschluss zum RE6 von Leipzig Hbf nach Chemnitz Hbf.

### LinieS 7
Die Linie S7 verband bis zum 14. Januar 2021 den Bahnhof Halle (Saale) Hbf im Halbstundentakt mit Halle-Nietleben. Aufgrund von umfangreichen Bauarbeiten an der Bahnstrecke Halle–Hann. Münden zwischen Halle (Saale) Hbf und Angersdorf wurde der Betrieb der Linie am selben Tag eingestellt. Die Strecke nach Halle-Nietleben ging im Dezember 2021 auf die Linie S3 über. Die neue Linie S7 wird seit dem 12. Dezember 2021 von Abellio Rail Mitteldeutschland betrieben und verkehrt stündlich zwischen Halle (Saale) Hbf und Lutherstadt Eisleben. In den Hauptverkehrszeiten sowie in Tagesrandlagen werden die Züge bis Sangerhausen verlängert. Die Züge beider Linien verkehren zwischen den Abzweigstellen Halle-Wörmlitz und Halle-Südstadt Sa über die Strecke 6051 und bedienen den Haltepunkt Halle-Silberhöhe und den Bahnhof Halle-Südstadt.

### LinieS 8
Die Linie S8 verbindet Halle (Saale) Hbf und Dessau Hbf bzw. Lutherstadt Wittenberg Hbf. Zwischen Halle (Saale) Hbf und Bitterfeld verkehren die Züge von Montag bis Freitag etwa jede halbe Stunde, am Wochenende besteht ein Stundentakt. Ab Bitterfeld verkehren die Züge von Montag bis Freitag jeweils im Zweistundentakt nach Dessau Hbf oder Lutherstadt Wittenberg Hbf, wobei die S8 sich mit der S2 zu einem angenäherten Stundentakt überlagert. Wie bei der S2 fahren auch einzelne Züge der S8 morgens und nachmittags von Lutherstadt Wittenberg Hbf weiter nach Jüterbog und enden dort. Auch bei Zügen der Linie S8 gibt es wie bei der Linie S2 Durchbindungen auf die Linie RB51 bis und ab Annaburg oder Falkenberg (Elster).
Problematisch sind bei den Linien S2 und S8 die infrastrukturbedingten Überholungen durch Fernverkehrszüge. Die Folge sind etwa zehn Minuten Aufenthalt in Gräfenhainichen (Richtung Wittenberg) und Radis (Richtung Bitterfeld).

### LinieS 9
Die Linie S9 verbindet Halle (Saale) Hbf mit Delitzsch ob Bf und Eilenburg. Zwischen Halle (Saale) Hbf und Eilenburg wird ein Zweistundentakt gefahren, der von Montag bis Freitag in den Hauptverkehrszeiten zu einem Stundentakt verdichtet wird.

### LinieS 11
Die S-Bahn-Linie S11 ersetzt ab dem 15. Dezember 2024 die bisherige Regionalbahn RB 78. Die Linie verbindet Querfurt direkt mit dem Hauptbahnhof Halle (Saale) und bietet stündliche Verbindungen mit Halten an allen Stationen bis Merseburg sowie in Schkopau und Halle-Ammendorf. Die Züge der S11 werden im typischen Design der S-Bahn Mitteldeutschland gestaltet, das durch silbergraue Fahrzeuge mit grünen oder roten Türen gekennzeichnet ist. Bis Mitte 2025 sollen alle Fahrzeuge entsprechend umgestaltet sein.

### LinieS 47
Die S47 verkehrt zwischen Halle (Saale) Hbf und dem Endpunkt Halle-Trotha stündlich und ergänzt auf dieser Strecke die Züge der Linie RB47 (Halle (Saale) Hbf–Calbe (Saale) Ost über Bernburg Hbf).

## Geschichte

### Vorgeschichte

#### S-Bahn Halle (1969–2004)
| \| \| \| Halle-Dölau \| \| \| \| \| Halle Heidebf \| \| \| \| \| Halle-Nietleben \| \| \| \| \| S-Bahntunnel Halle-Neustadt \| \| \| \| \| Halle-Neustadt (Tunnelbahnhof) \| \| \| \| \| \| \| \| \| \| Halle Zscherbener Straße \| \| \| \| \| Halle-Südstadt \| \| \| \| \| Halle-Silberhöhe (ehem. Halle Brühlstraße) \| \| \| \| \| Halle Rosengarten \| \| \| \| \| Halle (Saale) Hbf \| \| \| \| \| Halle Steintorbrücke \| \| \| \| \| Halle Dessauer Brücke \| \| \| \| \| Halle Zoo \| \| \| \| \| Halle Wohnstadt Nord \| \| \| \| \| Halle-Trotha \| \| |  |                                            |                                            |
| S-Kopfbahnhof Streckenanfang (Strecke außer Betrieb) |  | Halle-Dölau                                | Halle-Dölau                                |
| S-Bahn-Halt (Strecke außer Betrieb) |  | Halle Heidebf                              | Halle Heidebf                              |
| S-Kopfbahnhof Strecke bis hier außer Betrieb |  | Halle-Nietleben                            | Halle-Nietleben                            |
| Tunnelanfang |  | S-Bahntunnel Halle-Neustadt                | S-Bahntunnel Halle-Neustadt                |
| S-Bahnhof (im Tunnel) |  | Halle-Neustadt (Tunnelbahnhof)             | Halle-Neustadt (Tunnelbahnhof)             |
| Tunnelende |  |                                            |                                            |
| S-Bahn-Halt |  | Halle Zscherbener Straße                   | Halle Zscherbener Straße                   |
| S-Bahnhof |  | Halle-Südstadt                             | Halle-Südstadt                             |
| S-Bahn-Halt |  | Halle-Silberhöhe (ehem. Halle Brühlstraße) | Halle-Silberhöhe (ehem. Halle Brühlstraße) |
| S-Bahn-Halt |  | Halle Rosengarten                          | Halle Rosengarten                          |
| S-Bahnhof |  | Halle (Saale) Hbf                          | Halle (Saale) Hbf                          |
| S-Bahnhof |  | Halle Steintorbrücke                       | Halle Steintorbrücke                       |
| S-Bahn-Halt |  | Halle Dessauer Brücke                      | Halle Dessauer Brücke                      |
| S-Bahn-Halt |  | Halle Zoo                                  | Halle Zoo                                  |
| S-Bahn-Halt |  | Halle Wohnstadt Nord                       | Halle Wohnstadt Nord                       |
| S-Kopfbahnhof Streckenende |  | Halle-Trotha                               | Halle-Trotha                               |

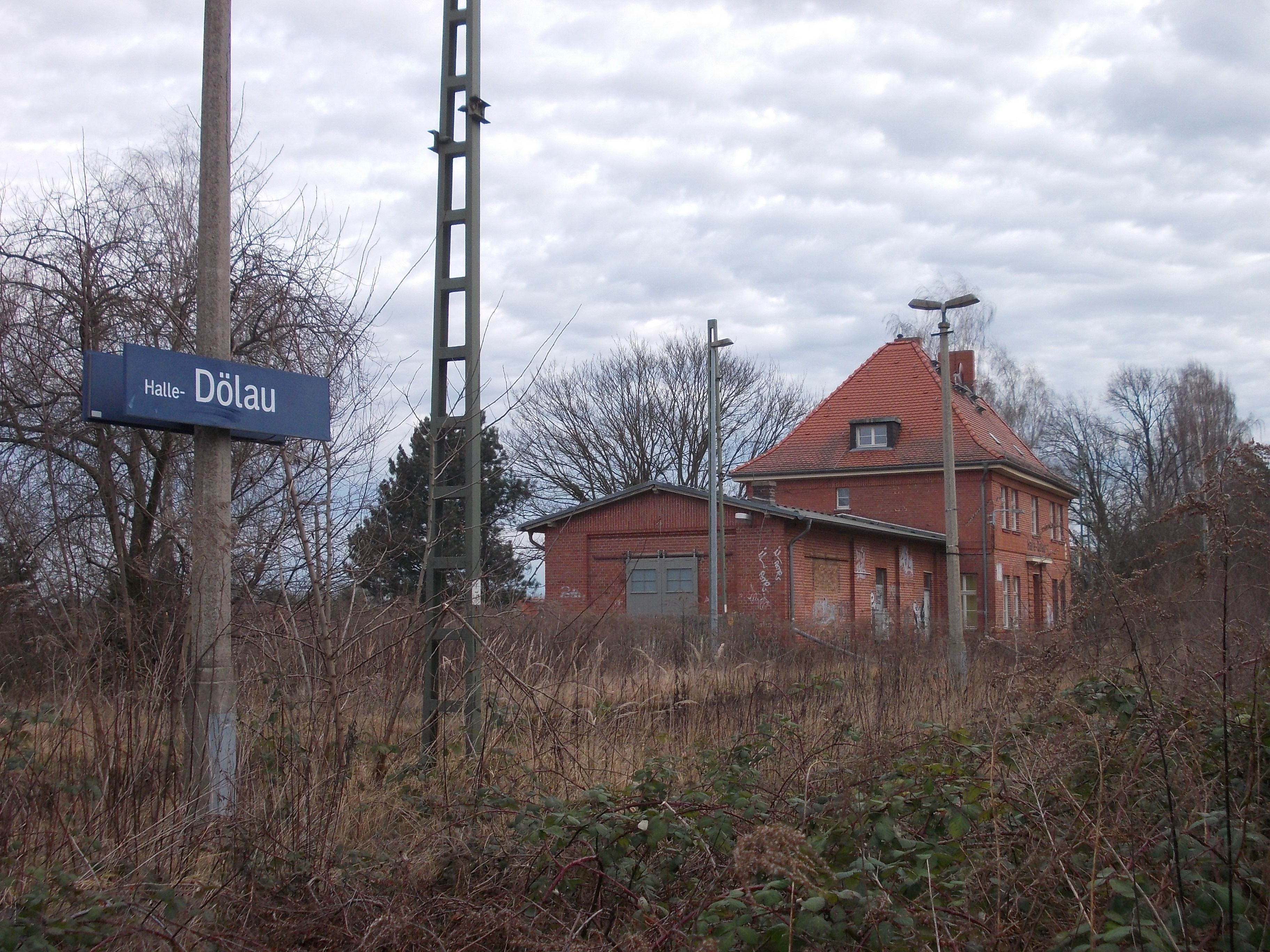
Der ehemalige S-Bahnhof Halle-Dölau (2014)

Die einzige Strecke der S-Bahn Halle verband den nördlich gelegenen Stadtteil Trotha in Form eines „U“ über den Bahnhof Halle (Saale) Hbf mit der ab 1964 errichteten Wohnvorstadt Halle-Neustadt am westlichen Saaleufer bis zur Endhaltestelle Halle-Dölau. Gegenwärtig besteht die Strecke nur noch bis Halle-Nietleben.
Um die prognostizierten 100.000 Einwohner Halle-Neustadts dem Zeitgeist entsprechend statt per Straßenbahn mit Bus und S-Bahn ans Nahverkehrsnetz anzuschließen, wurde wie in anderen Bezirksstädten auch in Halle eine S-Bahn eingerichtet. Ursprünglich waren ein Streckenverlauf und die Errichtung eines klassischen Bahnhofs am westlichen Ende von Halle-Neustadt vorgesehen. Dieser Plan wurde später zugunsten eines zentralen Verlaufs geändert: Östlich von Angersdorf war nun ein Abzweig von der seinerzeitigen Strecke Halle–Arenshausen nach Norden vorgesehen. Da ein ebenerdiger Verlauf aber praktisch eine Zerschneidung Halle-Neustadts bedeutet hätte, sollte die Bahnstrecke in einem Tunnel unterhalb des Stadtzentrums hindurchgeführt werden, und ein Tunnelbahnhof war nun als zentrale Zugangsstelle vorgesehen.

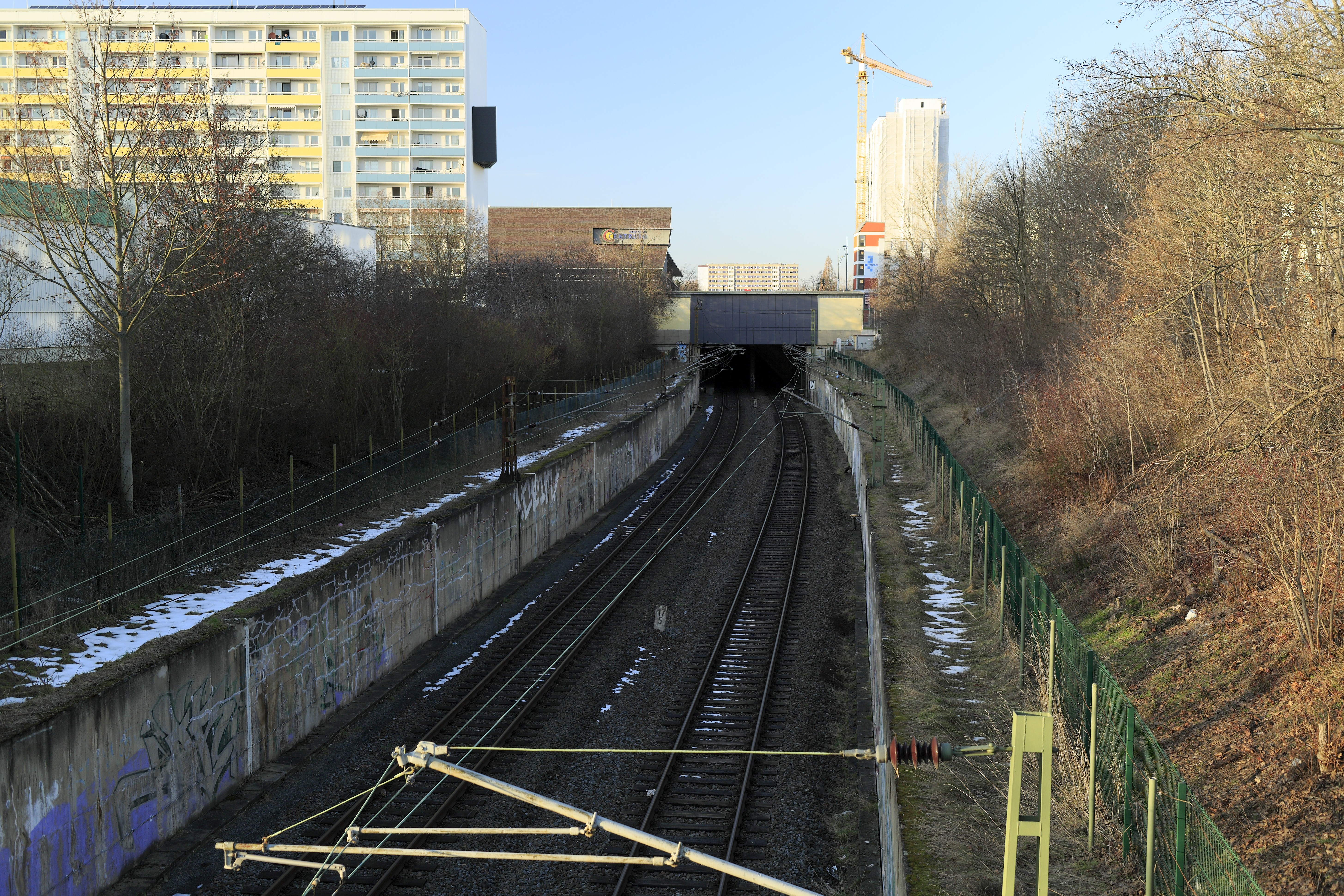
Südportal des S-Bahntunnels Halle-Neustadt

Im April 1967 wurde der Betrieb zwischen dem bereits fertiggestellten Haltepunkt Zscherbener Straße und dem Hauptbahnhof aufgenommen – damals ohne Zwischenhalt. Befahren wurde die Strecke zunächst mit Triebwagen der Reihe VT 2.09. Am 27. September 1969 wurden der Tunnelbahnhof eingeweiht und damit auch der elektrische Betrieb offiziell aufgenommen. Die Strecke Halle–Arenshausen wurde gleichzeitig bis zum Bahnhof Angersdorf mitelektrifiziert, um den Knoten Halle von Lokwechseln zu entlasten. An der Brücke über die Merseburger Straße entstand der Haltepunkt Rosengarten als erste Zugangsstelle zwischen Halle (Saale) Hbf und Zscherbener Straße. In den 1970er Jahren wurden im Süden von Halle die Neubaugebiete Silberhöhe und Südstadt errichtet. Um die im Raum Halle ohnehin hochbelastete Strecke nicht zusätzlich durch haltende S-Bahn-Züge zu belasten, wurde für die Anlage von zwei zusätzlichen Zugangsstellen für diese Wohngebiete 1978 und 1979 die parallele, eingleisige S-Bahn-Strecke Abzw Halle-Wörmlitz – Abzw Halle-Südstadt Sa gebaut. An ihr liegen der Haltepunkt Halle-Silberhöhe und der Bahnhof Halle-Südstadt mit Kreuzungsmöglichkeit. Der Bahnhof Halle-Südstadt ging am 1. Mai 1979 als Zugangsstelle in Betrieb, der Haltepunkt Halle Brühlstraße (später in Silberhöhe umbenannt) am 1. Juli. Das Planum dieser Strecke wurde für zweigleisigen Betrieb vorbereitet, der Bahnsteig des Haltepunktes Halle-Silberhöhe ist ein Inselbahnsteig mit einer vorbereiteten Bahnsteigkante auf der Nordseite und einem niveaufreien Zugang. Das zweite Gleis wurde jedoch abgesehen vom Kreuzungsgleis in Halle-Südstadt nicht eingebaut. Der Bahnhof Halle-Südstadt erhielt ein Gleisbildstellwerk, das auch die Abzweigstelle Sa mitbedient. Der Bau eines zusätzlichen Saalebrückenzuges war nicht möglich. Ersatzweise erhielt der Abschnitt Abzw Sa–Angersdorf zweimal eingleisigen Streckenblock. Die S-Bahn-Züge verkehren seitdem auf dem nördlichen Gleis, Züge auf der Stammstrecke befahren im Konfliktfall in beiden Richtungen das Südliche.
Nördlich des Tunnelbahnhofs wurde die Strecke der S-Bahn an die noch bestehenden Anlagen der Bahnstrecke Halle Klaustor–Hettstedt angeschlossen; deren Betrieb war auf dem Gebiet von Halle-Neustadt Ende September 1968 eingestellt worden. Die Trasse, die von Halle-Neustadt über den Bahnhof Halle-Nietleben und den Heidebahnhof bis zum Endpunkt Halle-Dölau führte, wurde zunächst saniert und elektrifiziert. Ihre Eröffnung fand am 26. Oktober 1971 statt.

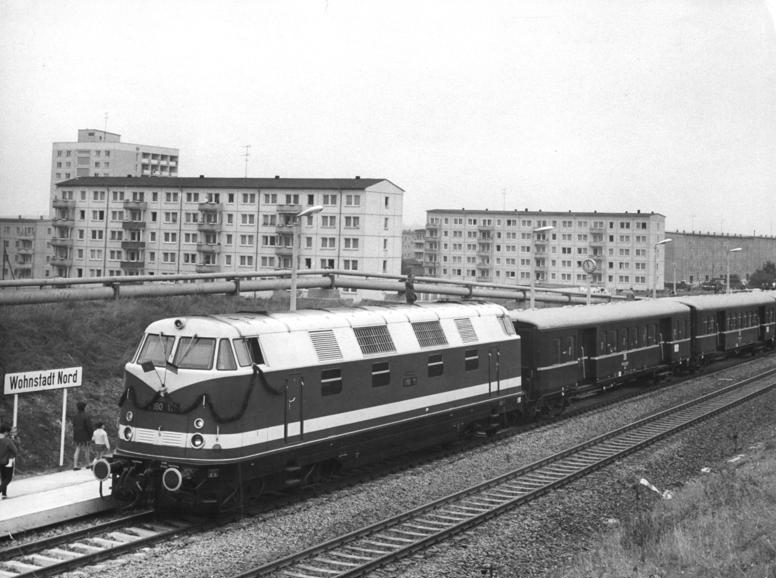
Eröffnungszug am 27. September 1969

Nördlich des Hauptbahnhofs, der für die S-Bahn einen zusätzlichen Bahnsteig 1a außerhalb der Halle an einem bis dahin für den Lokomotivverkehr genutzten Gleis erhalten hatte, wurden zunächst die Strecke nach Halberstadt bis Halle-Trotha ausgebaut und an dieser die neuen Haltepunkte Wohnstadt Nord, Zoo und Dessauer Brücke angelegt. Für den Abschnitt Hauptbahnhof–Dessauer Brücke über Steintorbrücke wurde ebenfalls ein vorhandenes Lokomotivverkehrsgleis zum Bw Halle P benutzt. Das für einen zweigleisigen Betrieb ausgelegte, aber seit Kriegsende nur noch von einem Gleis genutzte Planum der Strecke Halle–Halberstadt erhielt in der Achse des ehemaligen Richtungsgleises Halberstadt–Halle zwischen Dessauer Brücke und Halle-Trotha wieder ein zweites Gleis für die S-Bahn. Da auf eine Elektrifizierung zunächst verzichtet wurde, wurden auf dem Nordteil nach Trotha Diesellokomotiven eingesetzt. Von 1971 bis 1972 baute die DR diesen Streckenabschnitt nochmals aus. Dabei wurde neben dem Neubau von 2,4 Kilometer Gleis auch das S-Bahn-Gleis bis Halle-Trotha nachträglich elektrifiziert. So konnte ab dem 1. Oktober 1972 der durchgehende elektrische Betrieb der Hallenser S-Bahn aufgenommen werden. Eine Kreuzungsmöglichkeit auf der zwischen Halle (S) Hbf und Halle-Trotha durchgehend eingleisigen S-Bahn-Strecke besteht in Steintorbrücke. Hinter dem S-Bahnsteig von Halle-Trotha existierten eine allerdings nicht regelmäßig genutzte zweigleisige Kehranlage und über sie eine Gleisverbindung mit der Strecke nach Halberstadt.
Für die vielen Pendler von Halle-Neustadt in die Chemiebetriebe um Merseburg wurden bald nach Eröffnung der S-Bahn im Berufsverkehr Personenzüge über die Verbindung Merseburg – Buna-Werke – Halle-Nietleben eingerichtet. Die letzten verbliebenen Züge auf dieser Strecke wurden im Dezember 2007 abbestellt.
Das Wohngebiet Halle-Silberhöhe erhielt am 30. September 1979 am Verbindungsbogen von der Abzweigstelle Aw (Halle-Wörmlitz West) zum Bahnhof Halle (Saale) Süd (heute Bahnhof Halle-Ammendorf) auf Höhe des Haltepunktes Halle Brühlstraße den Haltepunkt Halle-Silberhöhe. Dadurch wurde es möglich, einige Pendlerzüge von Halle-Neustadt nach Merseburg statt über die Buna-Werke über Halle-Silberhöhe und Schkopau zu führen, um die Südstadt direkt an die Chemiebetriebe anzubinden. Die letzten Züge mit diesem Laufweg verkehrten Anfang der 2000er Jahre. Die Züge von Halle in Richtung Sangerhausen und Nordhausen bedienten diesen Haltepunkt jedoch nie. Anfang der 1990er Jahre wurde der Haltepunkt Halle Brühlstraße ebenfalls in Halle-Silberhöhe umbenannt. Der Bahnsteig am Verbindungsbogen Abzw Aw – Halle-Ammendorf sollte Anfang 2021 abgebrochen werden.
Nicht realisiert wurden Pläne, die Strecke von Dölau bis Salzmünde zu verlängern und dort einen Regionalbusbahnhof oder einen Ring über die Bahnstrecke Teutschenthal–Salzmünde anzulegen. Ende der 1980er Jahre wurde gar an einen Wiederaufbau bis Hettstedt gedacht, um die Arbeitskräfte des schwindenden Kupferbergbaues im Mansfelder Land im Chemiedreieck zu beschäftigen.
Mitte der 1980er Jahre bestanden weitere Planungen darin, die Taktdichte auf zehn Minuten zu verkürzen, um die Anbindung Halle-Neustadts und des Südens der Stadt an den Hauptbahnhof zu verbessern und somit die damaligen hohen Fahrgastzahlen besser zu bewältigen. Dieses Vorhaben hätte allerdings einen zweigleisigen Ausbau der Strecke Abzw Halle-Wörmlitz – Abzw Halle-Südstadt Sa zwischen dem Haltepunkt Halle-Silberhöhe und dem Bahnhof Halle-Südstadt erfordert. Vorleistungen sind heute noch sichtbar. Beispielsweise findet sich dort das vorbereitete, jedoch nie genutzte Planum einschließlich des Grundschotters für das Richtungsgleis Wörmlitz–Südstadt. Des Weiteren sind zusätzliche Fahrleitungsmastgründungen vorhanden. Eine weitere Vorleistung ist die Breite der Unterführung unter der Paul-Suhr-Straße zwischen Halle-Silberhöhe und Halle-Südstadt, die ausreichend Platz für ein zweites Gleis bietet. Dieses gesamte Vorhaben wurde jedoch nicht umgesetzt, da im Zuge der deutschen Wiedervereinigung Anfang der 1990er Jahre die Einwohnerzahl der Stadt Halle drastisch sank, parallel dazu der Individualverkehr zunahm und der öffentliche Personennahverkehr seitdem mit rückläufigen Fahrgastzahlen zu kämpfen hat. Zeitgleich mit den ersten Preiserhöhungen führte man in Halle schon 1991 mit der Verkehrs- und Tarifgemeinschaft Halle (VTG) einen gemeinsamen Tarif mit Straßenbahn und Linienbus ein. Seit dem 9. Dezember 2007 wird die Strecke nur noch im Halbstundentakt bedient, um einerseits der sinkenden Auslastung gerecht zu werden und sich andererseits dem 15-Minuten-Takt der Straßenbahn sowie dem Halbstundentakt der Linie S10 und den damit verbundenen Umsteigebeziehungen anzupassen.
Am 1. August 2002 wurde der Verkehr im Abschnitt von Halle-Nietleben über Halle Heidebf nach Halle-Dölau eingestellt. Nachdem die HAVAG einer Aufforderung des Landes zur Einstellung des parallelen Busverkehrs nicht nachgekommen war, wurde die Strecke zum 30. September 2002 abbestellt, am 1. August 2002 vorzeitig und am 31. Dezember 2003 formal stillgelegt. Begründet wurde dies weiterhin mit dem Oberbauzustand und den gesunkenen Fahrgastzahlen. Eine Reaktivierung des Streckenabschnitts seitens der Deutschen Bahn AG ist nicht geplant. So wurde seit 2008 im Bereich zwischen Nietleben und dem Heidebahnhof bereits das Kettenwerk der Fahrleitung mit den zugehörigen Auslegern entfernt.
Mit dem Ausbau der Strecke Halle–Halberstadt für eine Geschwindigkeit von 160 km/h und Neigetechnikbetrieb entstand in Sandersleben (Anh) ein elektronisches Stellwerk. Dabei entfielen die Kehranlage und die Gleisverbindung in Halle-Trotha; die S-Bahn-Strecke endete stumpf.

#### S-Bahn Leipzig (1969–2004)

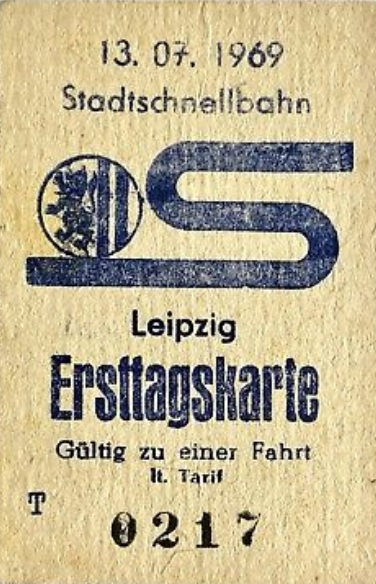
Leipziger Ersttagsfahrkarte vom 13. Juli 1969

Das Leipziger Streckennetz führte von der nördlichen Ausfahrt des Hauptbahnhofs – eines Kopfbahnhofs – zu beiden Seiten um die Stadt und vereinigte sich im Süden in Markkleeberg. Dieses charakteristische Herz wurde von einer Linie ringförmig in beiden Richtungen befahren, wobei im Süden bis Gaschwitz gefahren wurde. Um in Leipzig Hbf von der Ost- auf die Westseite zu gelangen, verkehrten die Züge durch den Verkehrstunnel I. Später folgten Linien in das östlich gelegene Wurzen und das Neubaugebiet Grünau im Westen.
Am 29. Februar 1968 beschloss der Leipziger Bezirkstag den Aufbau eines S-Bahn-Netzes. Bereits zur Frühjahrsmesse verkehrte zwischen Hauptbahnhof und dem neu eingerichteten Haltepunkt (Hp) Messegelände an der Technischen Messe ein „S-Bahn-ähnlicher Schnellverkehr“, am 12. Juli 1969 wurde dann der S-Bahn-Verkehr auf dem ganzen Herz aufgenommen, um das Verkehrsaufkommen des V. Turn- und Sportfestes bewältigen zu können. Die beiden Fahrtrichtungen wurden anfangs mit den Bezeichnungen S1 und S2 unterschieden. An den ersten beiden Tagen verkehrten die Züge kostenlos, was zur Überfüllung der Züge führte. Der Fahrpreis war danach ungewöhnlich hoch, eine Einzelfahrt kostete 50 Pfennig, eine Kurzstrecke mit bis zu fünf Halten 30 Pfennig. Umsteigen auf die Verkehrsmittel der Leipziger Verkehrsbetriebe (LVB) oder des Kraftverkehrs erforderte eine neue Fahrkarte, es wurden jedoch kombinierte Monatskarten ausgegeben. Im Vergleich dazu kosteten eine Fahrt im Stadtgebiet von Berlin (mit Umsteigeberechtigung), die deutlich länger sein konnte, 20 Pfennig und eine Einzelfahrt bei den LVB bei Nutzung von Sammelkarten 16,7 Pfennig. Von Anfang an und bis zur Teilung der Linie A, später S1, in einen West- und einen Ostteil verkehrten die Züge im Bahnhof Leipzig Hbf von wenigen Ausnahmen abgesehen in Richtung Osten über das Bahnsteiggleis 6, in Richtung Westen über das Gleis 7.
Auf der Osthälfte, die bis Leipzig-Connewitz die „zweite Verbindungsbahn“ und dann die Ferngleise der Bahnstrecke Leipzig–Hof nutzte, wurden die neuen Haltepunkte Anger-Crottendorf, Messegelände und Marienbrunn, auf der Westhälfte Coppiplatz, Industriegelände West und Lindenau eingerichtet. Alle wurden mit Außenbahnsteigen ausgestattet, da meist nur für diese in den Einschnitten und auf den Dämmen der Strecken Platz war. Seit der Umgestaltung der Leipziger Eisenbahnanlagen zu Anfang des 20. Jahrhunderts bestand zwischen Leipzig-Stötteritz und Gaschwitz in Fortsetzung des Leipziger Güterringes ein viergleisiger Ausbau. Die S-Bahn-Züge verkehrten über die östlichen, ursprünglichen Ferngleise. Wegen des zu geringen Gleisabstandes zu den ursprünglichen Vorortgleisen war es nicht möglich, für Messegelände und Marienbrunn Bahnsteige am Streckengleis Stötteritz–Connewitz anzulegen. Man richtete deshalb auf dem Streckengleis Connewitz–Stötteritz eingleisigen Streckenblock mit Erlaubniswechsel ein. Die S-Bahn-Züge verkehrten in diesem Abschnitt Richtung Connewitz planmäßig auf dem linken Gleis. Die dafür eingerichteten Weichenverbindungen und zusätzliche Signale ermöglichten, Zugfahrten signalmäßig am Bahnsteig Messegelände enden und beginnen zu lassen. Die 36,4 km lange Strecke um die Stadt wurde in 61 Minuten zurückgelegt und mit Ausnahme der Vormittagsstunden im Zwanzigminutentakt bedient. Bereits im Rahmen der Elektrifizierung in Richtung Zwickau und Reichenbach (Vogtl) ob Bf wurden die Sicherungsanlagen teilweise modernisiert. Die Bahnhöfe Stötteritz und Connewitz erhielten Lichtsignale mit zentralisierter Signalstellung durch die Fahrdienstleiter, der Bahnhof Gaschwitz ein Gleisbildstellwerk der Bauform GS II DR. Problematisch war der eingleisige Abschnitt zwischen Plagwitz und Gaschwitz. Wegen der Belastung des Bahnhofes Gaschwitz insbesondere durch Güterzüge und bestehender Fahrstraßenausschlüsse musste etwa die Hälfte der Züge auf der Westseite im Bahnhof Markkleeberg West enden. Dieser Bahnhof erhielt einen etwas günstiger gelegenen neuen Bahnsteig mit Zugang von der Koburger Straße. Weil die Umsteigeverhältnisse trotzdem in jeder Beziehung unbefriedigend waren, wurde in den Folgejahren ein weiterer Haltepunkt Markkleeberg Mitte an der Rathausstraße in unmittelbarer Nähe zum Haltepunkt Markkleeberg eingerichtet. Ein zusätzliches Stumpfgleis ermöglichte es, alle Züge mindestens bis zu diesem neuen Haltepunkt verkehren zu lassen, und durch den gleichzeitigen Bau eines Bahnsteiges am zweiten Bahnhofsgleis in Markkleeberg West wurden Zugkreuzungen von Reisezügen möglich. Mit der Inbetriebnahme des Haltepunktes Markkleeberg Mitte wurde das Umsteigen für Fahrten zwischen der Ost- und der Westseite auch tariflich ermöglicht. Dafür erhielten die Bahnsteige in Markkleeberg und Markkleeberg Mitte als erste die später im ganzen Netz üblichen Lochentwerter. Reisende mussten die Rollenfahrscheine beim Umsteigen in Längsrichtung falten und lochen. Auch Kurzstreckenfahrkarten galten auf dieser Umsteigeverbindung. Ein Jahr nach der Eröffnung wurden zwischen Leipzig Hbf und Anger-Crottendorf der neue Haltepunkt Sellerhausen und im Bahnhof Plagwitz zusätzlich ein Bahnsteig an der Schwartzestraße eingerichtet.
Der Schnellverkehr zwischen Leipzig Hbf und Messegelände wurde während der Messen auch in den folgenden Jahren zusätzlich zu den regulären S-Bahn-Zügen beibehalten. Er war in den S-Bahn-Tarif einbezogen, jedoch waren Fahrkarten der Preisstufe 2 erforderlich.
Im Jahr 1971 wurden etwa 13 Millionen Fahrgäste mit der Leipziger S-Bahn befördert. Dafür standen acht Züge mit gesamt 45 Wagen zur Verfügung.

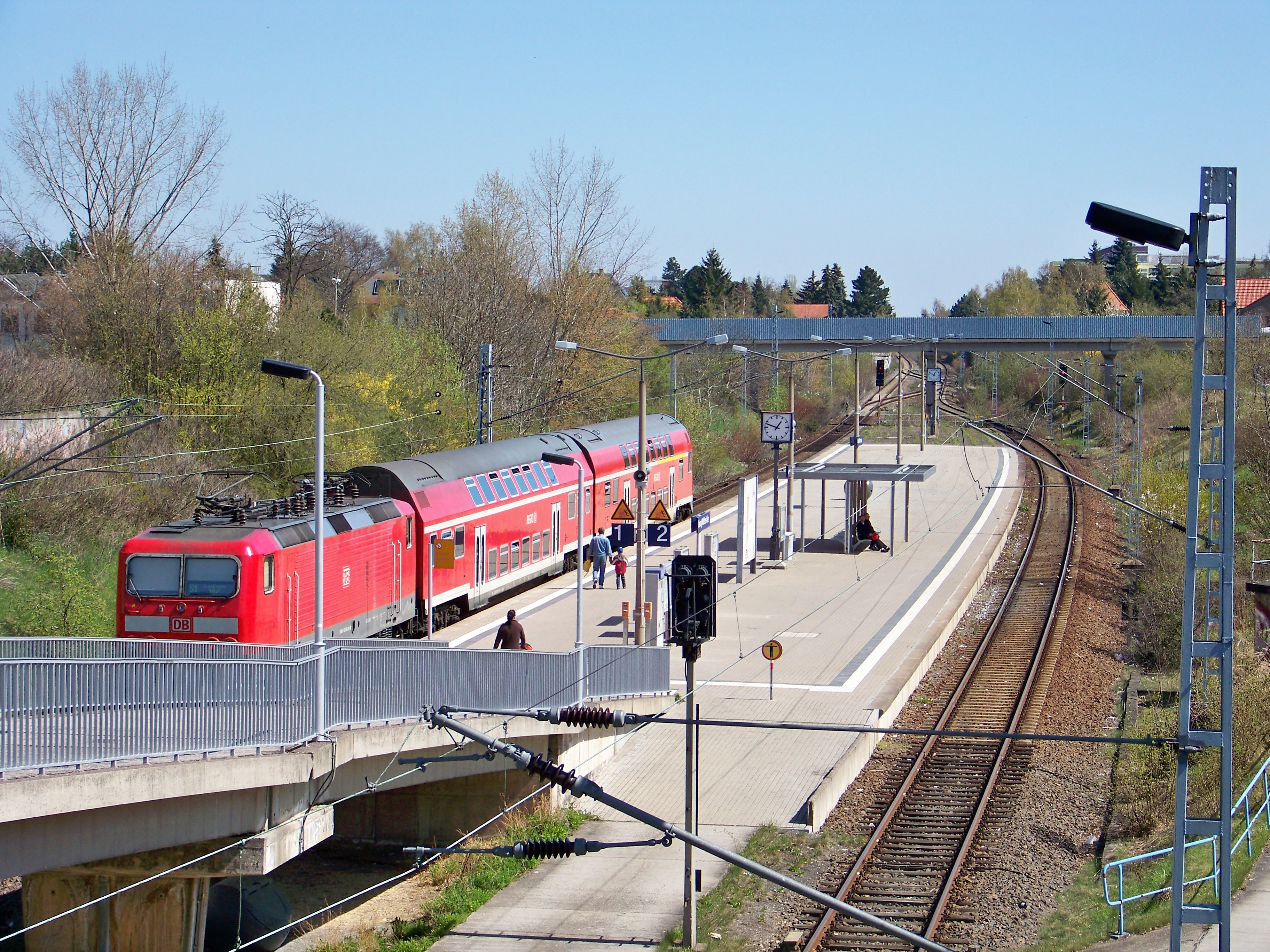
Zug der Linie S1 an der Endstation Leipzig Miltitzer Allee

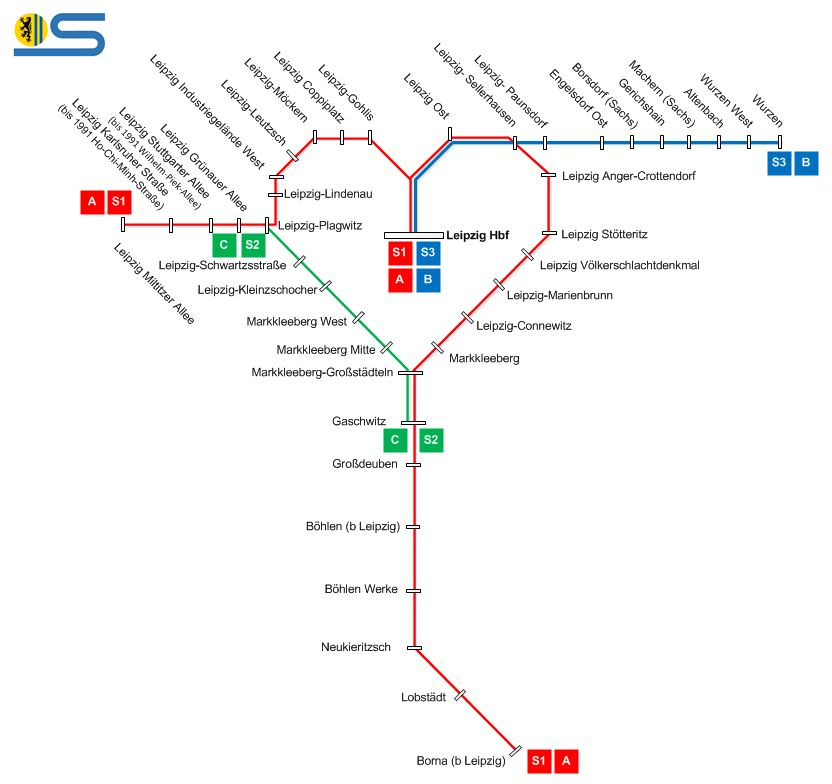
S-Bahnlinien in Leipzig bis 2002

Am 26. Mai 1974 kam eine Linie B nach Wurzen hinzu. Dafür wurden die Haltepunkte Sellerhausen (untere Bahnsteige) und Industriegelände Ost im Bahnhof Engelsdorf neuerrichtet. Die vorgesehenen Übergänge zu den oberen Bahnsteigen in Sellerhausen wurden nie gebaut, ein nennenswerter Übergang zwischen beiden Strecken entwickelte sich wegen des unnötig langen Weges und der nicht abgestimmten Fahrpläne nicht. Neu war auf der Strecke nach Wurzen die Einbeziehung aller Personenzüge Richtung Dresden, Riesa, Großbothen und Trebsen in den S-Bahn-Tarif (bis Borsdorf bzw. Wurzen), der dafür um die Preisstufen 3 (1 M), 4 (1,50 M) und 5 (2 M) erweitert wurde. Wegen der starken Streckenbelegung war allerdings kein Taktfahrplan möglich. Wegen des abnehmenden Verkehrsbedarfs und der hinter Borsdorf wegen der langen Blockabschnitte geringeren Durchlassfähigkeit endeten insbesondere im Berufsverkehr einige Züge in Borsdorf. Dafür mussten eine Kehrmöglichkeit im Gleis 5 dieses Bahnhofes eingerichtet und ein zusätzliches Ausfahrsignal aufgestellt werden. Die bisherige Linie erhielt gleichzeitig die Linienbezeichnung A, die Richtungsbezeichnungen S1 und S2 entfielen wenig später. Mit der Errichtung des Neubaugebietes Grünau wurde vom 25. September 1977 schrittweise bis 1983 eine Neubaustrecke dorthin in Betrieb genommen, die zunächst von der Linie C im Pendelverkehr (daher der Spitzname „Betonpendel“) bis Plagwitz befahren wurde, wo in die Ringlinie A umgestiegen werden konnte. Der erste Abschnitt bis zum neuen Haltepunkt (Hp) Hermann-Matern-Allee wurde am 25. September 1977 eröffnet. Dieser Haltepunkt wurde 1980 kurz vor der Eröffnung des nächsten Bauabschnitts zur Wilhelm-Pieck-Allee am 18. Dezember 1980 in Grünauer Allee umbenannt. Bis 1983 wurden dann noch der Haltepunkt Ho-Chi-Minh-Straße und der Bahnhof Miltitzer Allee erbaut. Dieser Bahnhof erhielt als einziger einen Inselbahnsteig und eine Kehranlage. Die Weiterführung der Strecke nach Markranstädt war damit baulich vorbereitet, wurde jedoch nie ausgeführt.
| \| \| \| A/S1 vom Hbf \| \| \| \| Plagwitz \| \| \| \| A/S1 zur Miltitzer Allee \| \| \| \| Schwartzestraße \| \| \| \| Kleinzschocher \| \| \| \| Markkleeberg West \| \| \| \| Markkleeberg Mitte \| \| \| \| A/S1 vom Hbf \| \| \| \| Markkleeberg-Großstädteln \| \| \| \| Gaschwitz \| |  |                           |                           |
| Strecke |  | A/S1 vom Hbf              | A/S1 vom Hbf              |
| S-Bahnhof |  | Plagwitz                  | Plagwitz                  |
| Abzweig geradeaus und nach rechts |  | A/S1 zur Miltitzer Allee  | A/S1 zur Miltitzer Allee  |
| S-Bahn-Halt |  | Schwartzestraße           | Schwartzestraße           |
| S-Bahn-Halt |  | Kleinzschocher            | Kleinzschocher            |
| S-Bahnhof |  | Markkleeberg West         | Markkleeberg West         |
| S-Bahn-Halt |  | Markkleeberg Mitte        | Markkleeberg Mitte        |
| Abzweig geradeaus und von links |  | A/S1 vom Hbf              | A/S1 vom Hbf              |
| S-Bahn-Halt |  | Markkleeberg-Großstädteln | Markkleeberg-Großstädteln |
| S-Kopfbahnhof Streckenende |  | Gaschwitz                 | Gaschwitz                 |

Ab 1984 wurde die Strecke Grünau–Plagwitz–Hauptbahnhof–Gaschwitz durchgängig von der Linie A befahren und Grünau–Plagwitz–Markkleeberg zur einzelnen Linie C, die aufgrund ihrer Strecke auf der Plagwitz-Gaschwitzer Verbindungsbahn durch den Leipziger Auwald „Waldbahn“ genannt wurde. Gemeinsam mit der Linie A wurde damit zwischen Plagwitz und Miltitzer Allee ein Zehnminutentakt angeboten. In Plagwitz wurde ein Anschluss an die Straßenbahnzüge der Linie 2 eingerichtet. Diese Umsteigeverbindung, die sowohl im Vergleich mit den S-Bahn-Zügen der Linie A als auch mit der reinen Straßenbahnbenutzung die kürzeste Verbindung ins Stadtzentrum darstellte, wurde jedoch wegen der fehlenden Durchtarifierung kein Erfolg.
Mit der Wende kamen viele neue Namen. So wurde aus der Wilhelm-Pieck- die Stuttgarter Allee und aus der Ho-Chi-Minh- die Karlsruher Straße, was auch Umbenennungen der gleichnamigen Haltepunkte nach sich zog. Auch die Linien wurden, westlichem Standard entsprechend, zum Sommerfahrplan 1992 mit Nummern statt Buchstaben versehen. So wurde aus der Linie A die S1 (ein Zug verkehrte nun stündlich bis Borna), aus der Linie B die S3 (hier wurde ein Taktfahrplan, wenn auch nur im Stundentakt, eingeführt) und aus der Linie C die S2. Nachdem letztere durch Kürzung auf das Stück Plagwitz–Gaschwitz, Stundentakt außerhalb des Berufsverkehrs, eine unglückliche Anschlussgestaltung in Plagwitz (der Zug Richtung Gaschwitz verließ Plagwitz eine Minute, bevor der von Leipzig Hbf eintraf, meist konnte man den ausfahrenden Zug noch sehen) und einen höheren Fahrpreis im Vergleich zur Fahrt über Leipzig Hbf immer weniger genutzt wurde, wurde sie zum Fahrplanwechsel im Dezember 2002 eingestellt und durch die Buslinie 65 ersetzt. 2004 wurde die S1 aufgrund der Baumaßnahmen für den City-Tunnel im Bahnhof Leipzig Hbf gebrochen. Der Westteil behielt die Bezeichnung S1, der Ostteil bekam die Bezeichnung S2. Mit dem Umzug der Messe ins Neue Messegelände im Norden der Stadt wurde der Haltepunkt Messegelände in Völkerschlachtdenkmal umbenannt, später der Haltepunkt Stuttgarter Allee auf Betreiben des benachbarten Einkaufszentrums in Allee-Center. Um Baufreiheit für den City-Tunnel zu schaffen, wurden die Linie RB130 Leipzig Bayer Bf – Altenburg mit der Schließung des Bahnhofs Leipzig Bayer Bf im Juni 2001 ab Neukieritzsch mit der S-Bahn verbunden und damit auch die Regionalbahnzüge aus Altenburg an den Hauptbahnhof angebunden. Die zunächst nur als vorübergehende Maßnahme während der Tunnelbauarbeiten angekündigte Dehnung der Taktzeiten auf 30 Minuten machte die S-Bahn im Vergleich zu den Verkehrsmitteln der LVB spürbar unattraktiver.
Am 1. August 2001 wurde der Verbundtarif des Mitteldeutschen Verkehrsverbundes eingeführt. Während durch das nun mögliche, aufpreisfreie Umsteigen zwischen unterschiedlichen Verkehrsmitteln die Nutzung des öffentlichen Verkehrs im Stadtgebiet von Leipzig und im Süden, Westen und Norden einfacher wurde, galt in Richtung Wurzen (und Geithain) jenseits der Stadtgrenze für drei Jahre nur noch der Fernbahntarif. Erst am 1. August 2004 wurde der Verbundtarif auf den Muldentalkreis und den Landkreis Torgau-Oschatz ausgedehnt. Verbesserungen im Fahrplanangebot gab es jedoch bis zur Umgestaltung des Netzes mit der Inbetriebnahme des City-Tunnels nicht mehr. Stattdessen wurde am 30. April 2011 der Betrieb des verbliebenen Abschnitts der Linie S1 wegen Finanzmittelkürzungen bis zur Eröffnung des City-Tunnels eingestellt. Am 24. November 2012 wurde die Strecke Leipzig-Stötteritz stillgelegt. Damit wurde die Linie MRB2 endgültig eingestellt. Damit schloss die Bahn die oberen Bahnsteige des Haltepunktes Sellerhausen und den Haltepunkt Leipzig Ost. Nachdem auch die Linie S/MRB11 im Zuge des Umbaus zur S-Bahn Mitteldeutschland am 15. Dezember 2013 eingestellt wurde, verlor der Leipziger Osten seine S-Bahn-Anbindung völlig.

#### S-Bahn Leipzig–Halle (2004–2013)
| \| \| \| Halle (Saale) Hbf \| \| \| \| Halle Messe \| \| \| \| Dieskau \| \| \| \| Gröbers \| \| \| \| Großkugel \| \| \| \| Schkeuditz West \| \| \| \| Schkeuditz \| \| \| \| Leipzig-Lützschena \| \| \| \| Leipzig-Wahren \| \| \| \| Leipzig Slevogtstraße \| \| \| \| Leipzig Olbrichtstraße \| \| \| \| Leipzig-Gohlis \| \| \| \| Leipzig Hbf \| |  |                        |                        |
| S-Kopfbahnhof Streckenanfang |  | Halle (Saale) Hbf      | Halle (Saale) Hbf      |
| S-Bahn-Halt |  | Halle Messe            | Halle Messe            |
| S-Bahnhof |  | Dieskau                | Dieskau                |
| S-Bahnhof |  | Gröbers                | Gröbers                |
| S-Bahn-Halt |  | Großkugel              | Großkugel              |
| S-Bahn-Halt |  | Schkeuditz West        | Schkeuditz West        |
| S-Bahnhof |  | Schkeuditz             | Schkeuditz             |
| S-Bahnhof |  | Leipzig-Lützschena     | Leipzig-Lützschena     |
| S-Bahnhof |  | Leipzig-Wahren         | Leipzig-Wahren         |
| S-Bahn-Halt |  | Leipzig Slevogtstraße  | Leipzig Slevogtstraße  |
| S-Bahn-Halt |  | Leipzig Olbrichtstraße | Leipzig Olbrichtstraße |
| S-Bahn-Halt |  | Leipzig-Gohlis         | Leipzig-Gohlis         |
| S-Kopfbahnhof Streckenende |  | Leipzig Hbf            | Leipzig Hbf            |

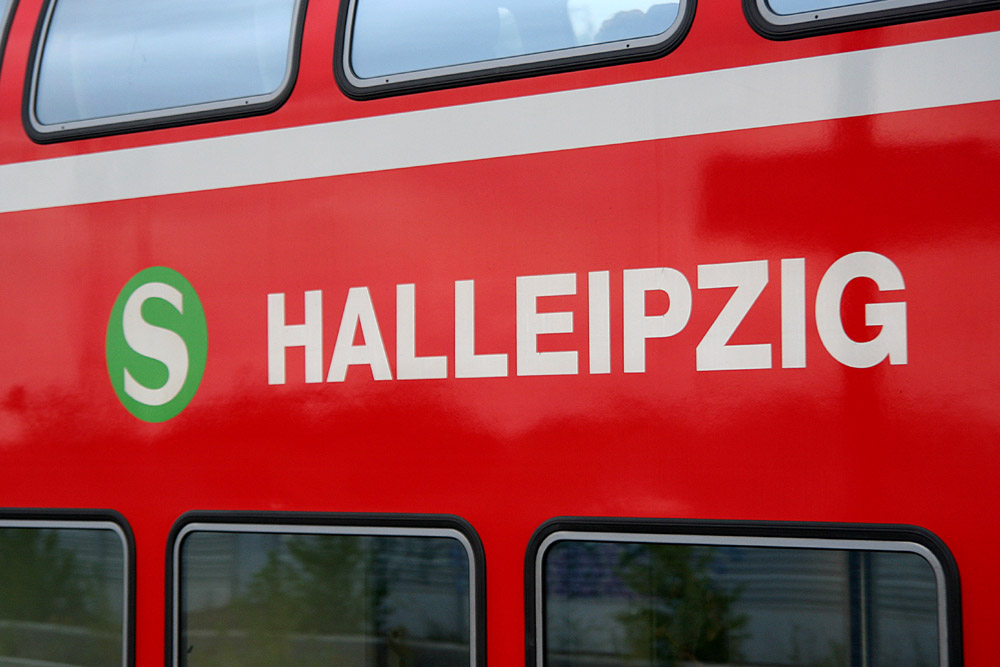
Schriftzug auf einem Wagen der S-Bahn-Linie Halle–Leipzig

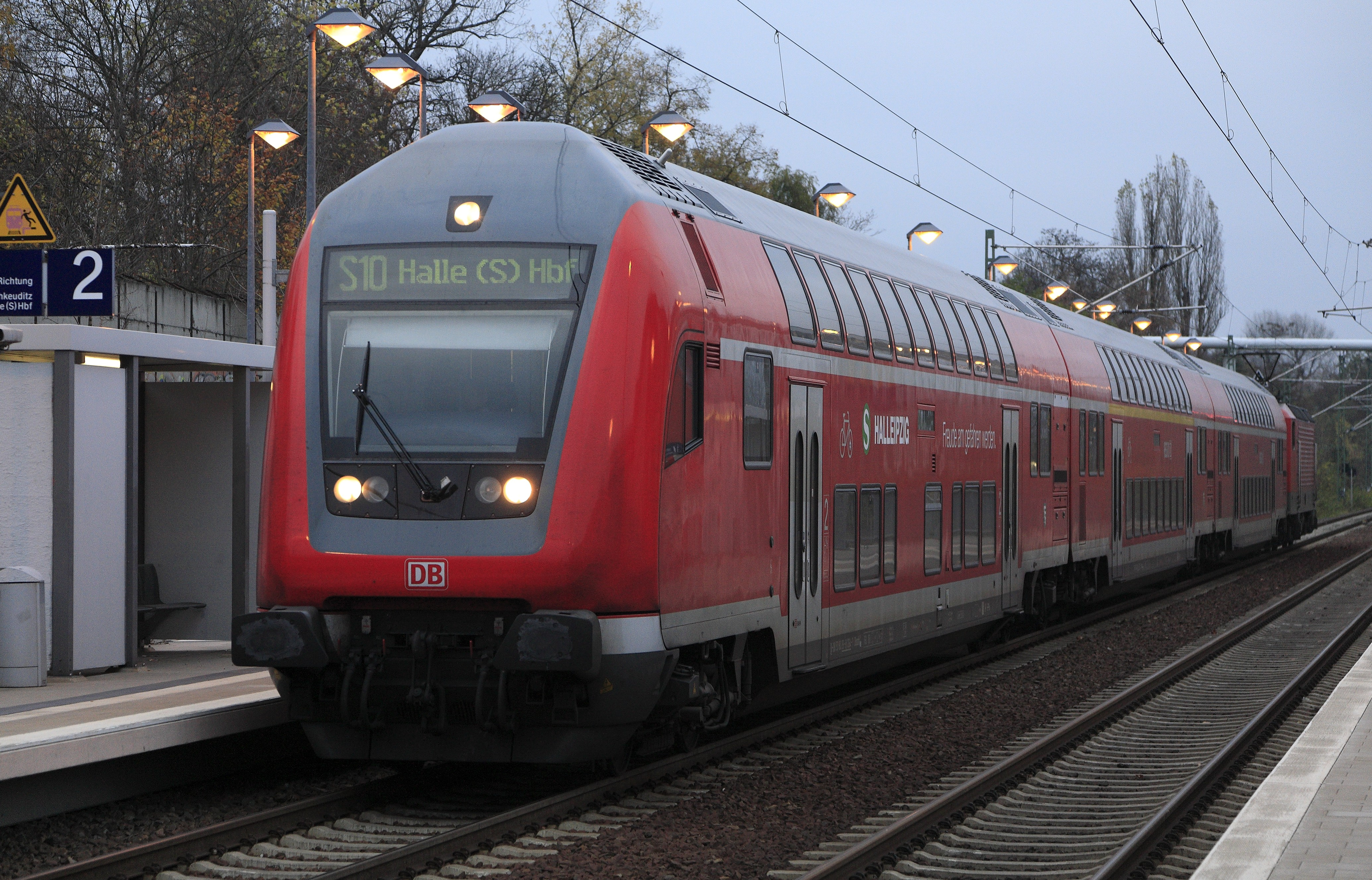
Ein Zug der Linie S10 im Hp Olbrichtstraße

Obwohl es zwischen Leipzig und Halle schon seit Jahrzehnten einen verdichteten Vorortverkehr gab – ab 1928 verkehrten hier die Triebwagen der späteren Baureihe ET 41 –, wurde auf dieser Strecke nie ein besonderer Tarif geführt. Dies änderte sich erst 2001 mit der Einführung des Verbundtarifs des Mitteldeutschen Verkehrsverbundes.
Am 19. März 2002 begannen in Halle die Bauarbeiten für den Neubau der S-Bahn-Strecke zwischen den beiden Städten. Die Inbetriebnahme des 234-Millionen-Euro-Vorhabens und der neuen S 10 fand im Dezember 2004 statt. Die Baukosten wurden im Wesentlichen durch den Bund (135 Millionen Euro) sowie die Länder Sachsen-Anhalt (39 Millionen Euro) und Sachsen (34 Millionen Euro) aufgebracht. Die Inbetriebnahme erfolgte planmäßig am 12. Dezember 2004.
In Leipzig führt diese Linie vom Hauptbahnhof direkt über die seit Jahrzehnten nur von Güterzügen benutzte ursprüngliche Strecke Wahren–Leipzig Hbf der Magdeburg-Leipziger Eisenbahn-Gesellschaft nach Leipzig-Wahren. Die bisherige Regionalbahnlinie RB56 mit dem Umweg über Wiederitzsch wurde durch die neue S-Bahn-Linie ersetzt. Dadurch änderte sich die Fahrtzeit von 36 Minuten nicht, obwohl fünf Halte hinzukamen. Seit dem 5. Dezember befuhren die Züge der RB56 die reaktivierte Strecke im Probebetrieb mit Fahrgästen. Die zusätzlichen Regionalexpresszüge der Linie RE5, die hier die Rolle einer „Express-S-Bahn“ übernahmen, verkehrten seit dem 30. Juni 2003 in einem eigenen Stundentakt über den Bahnhof Flughafen Leipzig/Halle. Einen besonderen Tarif musste man wegen des seit dem 1. August 2001 bestehenden Mitteldeutschen Verkehrsverbundes nicht mehr einführen.

Liniennetz 2009

Mit dem Fahrplanwechsel im Jahr 2009 verkleinerte sich das Netz der S-Bahn Leipzig-Halle, da der Betrieb der Linien östlich des Bahnhofs Leipzig Hbf – dies betraf die S2 (Leipzig Hbf – Borna (– Geithain)) und die S11 (Leipzig Hbf – Wurzen (– Oschatz)) der Mitteldeutschen Regiobahn (MRB) als MRB2 bzw. MRB11 übertragen wurde und daher nicht mehr die Bezeichnung S-Bahn trugen. An der Fahrplanstruktur und Taktfrequenz änderte sich dabei auf den betroffenen Strecken nichts. Die MRB setzte auf den elektrifizierten Strecken ausschließlich Dieseltriebwagen ein. Lediglich in Wochenendnächten bediente die DB einzelne Fahrten auf der Linie MRB11 noch selbst als S11.
Wegen Finanzmittelkürzung wurde die S1 am 30. April 2011 eingestellt und erst wieder mit Eröffnung des City-Tunnels in Betrieb genommen. Als Ersatz verkehrten zwei Buslinien sowie zusätzliche Straßenbahnleistungen der LVB.
Die S-Bahn Leipzig-Halle umfasste somit von 2009 bis 2011 die Linien S1, S7 und S10, von 2011 bis 14. Dezember 2013 nur die zwei Linien S7 und S10. Die Züge verkehrten tagsüber im Halbstundentakt.
Mit Betriebsschluss am 24. November 2012 wurde die Bahnstrecke Leipzig Hbf–Leipzig-Connewitz betrieblich gesperrt und zwischen den Bahnhöfen Leipzig-Dresdener Gbf und Leipzig-Stötteritz sofort stillgelegt. Damit war der letzte Rest der ehemaligen Linie A Vergangenheit. Die Züge wurden über den Westring umgeleitet, doch erreichte dieser Betrieb mit nur wenigen Halten (in Leipzig-Gohlis, Möckern und Plagwitz sowie Markkleeberg Mitte) keine S-Bahn-Qualität.

### Netzentwicklung
Mit Freigabe des Leipziger City-Tunnels zwischen Hauptbahnhof und Bayerischem Bahnhof wurde am 15. Dezember 2013 die erste Betriebsstufe des neuen Netzes der S-Bahn Mitteldeutschland in Betrieb genommen. Die Linien führen aus dem Großraum Leipzig / Halle (Saale) heraus bis in die angrenzenden Bundesländer Thüringen, Sachsen-Anhalt und Brandenburg. Die vorherige S10 verkehrte fortan als S3 von Halle (Saale) nach Leipzig-Stötteritz, die bisherige Linie RE5 ging in den Linien S5 und S5X auf, die bis Altenburg bzw. Zwickau durchgebunden wurden. Die S1 erfuhr eine Verlängerung nach Wurzen bzw. Oschatz, während die S7 unverändert bestehenblieb. Darüber hinaus wurden die vormaligen Regionalbahnverbindungen nach Hoyerswerda und Geithain als neue Linie S4 Teil des S-Bahn-Netzes sowie die Strecke nach Bitterfeld als S2 integriert. Das Netz umfasste in diesem Ausbauzustand eine Länge von 430 Kilometern und 104 S-Bahn-Stationen.
Aufgrund verschiedener Baumaßnahmen kam es zu den Fahrplanwechseln 2015 und 2017 im Leipziger Südraum sowie in Halle zu Veränderungen in den Linienverläufen. Die S3 aus Halle übernahm ab Dezember 2015 für zwei Jahre den Ast über Borna nach Geithain, den bis dahin die S4 bediente. Diese wiederum übernahm die Strecke nach Wurzen bzw. Oschatz von der S1, die seitdem in Leipzig-Stötteritz endet. Der ursprünglich für 2015 angekündigte Viertelstundentakt der Linie zwischen Stötteritz und Grünau wurde letztendlich erst 2022 umgesetzt. Die Ergänzungslinie S1 bis Leipzig Messe (ab 2016 S11) blieb bestehen und ergänzte den 15-Minuten-Takt der S1 und S4 zwischen Leipzig Hbf und Leipzig-Stötteritz auf sechs Züge pro Stunde und Richtung. Die S7 wurde aufgrund des Bahnhofsumbaus im Hallenser Hauptbahnhof von ihrem nördlichen Endpunkt Halle-Trotha zurückgezogen und verkehrte erst ab Halle (Saale) Hbf nach Nietleben, die Strecke nach Trotha wurde nun von den Zügen der RB47 nach Könnern/Bernburg sowie von der S3 von Halle nach Wurzen bedient. Für diese Verkehre wurde im Bahnhof Halle-Trotha wieder eine Weichenverbindung zwischen dem S- und dem Fernbahngleis eingebaut. Im Bahnhof Markkleeberg-Gaschwitz fanden ebenfalls Bauarbeiten statt, sodass die Züge der S2 bis auf wenige Züge in der HVZ stets in Leipzig-Connewitz endeten.
Mit dem Start der zweiten Betriebsstufe 2017 wurde die S2 ab Bitterfeld nach Dessau Hbf/Lutherstadt Wittenberg bzw. mit einzelnen Fahrten nach Jüterbog verlängert. Außerdem nahmen die neuen Linien S8 Halle – Bitterfeld – Dessau/Lutherstadt Wittenberg sowie S9 Halle – Delitzsch – Eilenburg ihren Betrieb auf. In Leipzig wurde zugleich die S11 durch die neue Linie S6 ersetzt, die gleichzeitig die Strecke nach Geithain von der S3 übernahm. So verschwand die Bezeichnung S11 nach zwei Jahren wieder aus dem Netz der S-Bahn Mitteldeutschland. Die S3 verkehrte nun nur noch zwischen Halle (Saale) Hbf und Leipzig-Connewitz; ein Teil der Züge begann beziehungsweise endete in Halle-Trotha und in Markkleeberg-Gaschwitz. Dieses Konzept blieb bis 2019 in Kraft, als die S3 und S4 ihre Südabschnitte tauschten. Seitdem führt die S3 über Leipzig-Stötteritz nach Wurzen und die S4 nach Markkleeberg-Gaschwitz.
Die Linie RB75 Halle (Saale) Hbf – Lutherstadt Eisleben sollte ursprünglich schon ab 2015 von Abellio Rail Mitteldeutschland als S7 gefahren werden. Da diese Bezeichnung jedoch vorerst bei der bisherigen S7 nach Nietleben verblieb, wurde die Linie nach Eisleben weiterhin als RB75 bezeichnet. Seit dem Fahrplanwechsel im Dezember 2021 verkehrt die Linie S3 nicht mehr nach Trotha, sondern nach Nietleben, wodurch die Liniennummer S7 frei wurde. Seitdem verkehrt die bisherige RB75 zwischen Halle und Eisleben als Linie S7. Der Betreiber ist weiterhin Abellio Rail Mitteldeutschland, das Fahrplanangebot blieb mit dem Stundentakt, der durch ebenfalls im Stundentakt verkehrende Regionalexpresszüge verdichtet wird, ebenfalls gleich. Die Strecke zwischen Halle (Saale) Hbf und Halle-Trotha wird seither von der kurzen S47 bedient.
Zum Fahrplanwechsel 2022 wurde das S-Bahn-Netz Mitteldeutschland erstmals nominell verkleinert. Der zweistündlich von der S4 bediente Abschnitt von Falkenberg nach Hoyerswerda wurde an die neue Linie RE11 abgegeben, die zwischen Leipzig und Falkenberg im Verbund mit der RE10 fährt und kürzere Fahrzeiten nach Hoyerswerda ermöglicht. Zugleich wurde der ursprünglich bereits für 2015 angekündigte 15-Minuten-Takt nach Grünau umgesetzt. Die halbstündliche S1 wird seitdem montags bis freitags Woche mit der neuen, ebenfalls halbstündlich bedienten Linie S10 verdichtet, die aber mangels Kapazität des City-Tunnels bereits in Leipzig Hbf endet. Im Dezember 2024 wurde schließlich eine neue Linie S11 eingeführt, die jedoch nicht wie von 2016 bis 2017 im Leipziger Stadtgebiet, sondern zwischen Halle und Querfurt verkehrt. Sie ersetzt die vorherige Regionalbahnlinie, verdichtet aber zugleich den Takt zwischen Halle und Merseburg und bietet eine Angebotsausweitung am Wochenende.

#### Zukunftspläne
Mit der Betriebsaufnahme des Verkehrsvertrags „MDSB 2025+“ im Dezember 2026 wird das Netz der S-Bahn Mitteldeutschland erheblich erweitert. So werden die S1 nach Grimma und Döbeln verlängert sowie die Linien S5 und S5X südlich geflügelt: Von den Zügen nach Zwickau zweigt jeweils zweistündlich in Werdau ein Zugteil der S5X Richtung Plauen sowie in Gößnitz ein Zugteil der S5 nach Glauchau ab. Damit wird nach vierzehn Jahren Unterbrechung wieder eine direkte Verbindung zwischen Leipzig und Plauen eingerichtet. Außerdem wird die S6 im Stundentakt von Leipzig Hbf nach Naumburg (Saale) verlängert, wobei sie auf diesem Abschnitt die bisherige RB20 ersetzt.
Als Vorstufe dieses Verkehrsvertrags werden einige ursprünglich darin vorgesehene Änderungen bereits im Dezember 2025 vorgenommen. So tauschen die Linien S3, S4 und S6 ihre Südabschnitte bereits ein Jahr vor der Betriebsaufnahme des „MDSB 2025+“. Die S6 erhält bereits ihren neuen Linienweg nach Naumburg, endet jedoch zunächst in Leipzig Hbf und verkehrt nicht nach Leipzig Messe. Die Linien S5 und S5X nehmen zudem die S47 zwischen Halle (Saale) Hbf und Halle-Trotha auf und verdichten das dortige Angebot auf einen 30-Minuten-Takt. Die Linie S10 zwischen Leipzig Hbf und Leipzig Miltitzer Allee wird eingestellt und stattdessen eine neue S30 zwischen Leipzig Hbf und Schkeuditz eingeführt.
Durch die Ende 2013 abgeschlossene vollständige Elektrifizierung der Bahnstrecke Leipzig–Hof (als Teil der Sachsen-Franken-Magistrale) südlich von Reichenbach im Vogtland hatte sich die Möglichkeit eröffnet, S-Bahn-Züge auch bis ins oberfränkische Hof (Saale) durchzubinden. Informationen vom Oktober 2013 zufolge wäre dies jedoch frühestens ab Dezember 2015 umsetzbar gewesen. Daher wurde eine schnelle Zubringerlinie Hof Hbf–Plauen ob Bf–Werdau eingerichtet, die in Werdau einen bahnsteiggleichen, schnellen Anschluss zur Linie S5X herstellte. Diese entfiel jedoch bereits wieder im Juni 2015, und die Reisezeit verlängerte sich auf fast drei Stunden, obwohl die durchgehend elektrisch befahrbare Verbindung Fahrzeiten von unter zwei Stunden ermöglichen würde. Jedoch bietet die Erfurter Bahn von Leipzig Hbf aus seit dem Fahrplanwechsel im Dezember 2015 einen Zweistundentakt mit einer Reisezeit von zweieinhalb Stunden nach Hof Hbf an.
Mitte 2017 forderten die Oberbürgermeister der Städte Naumburg, Weißenfels und Zeitz sowie der Landrat des Burgenlandkreises in einem offenen Brief die Anbindung der Region an das S-Bahn-Netz. Die Nahverkehrsservice Sachsen-Anhalt (NASA) nahm diese Forderungen im Projekt S-Bahn-Ausbau auf. Dieses sieht folgende Teilprojekte vor:
- Neue S-Bahn-Linie zwischen Halle (Saale) Hbf und Lutherstadt Eisleben (umgesetzt 2021 als S7)
- Neue S-Bahn-Verbindung zwischen Leipzig und Naumburg (Umsetzung vrsl. 2026 als S6)
- Neue S-Bahn-Verbindung zwischen Leipzig und Merseburg (als S6)
- Neue S-Bahn-Linie zwischen Leipzig Hbf und Zeitz
- Neue S-Bahn-Linie zwischen Halle (Saale) Hbf und Querfurt (umgesetzt 2024 als S11)
- Neue S-Bahn-Verbindung zwischen Halle (Saale) Hbf und Naumburg

Für die Linie nach Merseburg ist eine neue Verbindungskurve bei Großkorbetha nötig, deren Finanzierung mittlerweile im „Investitionsgesetz Kohleregionen“ festgeschrieben ist. Diese Verbindung soll zusammen mit der S6 zwischen Leipzig und Naumburg (ab 2026) einen 30-Minuten-Takt zwischen Leipzig und Bad Dürrenberg ergeben. Bei der Bahnstrecke Leipzig–Gera hingegen sind laut dem ZVNL derzeit die fehlende Elektrifizierung und das Alter der Strecke die größten Hinderungsgründe für einen ständigen S-Bahn-Verkehr. Auch hier sind Ausbau und Elektrifizierung der Strecke mittlerweile im Rahmen des „Investitionsgesetz Kohleregionen“ geplant.
 Unter dem Arbeitstitel „S21“ ist eine neue Linie zwischen dem Leipziger Hauptbahnhof und dem Center for the Transformation of Chemistry, einem in Aufbau befindlichen Großforschungszentrum in Delitzsch, geplant. Im Juli 2024 befand sich dieses Konzept in der Konkretisierung, wobei der ZVNL eine Machbarkeitsstudie durch die DB InfraGo anstrebt. Die Züge würden ab Leipzig der Bahnstrecke Dessau–Leipzig bis kurz vor Delitzsch folgen, anschließend auf die Bahnstrecke Halle–Cottbus abbiegen und das Forschungszentrum im Westen von Delitzsch bedienen. Dabei sollen sie sich in den bestehenden Takt einfügen.

### Ausschreibungen

#### Mitteldeutsches S-Bahn-Netz I (2013–2026)

Liniennetz ab 2013

Die europaweite Ausschreibung zum Betrieb der ersten Stufe des neuen S-Bahn-Netzes erfolgte im August 2008, ursprünglich vorgesehen mit Betriebsbeginn im Dezember 2011, wobei die Betriebsaufnahme durch zwei Korrekturbekanntmachungen schließlich auf Dezember 2013 verschoben wurde. Der von Dezember 2013 bis Dezember 2025 laufende Verkehrsvertrag sieht eine jährliche Leistung von neun Millionen Zug-Kilometern vor. Für dieses erste Netz der neuen S-Bahn Mitteldeutschland kamen 51 Einheiten der Baureihe 442 (Bombardier Talent 2) zum Einsatz.
Nach Ablauf der Einspruchsfrist gab der ZVNL als federführender SPNV-Aufgabenträger am 21. September 2010 endgültig die Vergabe des nunmehr S-Bahn Mitteldeutschland genannten, neu strukturierten Netzes an die DB-Tochter S-Bahn Mitteldeutschland GmbH bekannt. Dieses Unternehmen wurde im Jahr 2008 mit dem Zweck gegründet, an dieser Ausschreibung teilzunehmen. Im Jahr 2011 wurde es allerdings mit DB Regio verschmolzen. Der Mitbewerber Veolia erhob hiergegen zwar keinen Einspruch, kritisierte aber, dass die DB ihr Angebot auf der Grundlage eines noch nicht zugelassenen Fahrzeugs – des Bombardier Talent 2 – kalkuliert hatte.
Aufgrund einer Verzögerung bei der Ausschreibung des Folgenetzes „MDSB 2025+“ wurde das „Mitteldeutsche S-Bahn Netz I“ per Nachtrag um 1 Jahr verlängert. Es endet somit erst im Dezember 2026. Im Rahmen dieses Nachtrags werden ab Dezember 2025 bereits verschiedene Umstrukturierungen umgesetzt, die ursprünglich im Rahmen von „MDSB 2025+“ erfolgen sollten.

#### Mitteldeutsches S-Bahn-Netz II (2015–2030)

Liniennetz ab 2017

Im Mai 2012 wurde als zweite Betriebsstufe das Mitteldeutsche S-Bahn-Netz II ausgeschrieben. Neben den neuen Linien S8 und S9 sowie einer Nordverlängerung der S2 waren auch mehrere Regionalbahnlinien zwischen Magdeburg, Lutherstadt Wittenberg und Falkenberg/Elster Teil des Netzes. Im März 2013 gab die Nahverkehrsservice Sachsen-Anhalt (NASA) die Vergabe an die Abellio Rail Mitteldeutschland bekannt. Nach einem Einspruch gegen diese Entscheidung erklärte die Vergabekammer, dass die Angebote in Teilen neuzubewerten seien. Aufgrund der dadurch zu erwartenden Verzögerung zog Abellio sein Angebot zurück. Die Vergabe erfolgte an die DB Regio als Zweitplatzierten.
Zum Fahrplanwechsel im Dezember 2015 begann zwar der Verkehrsvertrag, für die tatsächliche Aufnahme der zweiten Betriebsstufe standen aber nicht genügend Fahrzeuge zur Verfügung, da der Hersteller Bombardier die dafür benötigten 29 Triebwagen nicht rechtzeitig liefern konnte. Gleichzeitig begann der Bahnhofsumbau im Hallenser Hauptbahnhof, sodass die Einführung der Linie S8 (Halle (Saale) Hbf – Dessau Hbf/ Lutherstadt Wittenberg) um zwei Jahre verschoben wurde. Die Linie S2 fuhr dafür stündlich nach Dessau Hbf und wurde von dort im Zweistundentakt bis Magdeburg durchgebunden. Nach Lutherstadt Wittenberg verkehrten bis auf wenige Einzelzüge der Linie S2 weiterhin nur die Regionalbahnlinien 51 (nun erst ab Dessau Hbf statt wie zuvor ab Leipzig Hbf), 80 (Halle (Saale) Hbf – Lutherstadt Wittenberg) und 81 (Bitterfeld – Falkenberg (Elster)).
Im Dezember 2017 konnte die zweite Betriebsstufe letztendlich umgesetzt werden. Die Linien S2 von Leipzig und S8 von Halle sind so verknüpft, dass zwischen Halle (Saale) Hbf und Leipzig Hbf sowie Lutherstadt Wittenberg Hbf und Dessau Hbf stündliche Fahrmöglichkeiten mit wechselnden Zielen angeboten werden. Für die jeweils anderen Relation bestehen in Bitterfeld bahnsteiggleiche Korrespondenzanschlüsse.
Die Regionalbahnlinie RB51 Dessau–Lutherstadt Wittenberg–Falkenberg gehört zwar nicht unmittelbar zum Netz der S-Bahn Mitteldeutschland, sie wird jedoch aus praktischen Gründen seit dem Betriebsbeginn der zweiten Stufe mit den S-Bahn-Triebzügen mitbedient. Es bestehen auch Wagendurchläufe von Bitterfeld über Dessau Richtung Wittenberg und von Bitterfeld über Wittenberg nach Falkenberg.

#### MDSB 2025+ (ab 2026)

Zukünftiges Netz ab 2026, Stand der Ausschreibung 2025

Mit Auslaufen des Netzes der ersten Betriebsstufe musste das Grundnetz der S-Bahn Mitteldeutschland im Raum Leipzig neu ausgeschrieben werden. Das offene Vergabeverfahren fand ab Ende 2021 in zwei Losen statt:
- Los 1: S1 (BEMU), S4, S6 und S10
- Los 2: S3, S5 und S5X

Los 1 enthielt weiterhin die Beschaffung der für die Bedienung der Strecke Leipzig – Döbeln nötigen Akkumulatortriebwagen. Diese sollten anschließend von der neu zu gründenden Fahrzeugpool-Firma „ZVNL Schienenfahrzeuge GmbH“ angekauft und an den Betreiber verpachtet werden.
Im Mai 2022 wurde die Ausschreibung aufgrund von „Lieferschwierigkeiten der Fahrzeughersteller“ um einen Monat verlängert und die geplante Inbetriebnahme des Netzes von 2025 auf 2026 verschoben. Die Ausschreibung wurde später jedoch aufgehoben, nachdem im offenen Verfahren kein wirtschaftliches Ergebnis erzielt werden konnte. Im Dezember 2022 wurde die Ausschreibung neuveröffentlicht, diesmal als Verhandlungsverfahren ohne Teilnahmewettbewerb unter Einbezug aller „geeigneter Unternehmen, die im offenen Vergabeverfahren form- und fristgerechte Angebote abgegeben haben“. Dabei wurde die mit Batterietriebwagen zu bedienende Linie S1 aus dem Verfahren herausgelöst und neu als eigenes Vergabeverfahren „MDSB2025BEMU“ geführt. Betriebsaufnahme blieb Dezember 2026.
Im Juli 2023 gab der ZVNL bekannt, dass DB Regio Südost den Zuschlag für Los 1 (ca. 2,9 Mio. Zugkilometer pro Jahr) und Die Länderbahn den Zuschlag für Los 2 (ca. 6,1 Mio. Zugkilometer pro Jahr) erhalten konnte. Damit werden die durch den City-Tunnel Leipzig führenden S-Bahn-Linien ab Ende 2026 von zwei verschiedenen Unternehmen betrieben. Den Zuschlag für das separate Vergabeverfahren mit Batteriefahrzeugen auf der S1 (ca. 1,6 Mio. Zugkilometern pro Jahr) erhielt ebenfalls DB Regio.

#### Mitteldeutsches S-Bahnnetz II (ab 2030)
Mit Auslaufen des Verkehrsvertrags der zweiten Betriebsstufe der S-Bahn Mitteldeutschland im Jahr 2030 müssen die S-Bahn- und Regionalbahnleistungen nördlich von Leipzig neu vergeben werden. Die entsprechende Vorinformation erfolgte im Dezember 2024. Ohne größere Änderung fortgeschrieben werden die S-Bahn-Linien S2 und S8, während die bisherige S9 mit der S7 aus dem Elektronetz Saale-Thüringen-Südharz zur neuen S7 Sangerhausen – Halle – Delitzsch – Eilenburg/Leipzig kombiniert wird. Damit werden ab 2030 auch in Halle – wie bereits in Leipzig seit Einführung des S-Bahn-Netzes 2013 – die meisten S-Bahn-Linien als Durchmesserlinien betrieben. Über den neuen Abschnitt Delitzsch – Leipzig ist zudem die unter dem Arbeitstitel „S21“ geplante Anbindung des Center for the Transformation of Chemistry enthalten.
Aufrechterhalten wird der gemeinsame Betrieb von Regionalbahnen mit dem Netz der S-Bahn Mitteldeutschland. Konkret sind die Linien RE13, RE14 und RB51 zwischen Falkenberg, Dessau, Leipzig und Magdeburg erneut im Verkehrsvertrag enthalten. Optional ist zudem eine neue Regionalbahnlinie zwischen Magdeburg und Dessau über Gommern vorgesehen, die den RE13 verdichten beziehungsweise nach dessen möglicher Verlegung über die Bahnstrecke Güterglück–Calbe zwischen Magdeburg und Güterglück ersetzen würde.

## Infrastrukturausbau

### City-Tunnel Leipzig

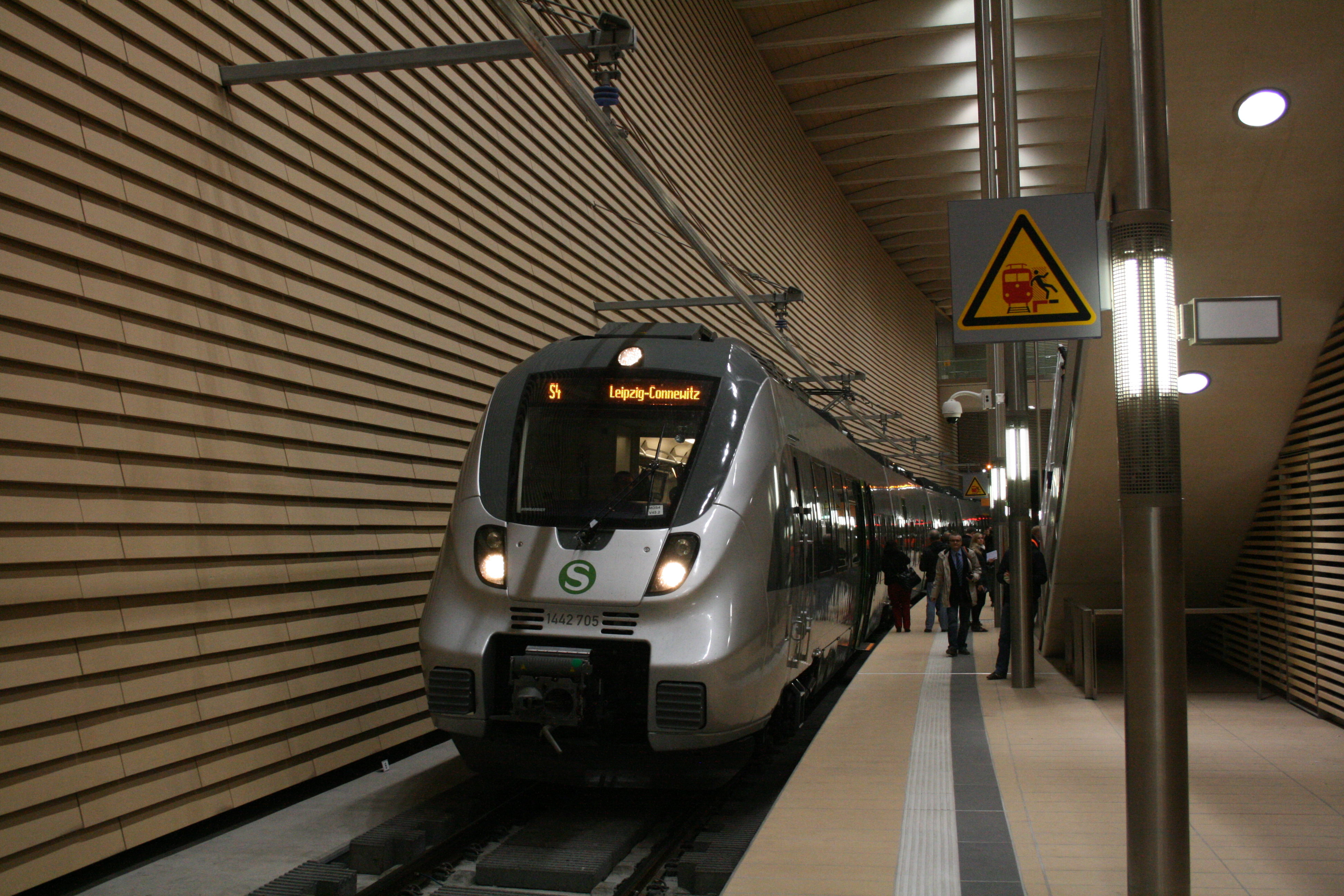
S-Bahn-Triebzug an der Station Leipzig Markt (Oktober 2013)

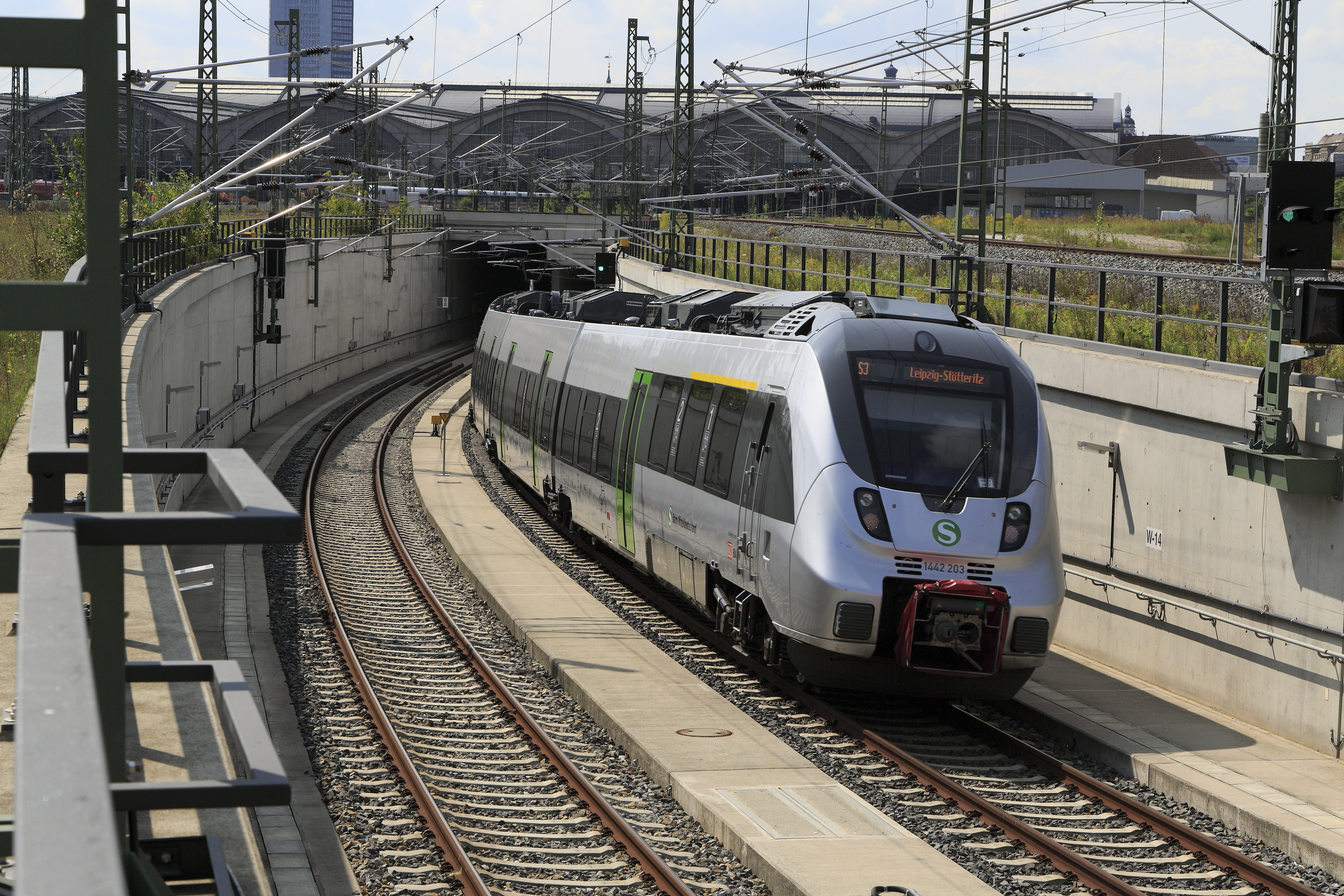
Triebzug 1442 203 auf der Nordwestrampe des City-Tunnels.

Die wichtigste Baumaßnahme für das neue mitteldeutsche S-Bahn-Netz war der City-Tunnel in Leipzig. Dieser kostete etwa 960 Millionen Euro und führt als Stammstrecke die S-Bahn-Linien S1 bis S6 gebündelt durch die Leipziger Innenstadt. Der Tunnel unterquert dabei das Stadtzentrum auf einer Länge von 3,9 Kilometern in bis zu 25 Metern Tiefe. Gebaut wurden die vier Tunnelstationen Hbf tief, Markt, Wilhelm-Leuschner-Platz und Bayerischer Bahnhof sowie die Station Leipzig MDR / Semmelweisstraße im südlichen Trogbereich des Tunnels.
Nördlich der Station Hauptbahnhof befindet sich unterirdisch das Überwerfungsbauwerk Nord, das die Strecken in Richtung Leipzig-Gohlis und Leipzig Nord / Berliner Brücke trennt. Der Tunnel umfasst somit eine West- und eine Nordrampe. Zwischen der Westrampe und der Station Leipzig-Gohlis trennen sich die Strecken Richtung Schkeuditz und Leipzig-Leutzsch wiederum niveaufrei am neu errichteten Überwerfungsbauwerk MTh (Magdeburg-Thüringer Bahnhof). Zur niveaufreien Ausfädelung südlich der Tunnelstrecke wurde auf Höhe der Richard-Lehmann-Straße das Überwerfungsbauwerk Süd errichtet. Das Richtungsgleis in Richtung Stötteritz unterquert hier die Gleise von und nach Connewitz durch einen etwa 70 Meter langen Tunnel.

### Netzergänzende Maßnahmen

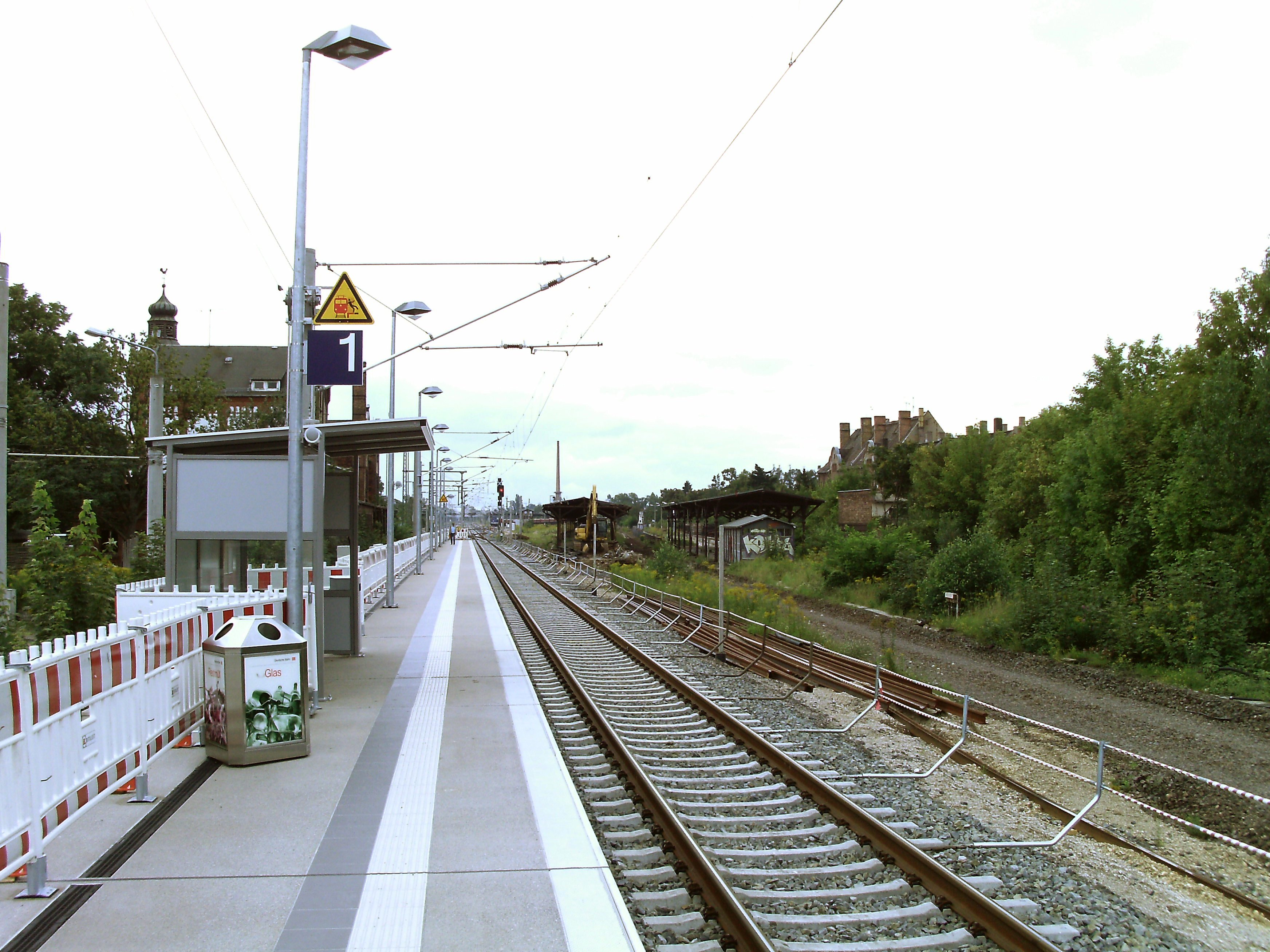
Umbau des Bahnhofs Leipzig-Plagwitz, im Hintergrund die alten Bahnsteige (August 2011)

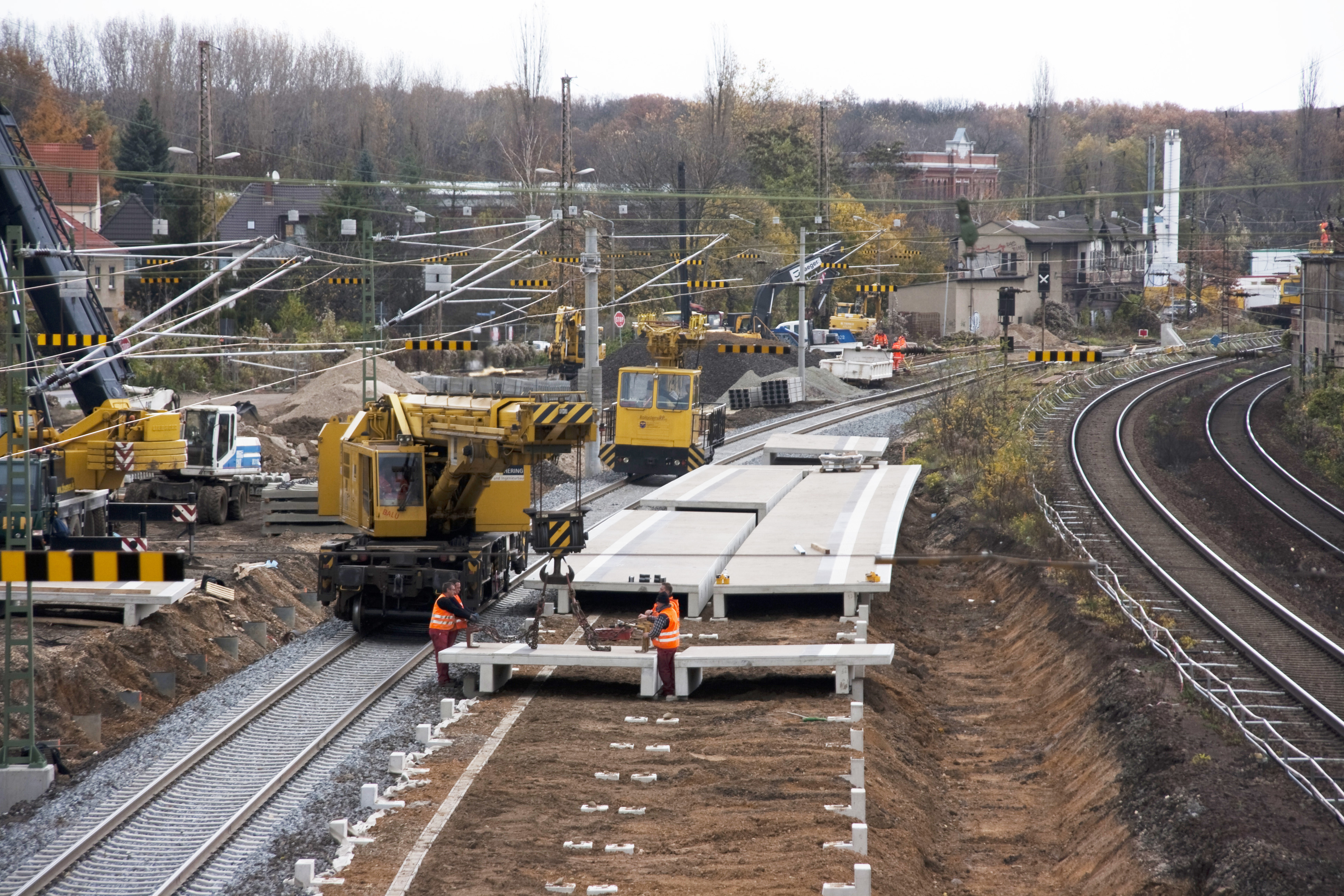
Montage des Inselbahnsteigs in Leutzsch mit Fertigteilen (2010)

Um die Vorteile des Tunnels vollständig nutzen zu können, ist die Umsetzung netzergänzender Maßnahmen (NEM) notwendig.
Im Bereich der Anbindung Nord auf der Strecke Richtung Bitterfeld wurde nördlich der Berliner Brücke die S-Bahn-Station Leipzig Nord an der Theresienstraße neugebaut. Die Inbetriebnahme fand im Dezember 2013 statt. Nach Eröffnung des City-Tunnels wurde nördlich anschließend im Zuge der Neuerrichtung der gleichnamigen Eisenbahnüberführung die Station Leipzig Essener Straße gebaut und am 9. Dezember 2018 in Betrieb genommen. Sie wird seitdem von den Linien S2 und S6 bedient.
In Planung befindet sich der zweigleisige Ausbau der Strecke Richtung Eilenburg bis zur Eisenbahnüberführung Wilhelm-Busch-Straße. Voraussetzung für diese Erweiterung ist jedoch der noch nicht absehbare Neubau des Kreuzungsbauwerkes Mockau. Der seit Jahrzehnten geforderte Haltepunkt Mockauer Straße ging im Dezember 2019 zusammen mit dem sanierten Streckenabschnitt Mockau–Thekla der Güterringstrecke Wahren–Engelsdorf und dem neuen Bahnsteig des Bahnhofs Thekla in Betrieb. Bis zum Neubau des Kreuzungsbauwerkes Mockau kann beim Hp Mockauer Straße allerdings nur die südliche Bahnsteigkante genutzt werden. Gleichzeitig wurde auch der Bahnhof Taucha fertiggestellt, wo damit die aus Leipzig kommenden Kurzläufer der Linie S4 mit Anschluss an die Züge der Linie RE10 kehren können. (Details siehe unten unter „Planungen“.)
Verhältnismäßig aufwändig war die Einbindung Südost, welche durch die NEM Gaschwitz – Engelsdorf realisiert wurde. Auf der Strecke Richtung Engelsdorf wurde der bisherige S-Bahn-Halt Leipzig Völkerschlachtdenkmal am bisherigen Richtungsgleis Connewitz–Leipzig Hbf aufgelassen und direkt unter der Prager Straße mit einem 140 Meter langen Inselbahnsteig zwischen den Gleisen der Strecke Engelsdorf–Connewitz inkl. Treppenanlagen und einem Aufzug neugebaut. Hierbei berücksichtigte man bereits einen zusätzlichen Zugang zum Alten Messegelände. Auch der Bahnhof Leipzig-Stötteritz wurde mit neuen Brücken über die Papiermühlstraße und dreigleisiger Bahnsteiganlage völlig neu gebaut. Dieser Bahnhof erhielt eine eingleisige Kehranlage, auf der Züge die Richtung wechseln oder abgestellt werden können. Die LVB beabsichtigen, ihre Straßenbahnhaltestelle direkt unter dem S-Bahnhof im Sinne besserer Umsteigemöglichkeiten umzubauen. Der S-Bahn-Haltepunkt Leipzig Anger-Crottendorf wurde auf dem derzeitigen Güterring an der Zweinaundorfer Straße neu gebaut. Ein späterer Neubau der Station Leipzig-Paunsdorf im Bereich des heutigen Güterbahnhofs ist geplant. Auf der Strecke Richtung Gaschwitz erhielt der Bahnhof Leipzig-Connewitz ein zusätzliches Hauptgleis mit Außenbahnsteig für Züge Richtung Süden. Der Bahnsteig zwischen den ehemaligen Ferngleisen und der Fußgängertunnel wurden entfernt, die Fußgängerbrücke von der Karl-Jungbluth-Straße ersetzte man durch einen Neubau, der sie mit beiden neuen Bahnsteigen verbindet. Die direkte Verbindung zur Straßenbahnhaltestelle an der Klemmstraße wurde dabei allerdings nur vorbereitet. Die Station Markkleeberg Nord wurde komplett neuerrichtet, die Stationen Markkleeberg, Markkleeberg-Großstädteln und Markkleeberg-Gaschwitz zeitgemäß umgestaltet.
Im Bereich der Anbindung West fanden Aus- und Umbaumaßnahmen auf der Strecke Leipzig-Leutzsch–Leipzig-Plagwitz statt. Es wurden Brücken, Stellwerke, Gleise und Oberleitungen erneuert sowie Lärmschutzwände aufgestellt. Die Bahnsteige im Bahnhof Leipzig-Leutzsch und der Haltepunkt Leipzig Industriegelände West wurden aufgelassen und durch neue Bahnsteige direkt unter der Georg-Schwarz-Straße ersetzt. Im weiteren Verlauf wurden der Haltepunkt Leipzig-Lindenau und die Reiseverkehrsanlagen des Bahnhofs Leipzig-Plagwitz komplett erneuert. Die Bahnsteige in Plagwitz wurden in diesem Zusammenhang nach Norden direkt an die Karl-Heine-Straße verschoben und erhielten dort neue Zugänge. Mit dem Umbau des Bahnhofs Leipzig-Plagwitz konnte der enge Bogen der Strecke Plagwitz–Miltitzer Allee aufgeweitet werden. Im Zeitraum zwischen April und September 2013 wurden auf dieser durch den Leipziger Stadtteil Grünau führenden S-Bahn-Strecke der Oberbau, die Fahrleitung sowie die Haltepunkte erneuert. Ausbauarbeiten fanden auch auf der Strecke Leipzig-Leutzsch – Bad Dürrenberg statt. Auf diesem Ast wird zwar auch in den kommenden Jahren keine S-Bahn-Linie verkehren, dafür aber die von Abellio Rail Mitteldeutschland betriebenen Regional- und Expresszüge von Leipzig über Weißenfels und Naumburg in Richtung Erfurt und Jena in vergleichbarer Qualität.
Der Streckenabschnitt Borna–Geithain wurde ebenfalls als netzergänzende Maßnahme im Sommer 2010 elektrifiziert. Diese Baumaßnahme war Grundvoraussetzung für die Nutzung der Strecke durch die bisher in Borna endenden S-Bahn-Züge.

### Weitere Baumaßnahmen
Folgende weitere infrastrukturelle Maßnahmen wurden im Netz der S-Bahn-Mitteldeutschland bisher realisiert:
- Ausbau der S-Bahn-Strecke Halle (Saale) Hbf–Leipzig Hbf: Bereits 2004 wurde der Ausbau der Bahnstrecke Leipzig-Wahren–Leipzig Hbf abgeschlossen, um direkteren S-Bahn-Verkehr über Schkeuditz fahren zu können. Im Zuge dessen entstanden die neuen Haltepunkte Leipzig-Gohlis (neben dem bisherigen an der Strecke Leipzig–Großkorbetha), Olbrichtstraße und Slevogtstraße.
- Sanierung des Tunnelbahnhofs Halle-Neustadt: Die Sanierung erfolgte von Oktober 2008 bis Sommer 2009, die Gesamtkosten beliefen sich auf etwa 3,5 Millionen Euro. Modernisiert wurden die Bahnsteige und Treppenaufgänge, an der Hauptverkehrslinie wurden Aufzüge gebaut. Die Bauarbeiten am Haltepunkt der heutigen S7 und der späteren S3 waren im Sommer 2009 fertiggestellt.
- Ersatzneubau des Bahnhofs Leipzig-Thekla: Im Zusammenhang mit dem Neubau der Eisenbahnüberführungen Mockauer, Beuth- und Theklaer Straße erfolgte als Ersatz für die bestehenden Bahnsteige in ungünstiger Lage der Neubau eines Inselbahnsteiges mit direktem Zugang von der Theklaer Straße. Die Fertigstellung erfolgte im Dezember 2019.[56]
- Neubau des Haltepunkts Leipzig Mockauer Straße: Im Zuge der umfangreichen Arbeiten in Thekla entstand dieser neue Haltepunkt zur besseren Anbindung an Bus und Straßenbahn an der Umsteigehaltestelle Mockau, Post.[57]
- Ersatzneubau des Bahnhofs Taucha: Die bisherigen Anlagen wurden mit Ausnahme des Empfangsgebäudes abgebrochen. Neu gebaut wurden niveaufrei erreichbare Bahnsteige, ein zuglanges Güterzuggleis und ein Kehrgleis für wendende S-Bahn-Züge. Die Arbeiten begannen im Sommer 2016 und wurden im Wesentlichen im November 2019 abgeschlossen.
- Umbauten im Zuge der Einführung der S11: Im Rahmen der Einführung der S-Bahn-Linie S11 wurden Gleise und sieben Stationen entlang der Strecke modernisiert. Die Stationen sind Merseburg-Bergmannsring, Braunsbedra Ost (zukünftig Pfännerhall), Krumpa, Mücheln Stadt, Langeneichstädt, Nemsdorf-Göhrendorf und Querfurt. Diese Haltepunkte sind nun barrierefrei zugänglich mit neuen Bahnsteigen, die einen stufenfreien Ein- und Ausstieg durch eine einheitliche Bahnsteighöhe von 55 Zentimetern und eine Länge von 90 Metern ermöglichen. Die Modernisierungen umfassen auch neue Sitzbänke, Wetterschutzhäuser, Vitrinen, Fahrgastinformationsanlagen und energiesparende LED-Beleuchtung. Für 2028 ist die Modernisierung weiterer fünf Haltepunkte geplant. Zudem wurden die Eisenbahnüberführungen am Holzweg und am Graben in Nemsdorf-Göhrendorf erneuert.
- Ersatzneubau des Haltepunkts Leipzig-Anger-Crottendorf: Die zwei Außenbahnsteige des 2013 auf dem östlichen Güterring eröffneten Haltepunkts wurden im Zusammenhang mit dem Neubau der Eisenbahnüberführung Zweinaundorfer Straße durch einen 140 Meter langen Inselbahnsteig ersetzt. Zur Zweinaundorfer Straße wurden sowohl Treppen als auch ein Aufzug angelegt, am südlichen Ende entstand ein Zugang Richtung Lene-Voigt-Park. Nachdem im Mai 2018 mit den Bauvorbereitungen begonnen wurde, begannen die Hauptbauarbeiten im März 2019. Die Inbetriebnahme war ursprünglich für den November 2021 vorgesehen. Im März 2021 sollten im Rahmen einer Vollsperrung des Abschnittes Engelsdorf–Stötteritz zwei Brücken eingeschoben und der eingleisige Betrieb auf die neuen Anlagen verlegt werden. Nach Verzögerungen bei Konstruktion und Genehmigung des vergleichsweise aufwändigen Brückenbauwerkes über die Zweinaundorfer Straße wurde die Vollsperrung auf September bis November 2022 und die Gesamtinbetriebnahme auf April 2024 verschoben. Wegen Problemen bei den Umschaltarbeiten im ESTW Stötteritz verzögerte sich die Inbetriebnahme des stadtauswärtigen Gleises bis Oktober 2024.
- Die Unterhaltung der Talent-2-Triebzüge der S-Bahn Mitteldeutschland erfolgt in der DB-Regio-Werkstatt in Halle (Saale) an der Volkmannstraße. Hierzu entstand eine Mehrzweckhalle mit Dacharbeitsstand sowie eine Lackierwerkstatt.[58]
- Sukzessive erfolgt ein Ausbau aller Bahnsteige auf eine Bahnsteighöhe von 55 Zentimetern.

### Geplante Umbauten und Erweiterungen
Für die Zukunft sind folgende Erweiterungen der Infrastruktur im Netz der S-Bahn-Mitteldeutschland vorgesehen:
- Erweiterung des Haltepunkts Leipzig-Paunsdorf: Um den Bereich Paunsdorf besser an die S-Bahn-Züge des City-Tunnels aus Richtung Wurzen anzubinden, soll auf dem Gelände des Rangierbahnhofs Engelsdorf ein neuer Haltepunkt auf der Strecke Leipzig-Wahren–Leipzig-Engelsdorf (Güterring) entstehen. Wegen baulicher Besonderheiten (Dammlage und Platzmangel) kann dies erst nach Aufgabe des Ablaufbetriebs in Engelsdorf, welche nach Fertigstellung des Rangierbahnhofes Halle (Saale) Nord geplant ist, erfolgen.[53] Der Bau ist vorerst auf unbestimmte Zeit verschoben.
- Neubau des Haltepunkts Radefeld/GVZ: Zur Erschließung des Gewerbegebietes mit seinen mehreren tausend Mitarbeitern ist dieser Haltepunkt für die Linie S5/S5X geplant. Der ZVNL rechnet mit täglich 2000 Reisenden. Der Freistaat Sachsen hat die Unterstützung des Vorhabens angekündigt. Ein Zeitplan für die Realisierung besteht noch nicht.[59]
- Netzerweiterung nach Merseburg: Für die Ausdehnung des Netzes nach Merseburg ist der Bau einer Verbindungskurve nördlich des Bahnhofs Großkorbetha vorgesehen. Für diese Maßnahme stehen 130 Mio. € aus dem Topf zur Abwicklung des mitteldeutschen Kohlebaubaus zur Verfügung.
- Netzerweiterung nach Gera: Mit 342 Mio. € aus der gleichen Finanzierungsquelle soll das Netz auch nach Gera erweitert werden. Dafür muss die Strecke Leipzig–Probstzella zwischen Plagwitz und Gera elektrifiziert und zwischen Zangenberg und Gera wieder zweigleisig ausgebaut werden. Wie auch nach Merseburg soll nach Gera ein 30-min-Takt etabliert werden.

Weitere Baumaßnahmen werden diskutiert, sind aber nicht absehbar. Dies betrifft zum Beispiel den Neubau einer Verbindungsstrecke nördlich des Kulkwitzer Sees vom bisherigen Grünauer Endbahnhof der Linie S1, Miltitzer Allee, zum Bahnhof Markranstädt an der Bahnstrecke Leipzig–Großkorbetha, was eine Weiterführung der S-Bahnlinie oder Anschlussgewährung Richtung Großkorbetha auf der Strecke Halle–Bebra nach Weißenfels beziehungsweise Merseburg ermöglichen würde. Eine solche Verbindungsstrecke taucht auch in der Maßnahmenliste des Verbands Deutscher Verkehrsunternehmen (VDV), in der der „Investitionsbedarf für das Bundesschienenwegenetz aus Sicht der Nutzenden“ zusammengefasst wird, auf.

## Fahrzeuge

### Vergangenheit
In den ersten Jahren wurden auf der Linie A in Leipzig Wendezüge aus LOWA-E5-Wagen in den Stadtfarben – blau mit gelbem Fensterband, schwarzem Langträger und grauen Zierstreifen – eingesetzt. Fahrausweise waren als Rollenfahrscheine an Zahlboxen in den Mitteleinstiegsräumen erhältlich – eine Besonderheit bei der DR. Auf der Linie B nach Wurzen wurden die Personenzüge Richtung Riesa und Dresden sowie nach Großbothen (und weiter Richtung Glauchau oder Döbeln) und Trebsen (Mulde) in den S-Bahn-Tarif einbezogen. Deshalb konnte man alle im Nahverkehr der DR eingesetzten Fahrzeuge antreffen. Die echten, zusätzlich eingesetzten S-Bahn-Züge zwischen Leipzig und Wurzen bzw. Borsdorf verkehrten anfangs mit fünfteiligen Doppelstockgliederzügen der Bauart 1970.
In Halle kamen zunächst für den Wendezugdienst umgebaute belgische M1-Wagen zum Einsatz, die ursprünglich in den 1930er Jahren gebaut wurden und nach dem Zweiten Weltkrieg in der sowjetischen Besatzungszone verblieben waren. Ab 1970 wurden diese ebenfalls durch fünfteilige Doppelstock-Gliederzüge ersetzt. Diese wurden nach den Hallenser Stadtfarben gestaltet und erhielten eine weinrote Lackierung.
Sowohl in Halle als auch in Leipzig wurde der Wagenpark 1977–1979 durch neubeschaffte Doppelstock-Einzelwagen in zu Anfang dunkelgrüner, später beige-brauner Lackierung ersetzt.
Bespannt wurden die Züge mit elektrischen Lokomotiven der Baureihen 211 und 242, die bis Anfang der 1990er Jahre durch Lokomotiven der Baureihe 243, die mit der elektrodynamischen Bremse für den S-Bahn-Dienst mit vielen Halten besser geeignet sind, abgelöst wurden. 1992 wurden diese Baureihen in 109, 142 und 143 umgezeichnet.
Um die lokbespannten Wendezüge zu ersetzen, wurden 1973 und 1974 zwei Prototypen eines neuen elektrischen Triebzugs (Baureihe 280) gebaut und ab 1974 auf der Linie nach Wurzen und auf der Magdeburger S-Bahn intensiv erprobt. Da der Lokomotivbau Elektrotechnische Werke Hans Beimler Hennigsdorf zu dieser Zeit jedoch in seiner Kapazität voll ausgelastet war, wurden diese nicht in Serie produziert. Die Prototypen wurden nach einem Fahrmotorschaden 1986 endgültig abgestellt. Die klotzgebremsten Doppelstockeinzelwagen der ersten Baujahre wurden ab 1986 durch neugelieferte mit Scheibenbremsen ersetzt. Damit wurden eine Entlastung der Radscheiben und zusätzlich eine deutliche Lärmminderung erreicht.
Auf der S2 (Plagwitz–Gaschwitz) fuhren in den letzten Betriebsjahren Triebwagen der Baureihe 771/772. Auf der Linie S7 wurden die modernisierten Doppelstockwagen aus den 1970er Jahren eingesetzt, teilweise mit ab 1992 gefertigten Steuerwagen. Für die Linie S10 wurden 2004 neue Doppelstockwagen beschafft, die in der Regel nur auf dieser Linie eingesetzt wurden. Die Doppelstockwagen von 2004 fuhren bis zum 14. Dezember 2013 auf der S10, danach wurden sie bis Juni 2016 auf der Linie RE3 (Dresden–Hof) eingesetzt. 
Auf den Leipziger S-Bahn-Linien wurden ab den 1990er Jahren ebenfalls modernisierte Doppelstockwagen mit ab 1992 gefertigten Steuerwagen DABgbuzf 760 eingesetzt, nachdem auf der Linie S3 schon 1992 der Baumusterwagen für die erste Modernisierungsstufe erprobt worden war.

### Gegenwart
Für die Inbetriebnahme des neuen S-Bahn-Netzes im Dezember 2013 bestellte die S-Bahn Mitteldeutschland GmbH insgesamt 51 elektrische Triebzüge der Baureihe 442 (Bombardier Talent 2). Davon sind 36 Triebzüge drei- und 15 vierteilig. Die neuen Fahrzeuge erreichen eine Höchstgeschwindigkeit von 160 km/h und erhielten – abweichend vom „Verkehrsrot“ der Deutschen Bahn – einen Anstrich in Silber und Grün. Das Investitionsvolumen für die neuen Züge betrug über 200 Millionen Euro. Die Züge sind klimatisiert und verfügen über 150 bis 400 Sitzplätze, der Fahrgastraum ist mit Monitoren zur Fahrgastinformationen und einer Videoüberwachung ausgestattet.
Ab dem Frühjahr 2013 wurden die bereits angelieferten Triebzugeinheiten zunächst zur Personalschulung verwendet, am 18. August 2013 begann dann ein Vorlaufbetrieb mit Reisenden auf der Linie RE5 zwischen Leipzig und Halle (Saale) über Leipzig/Halle Flughafen. Am 29. September folgte der Einsatz dieser Züge auf der S-Bahn-Linie S10 zwischen Halle (Saale) und Leipzig über Schkeuditz.
Talent-2-Triebzüge kamen in Mitteldeutschland bis 2013 nur auf den Linien RE50 Leipzig–Dresden sowie RE10 Leipzig–Cottbus zum Einsatz. Seit Dezember 2015 verkehren derartige Fahrzeuge auch auf dem Saale-Thüringen-Südharz-Netz, das an Abellio Rail Mitteldeutschland vergeben wurde. Dies betrifft unter anderem die Relationen von Leipzig und Halle über Naumburg nach Erfurt und Jena.

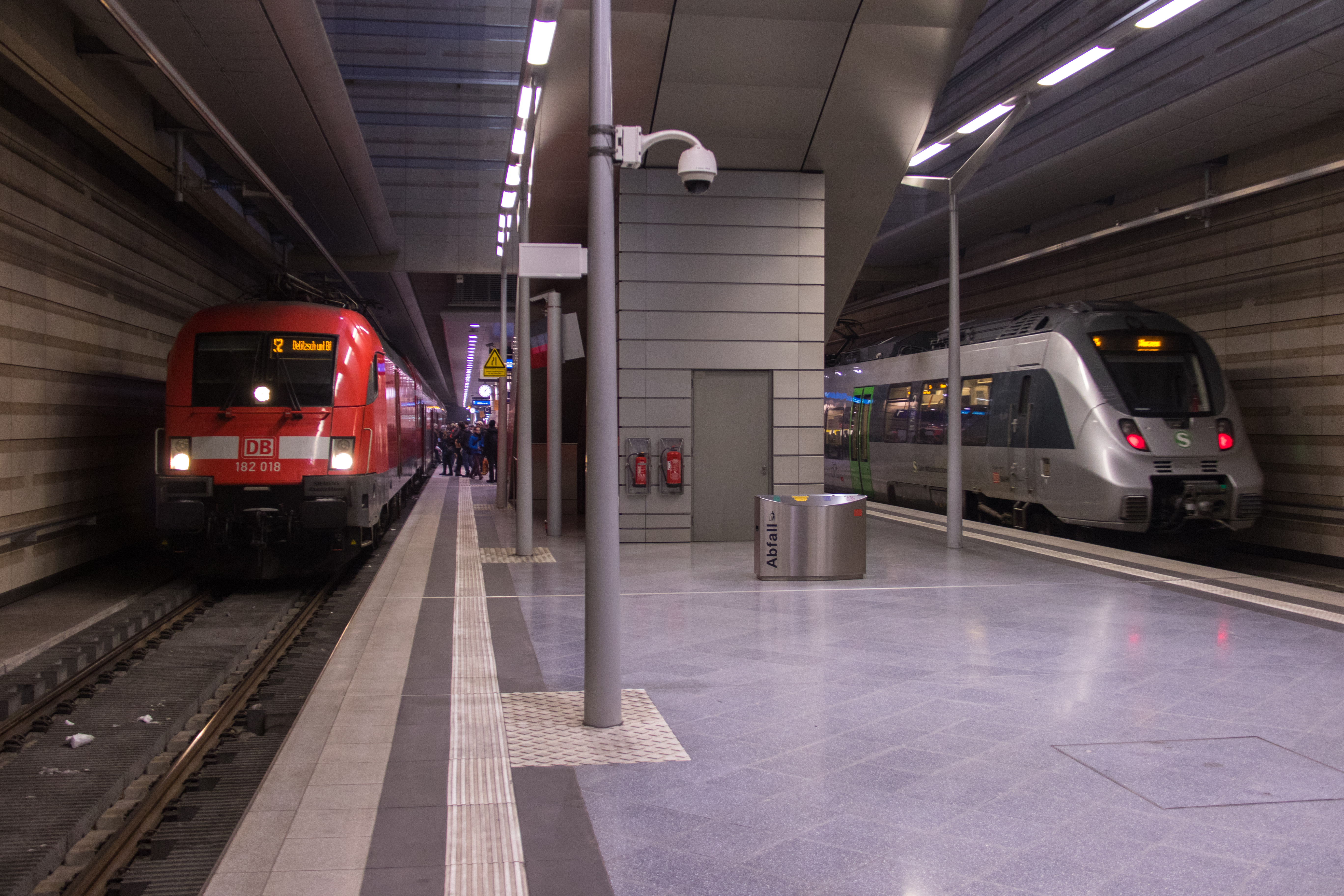
Leipzig Hbf, Triebzug und lokbespannter Wendezug

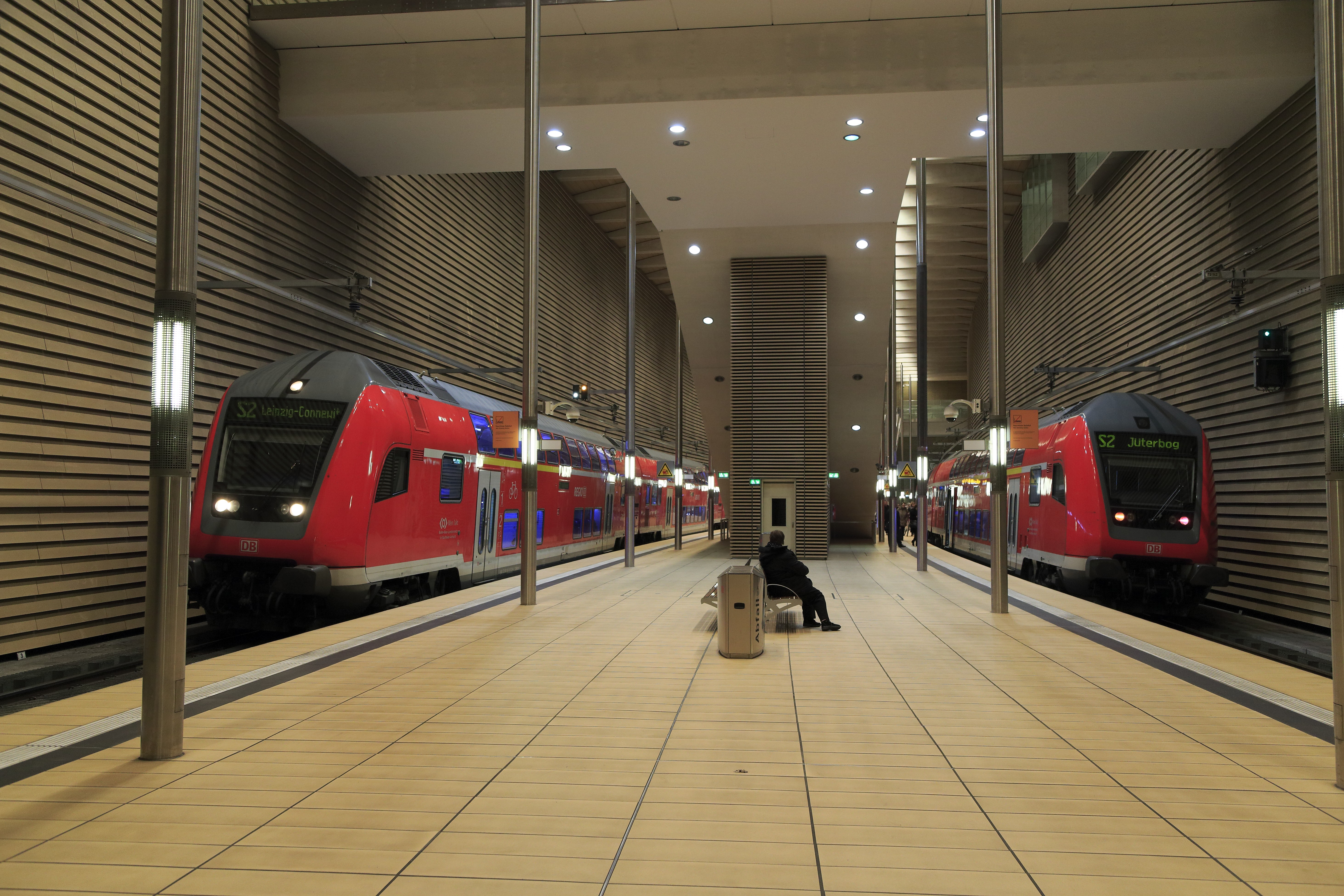
Bft Markt, Doppelstockwendezüge auf der Linie S2

Auf den S-Bahn-Linien S1 bis S5 und S5X verkehren seit Dezember 2013 ausschließlich die elektrischen Triebzüge der Baureihe 442 (Bombardier Talent 2).
Die Linie S7 wurde von Dezember 2013 bis April 2018 mit mindestens drei Zugeinheiten aus jeweils einer Lokomotive der Baureihe 143 und zwei modernisierten Doppelstockwagen bedient. Teilweise wurden auf dieser Linie auch „Sandwich“-Einheiten mit je einer Lokomotive an beiden Enden eingesetzt. Vereinzelt verkehrten auf der S7 auch dreiteilige Triebzüge der Baureihe 1442.
Ende 2014 standen von 51 Triebzügen 10 aufgrund von Unfallschäden, Gewährleistungsmängeln und fehlender Auslieferung nicht zur Verfügung.

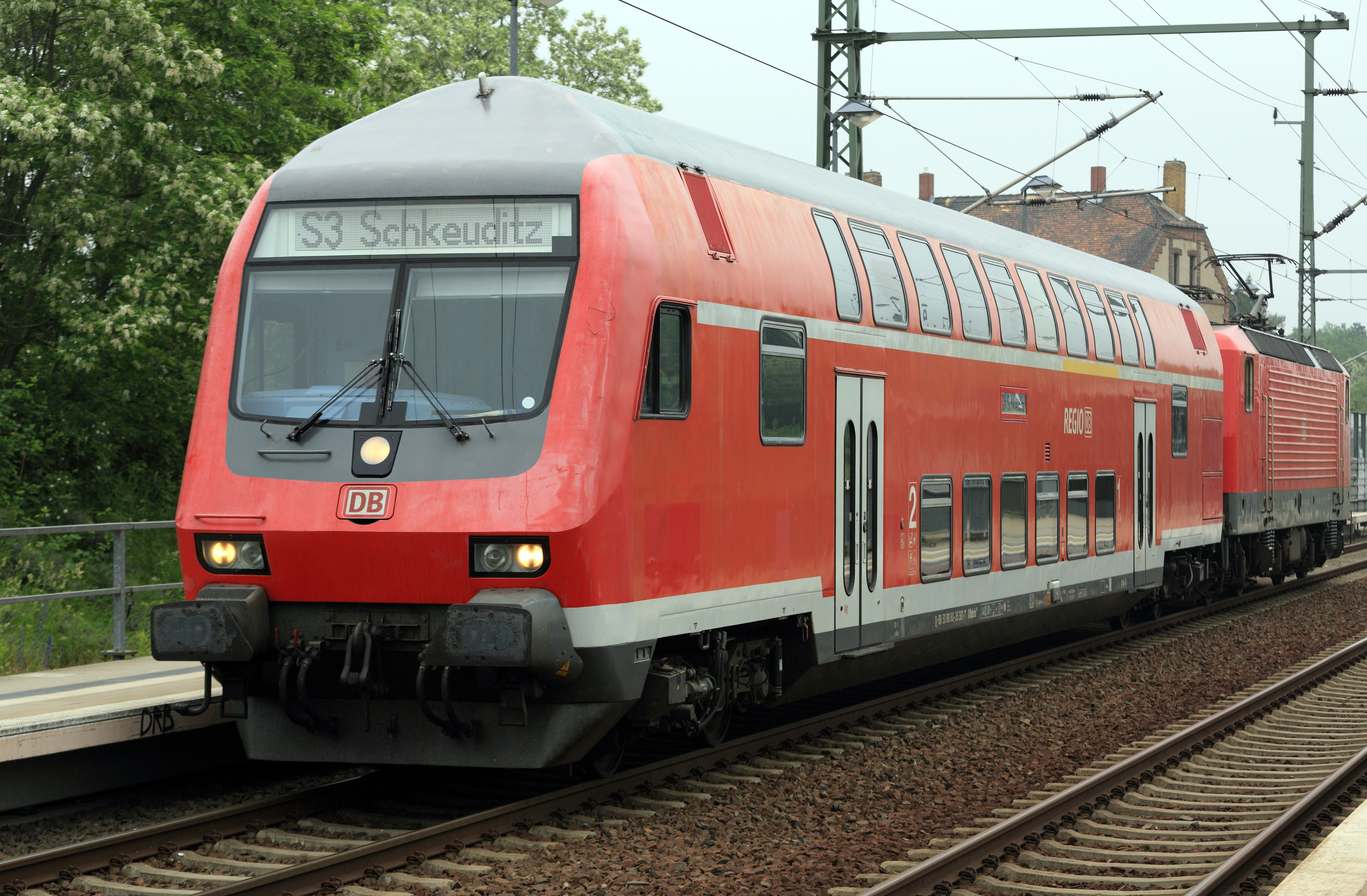
Verstärkungszug der Linie S3 zwischen Schkeuditz und Leipzig Hbf, Bft Lützschena, Juni 2021

Die DB Regio Südost bestellte 29 weitere elektrische Triebzüge der Baureihe 442 für das Netz Mitteldeutsche S-Bahn II. Diese werden seit August 2016 eingesetzt und unterscheiden sich von denen der ersten Lieferung durch rote Türen und eine geänderte Inneneinrichtung. 19 Einheiten sind drei- und 10 fünfteilig. Sie verkehren auf den Linien S2, S8 und S9 sowie auf einigen Regionalverkehrsstrecken in Sachsen-Anhalt. Ursprünglich war der Einsatz der Fahrzeuge bereits für Dezember 2015 geplant, jedoch wurden sie nicht alle rechtzeitig ausgeliefert. Ab 13. Dezember 2015 verkehrten deswegen bis Herbst 2016 auf der Linie S2 bis zu sechs mit Lokomotiven der Reihen 182 oder der 143 bespannte Doppelstockwagenzüge. Aufgrund von Brandschutzbestimmungen im Tunnel mussten mit Lokomotiven der Reihe 143 bespannte Züge im oberirdischen Teil des Bahnhofs Leipzig Hbf wenden. Die betroffenen Züge fielen auf der Reststrecke durch den Tunnel aus.
Von April bis November 2018 verkehrten zusätzlich drei gebraucht übernommene dreiteilige Talent-2-Einheiten von DB Regio NRW bei der S-Bahn Mitteldeutschland. Zuvor liefen diese als Rhein-Sieg-Express zwischen Aachen Hbf und Siegen Hbf. Sie wurden auf der S7 eingesetzt und ersetzten dort die letzten mit Lokomotiven der Baureihe 143 bespannten Doppelstockzüge. Seit November 2018 werden wieder Doppelstockwagen aus Frankfurt (Main) und DR-Wagen aus Cottbus mit Lokomotiven der Reihe 143 eingesetzt. Diese verkehren teilweise auch auf der S9. Ab dem 15. Dezember 2019 sollen auf der S9 wieder ausschließlich Doppelstockzüge verkehren.
Die Triebwagen für das Netz II wurden bis November 2018 mit WLAN und einem Bordinformationssystem nachgerüstet, jene für das Netz I bis März 2019.
Bis zum Fahrplanwechsel am 15. Dezember 2019 verkehrte an Schultagen morgens und nachmittags ein weiteres Zugpaar für die Schüler des Beruflichen Schulzentrums Schkeuditz als S3 von Leipzig Hbf über Schkeuditz nach Halle (Saale) Hbf. Der Zug am Morgen bestand dabei aus einer Garnitur des Saale-Express (RE 18 Halle (Saale) Hbf–Jena), gebildet aus einer elektrischen Lokomotive der Reihe 112 und drei Doppelstockwagen. Anschließend verkehrten montags bis freitags in den Hauptverkehrszeiten mehrere Verstärkerzüge, bestehend aus einem Triebzug der Baureihe 1442, als S3 von Gleis 6 des Leipziger Hauptbahnhofes bis Schkeuditz. Von Februar bis Dezember 2021 kam bei diesen zusätzlichen Zügen auch ein Doppelstockzug, der in der Regel nur aus einem Steuerwagen und einer Lokomotive der Reihe 143 bestand, zum Einsatz. Seitdem verkehren diese Züge ab Leipzig Hbf (tief) im Liniendurchlauf aus der Linie S6, womit dieser separate Fahrzeug- und Personalumlauf eingespart werden konnte und sich die Zahl der Fahrtausfälle reduzierte.
Mit der Einführung der neuen Linie S10 im Dezember 2022 werden drei zusätzliche dreiteilige Talent-2-Triebwagen eingesetzt. Auch die Linien S9 und S47 wurden 2023 auf Talent 2 in verschiedenen Ausfertigungen umgestellt, sodass im S-Bahn-Netz planmäßig keine Doppelstockwagen mehr eingesetzt werden.
Seit dem 8. Juli 2024 verkehren zwei zusätzliche dreiteilige Talent-2-Triebwagen, die früher beim Mittelhessen-Express eingesetzt wurden. Vorwiegend werden sie auf der Linie RE 13 (Magdeburg Hbf–Leipzig Hbf) eingesetzt.
Zum Fahrplanwechsel im Dezember 2024 verkehren auf der Linie S11 6 Fahrzeuge der Baureihe 641 zwischen Halle Hbf und Querfurt.

Talent-2-Triebzüge der S-Bahn Mitteldeutschland Netz I
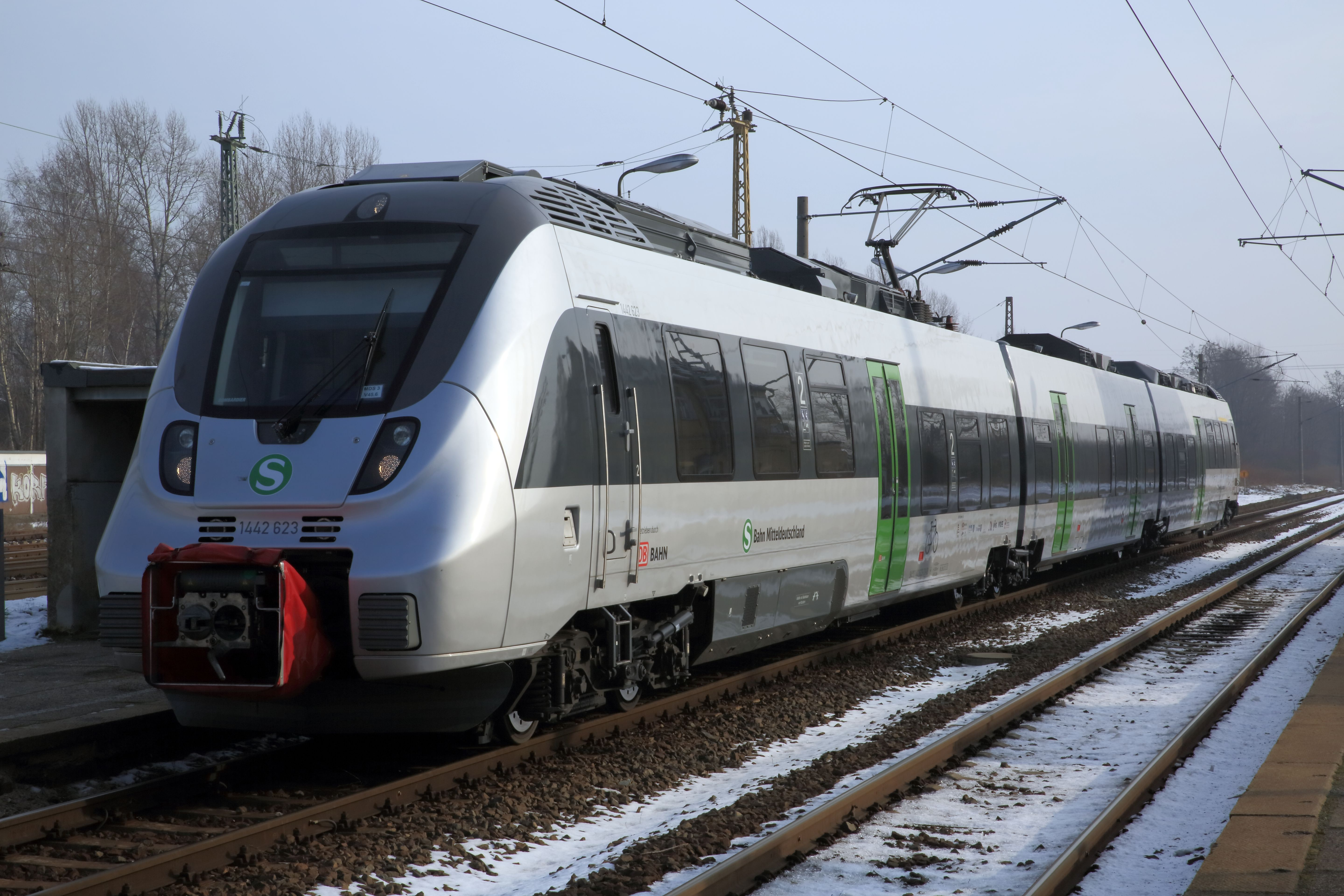
Dreiteiliger Triebzug beim Wendehalt in Thekla
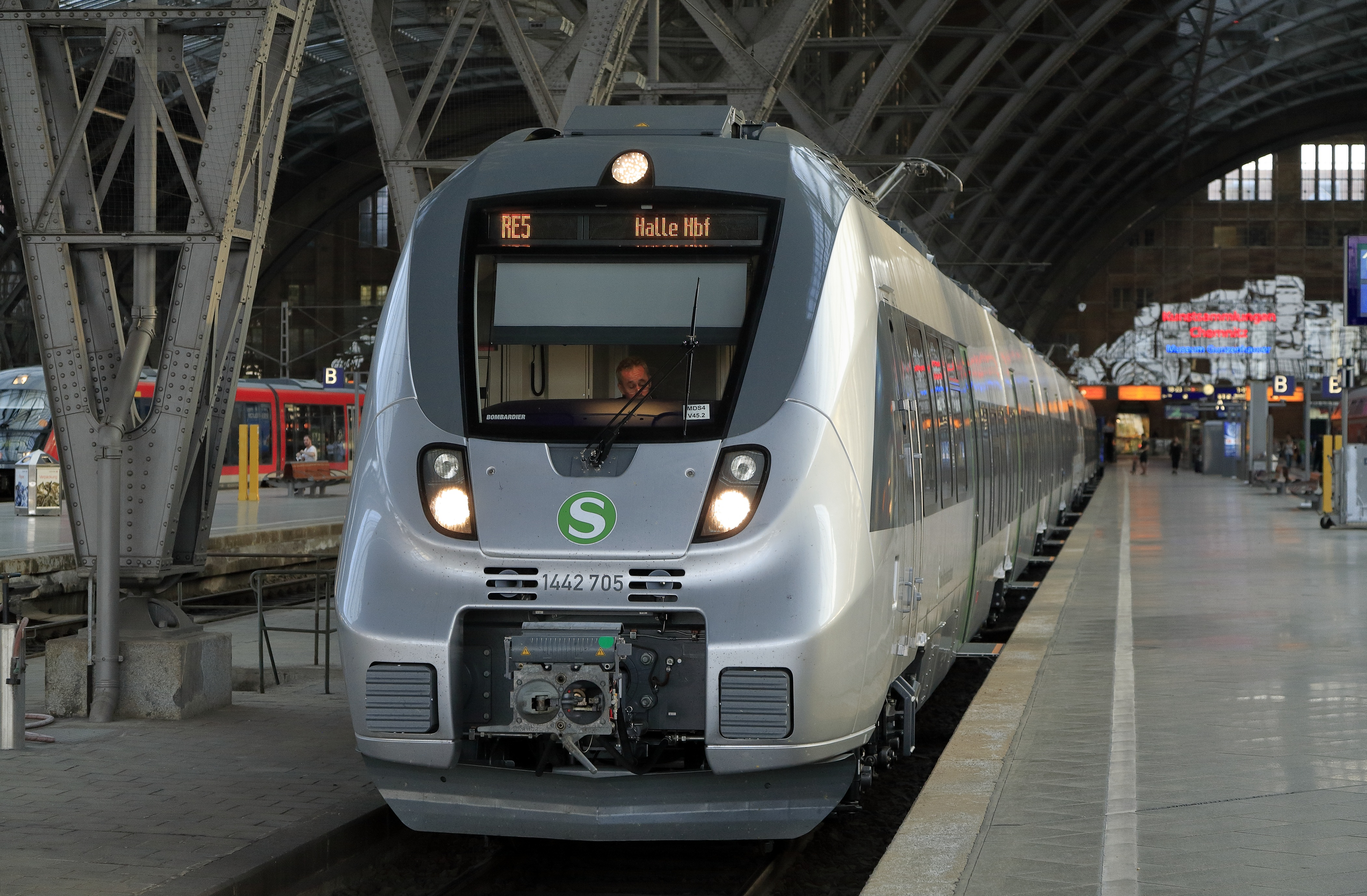
Außenansicht im Vorlaufbetrieb, 22. August 2013
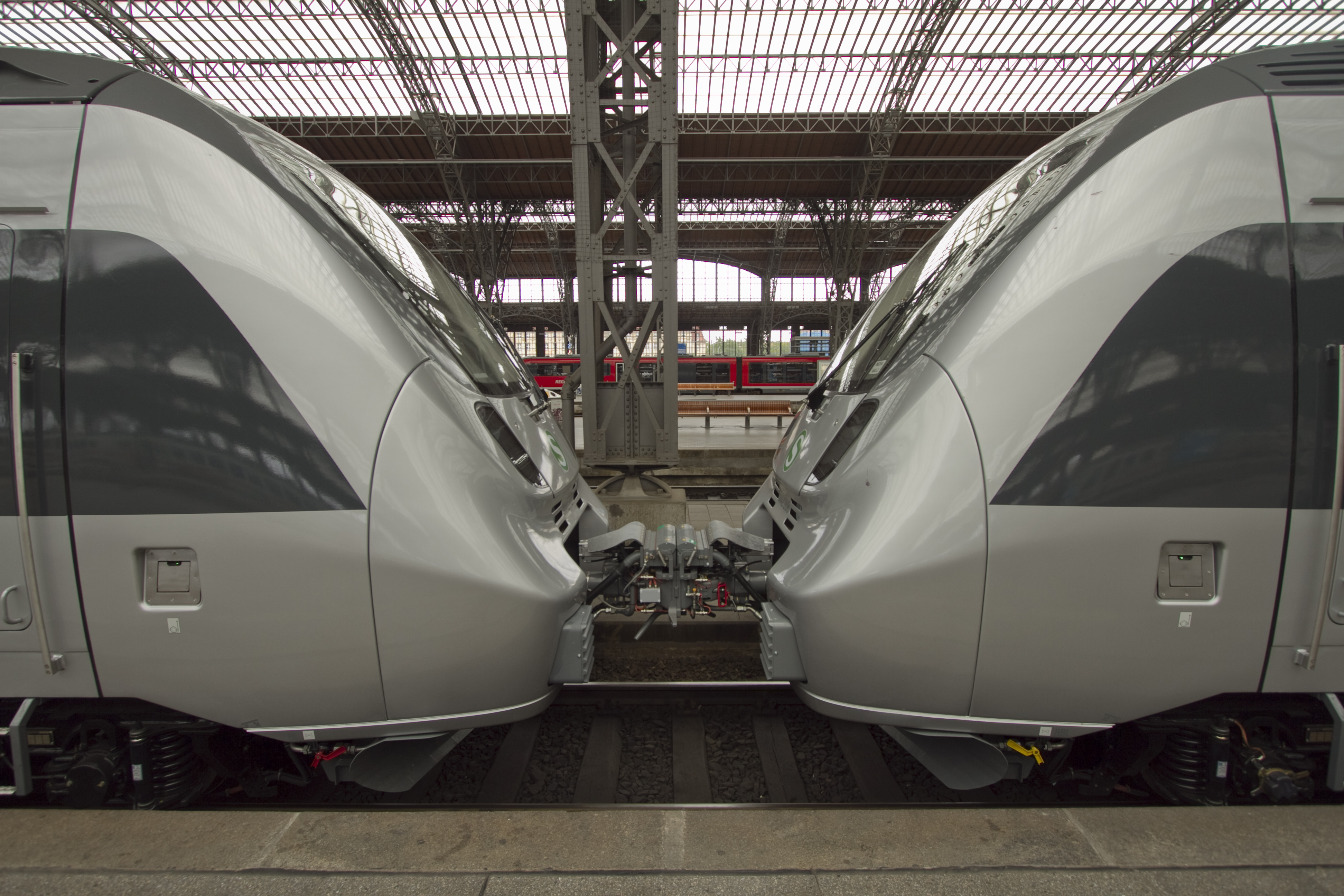
Kupplung zweier Triebzüge
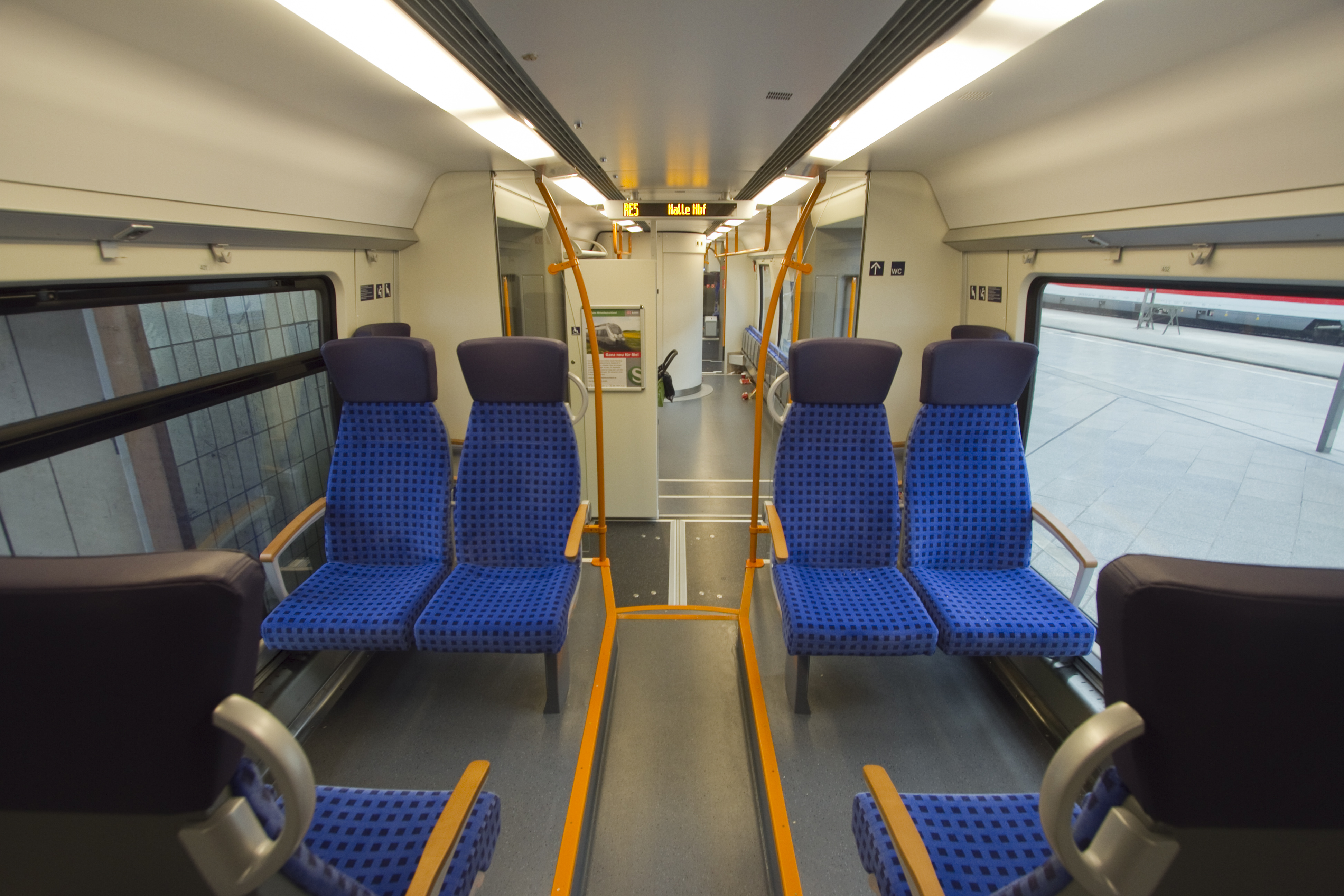
Innenansicht mit Sitzen
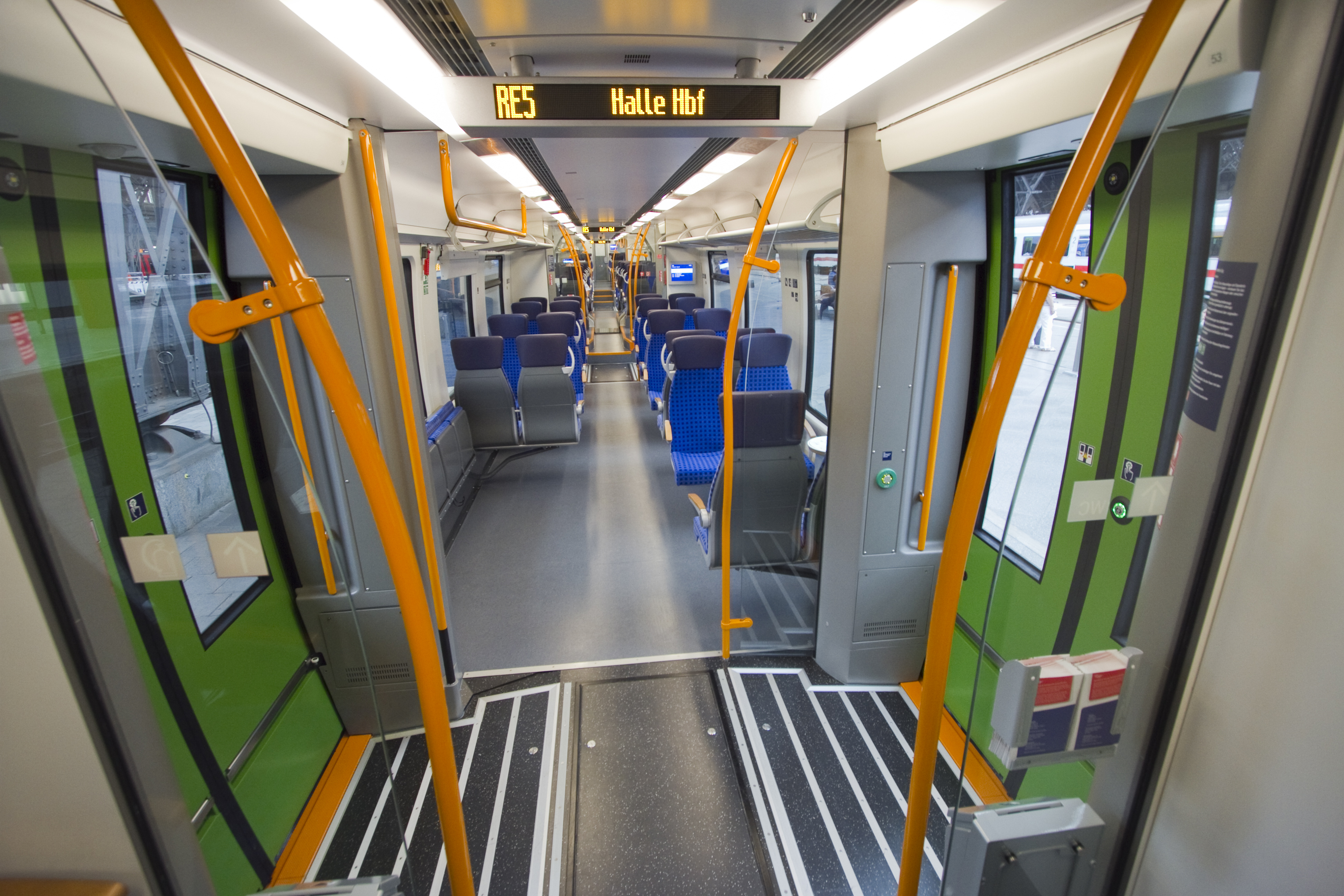
Innenansicht mit Türen
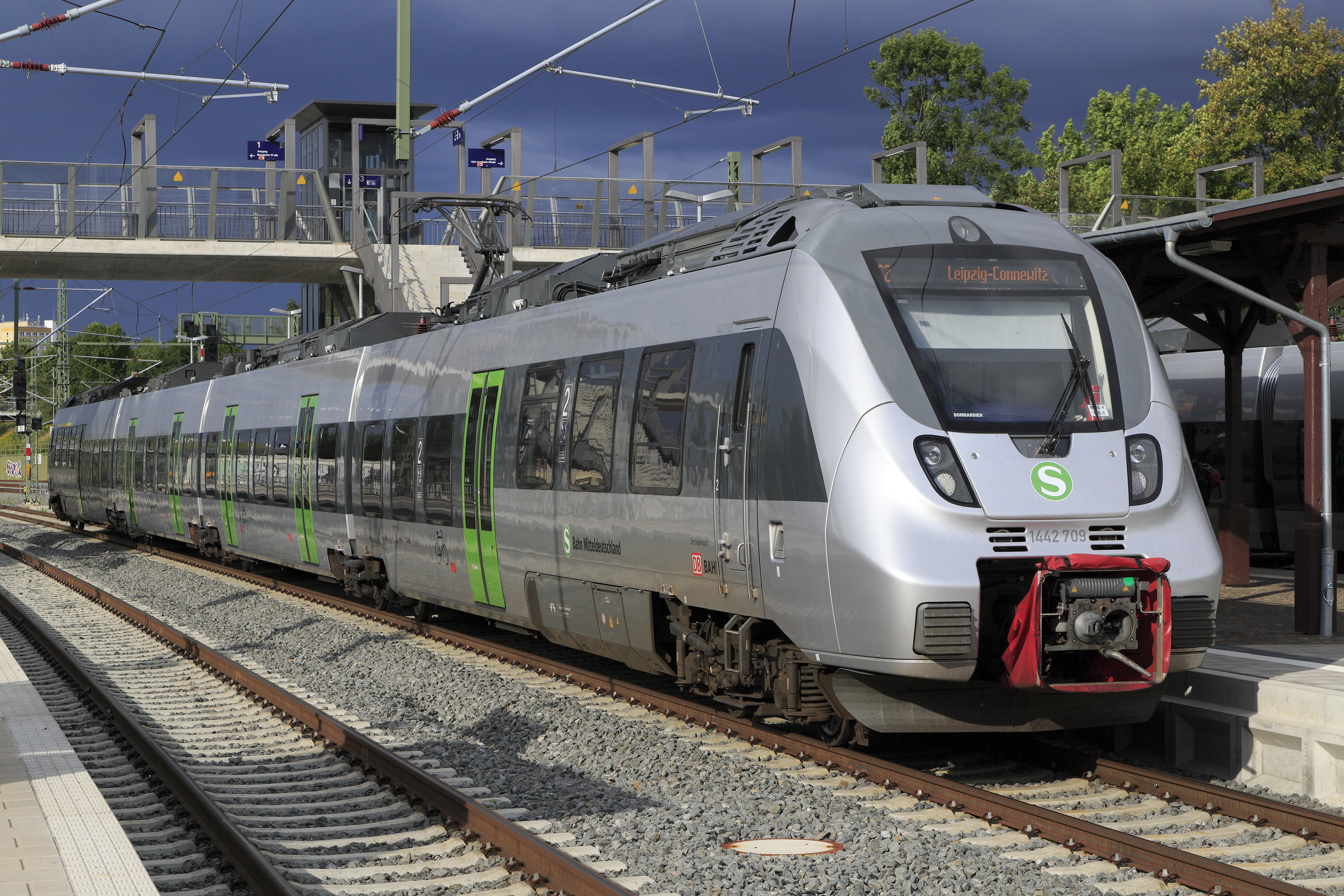
Vierteiliger Talent 2 der S-Bahn Mitteldeutschland in Connewitz

Talent-2-Triebzüge der S-Bahn Mitteldeutschland Netz II
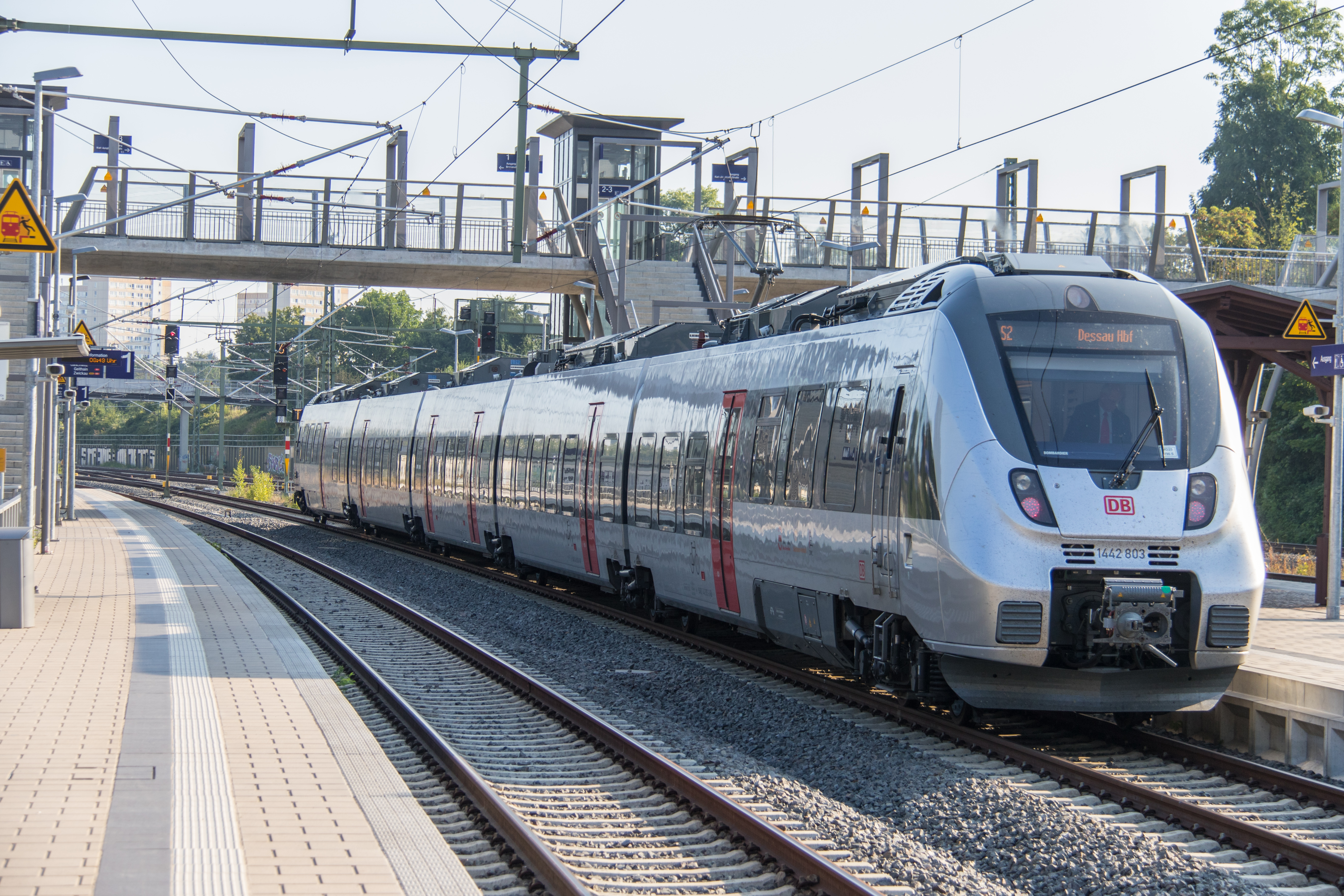
Erster Einsatz – Station Leipzig Connewitz
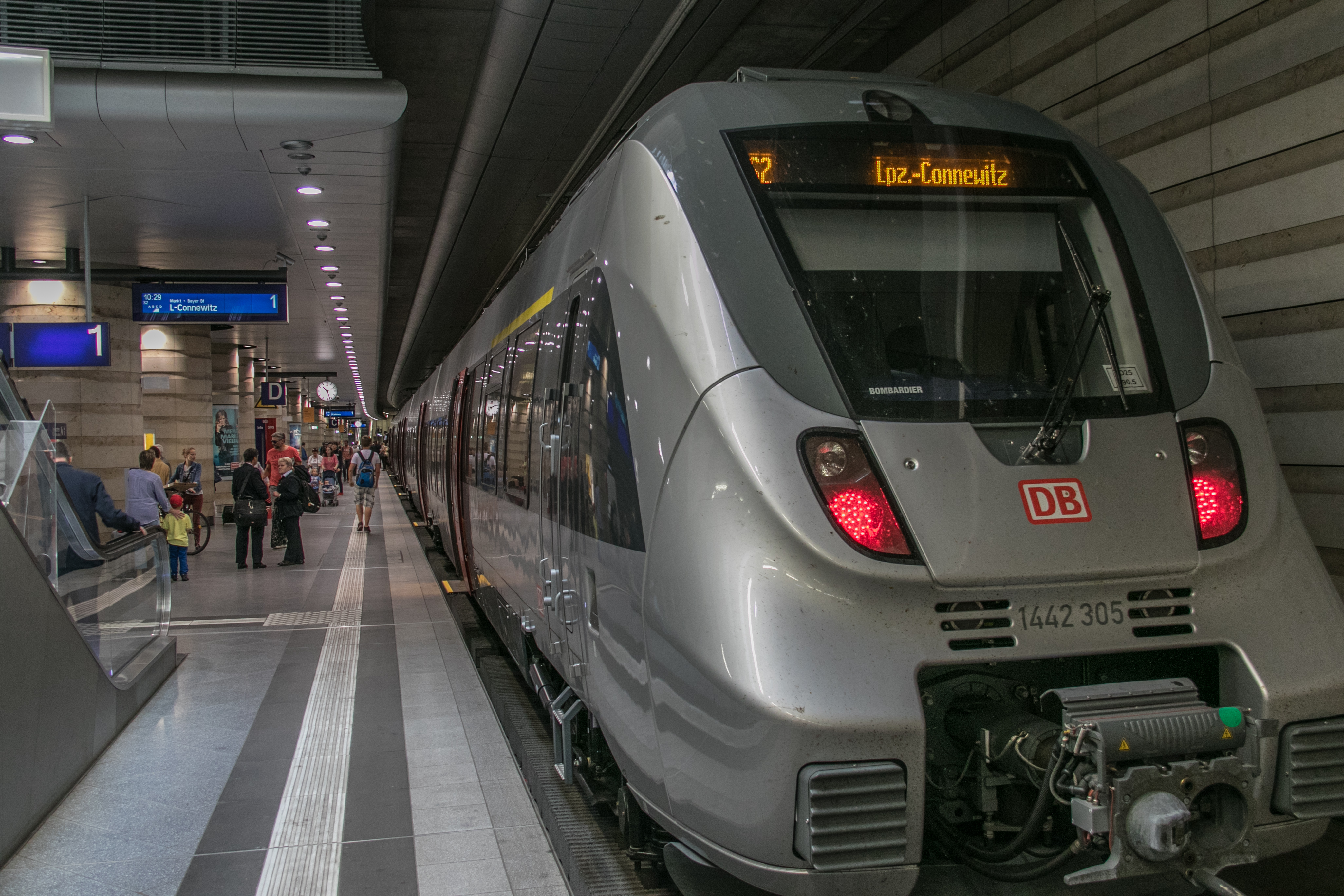
Erster Einsatz – Station Hauptbahnhof
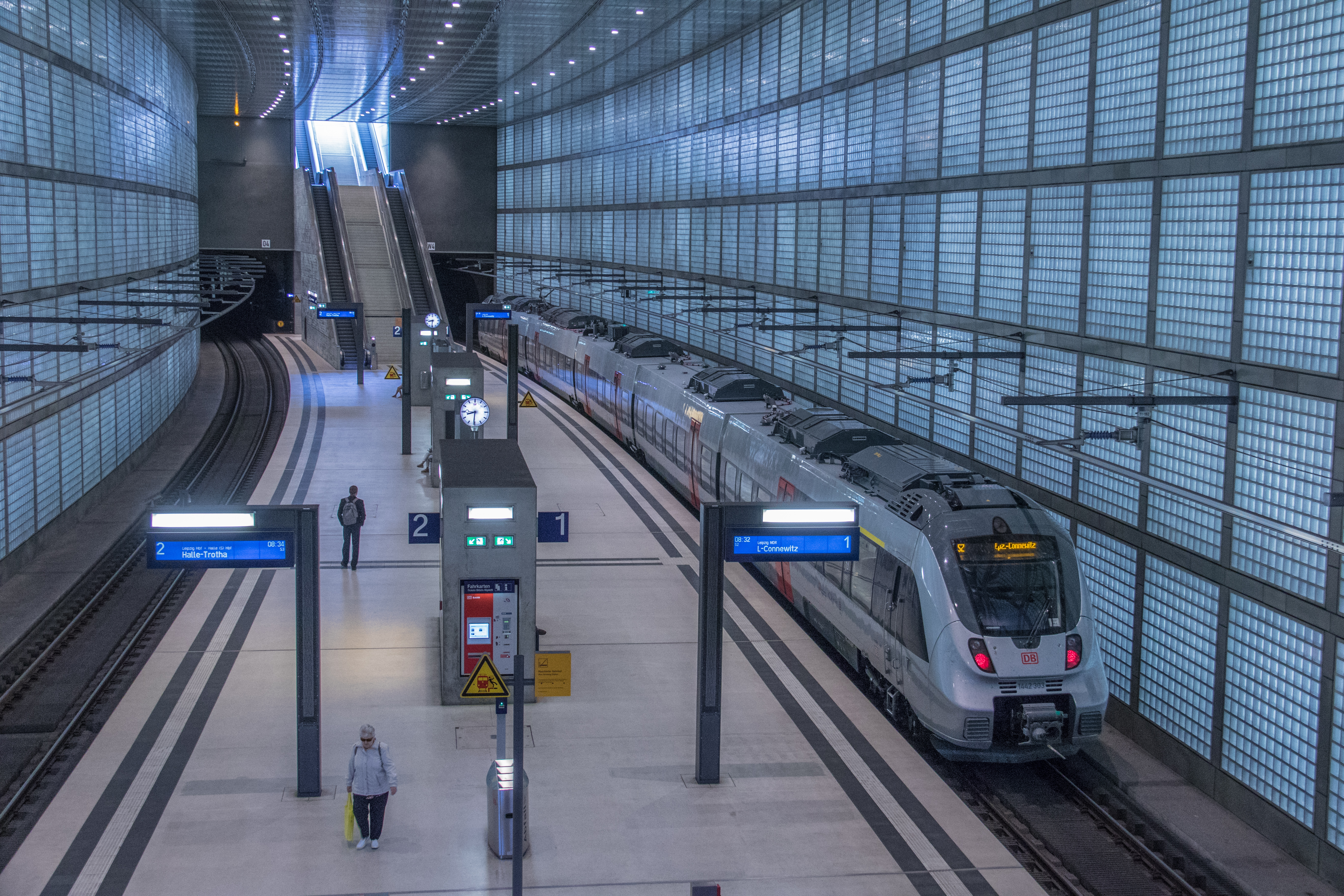
Erster Einsatz – Station Wilhelm-Leuschner-Platz
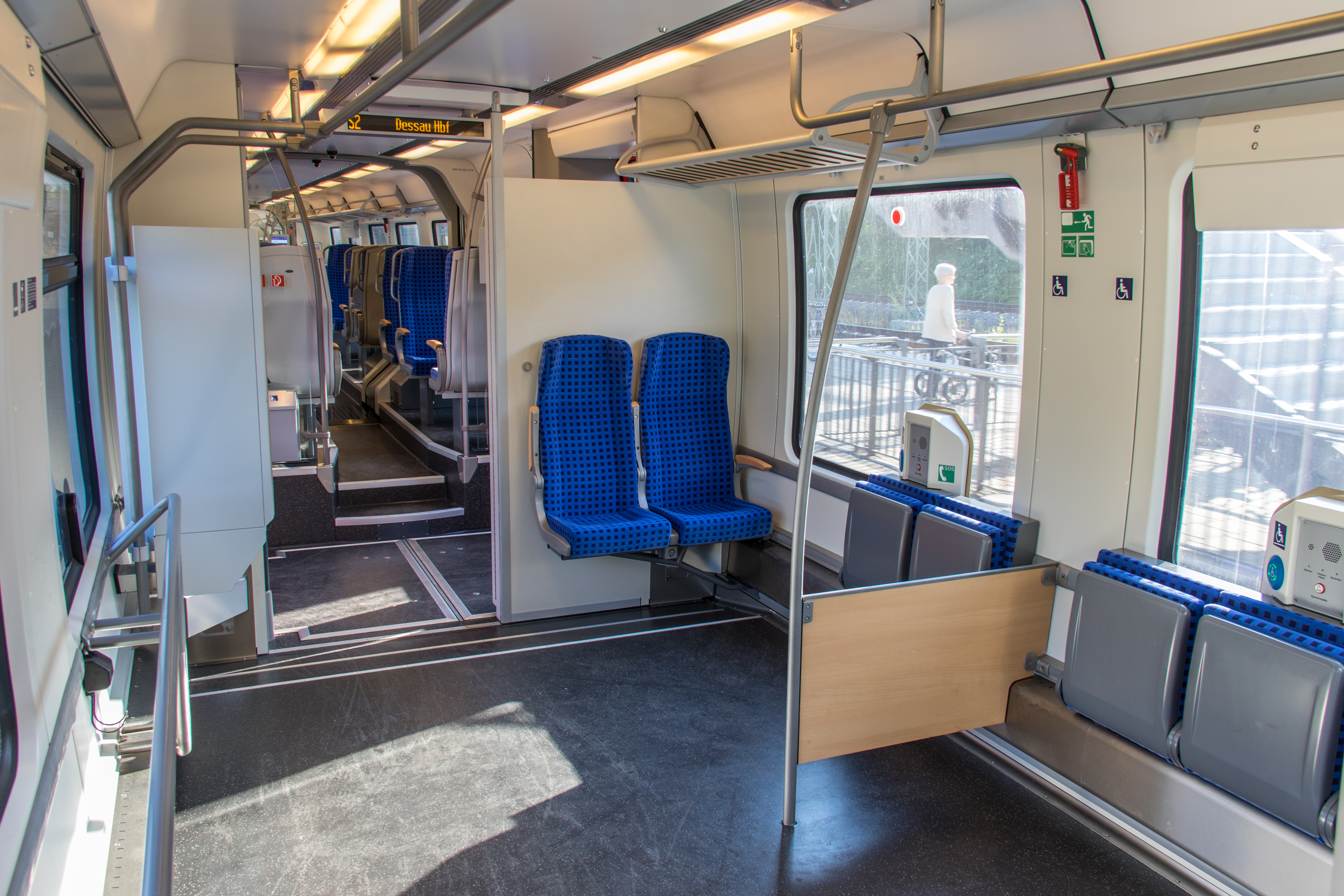
Innenausstattung Fahrradabteil
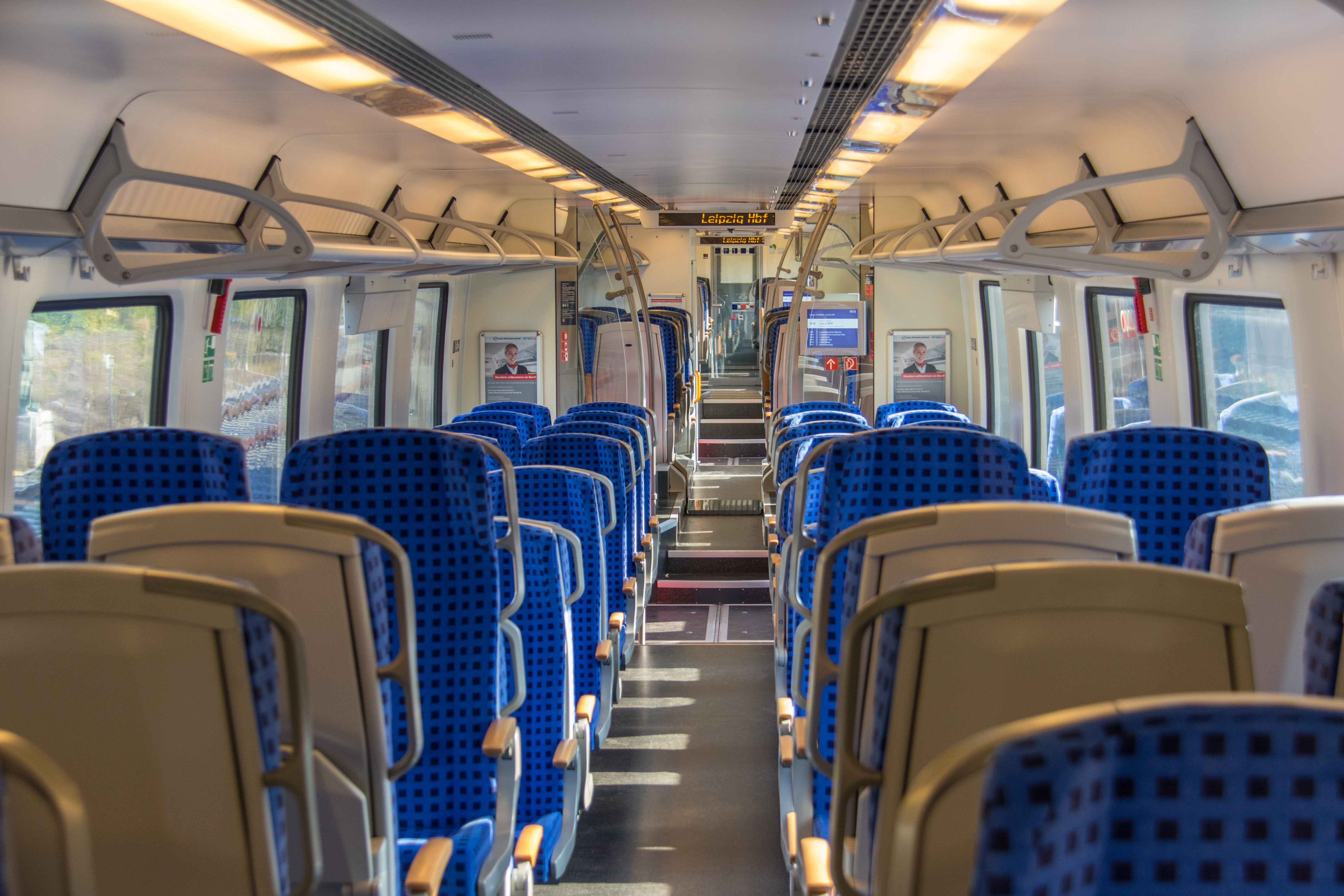
Innenausstattung Sitze
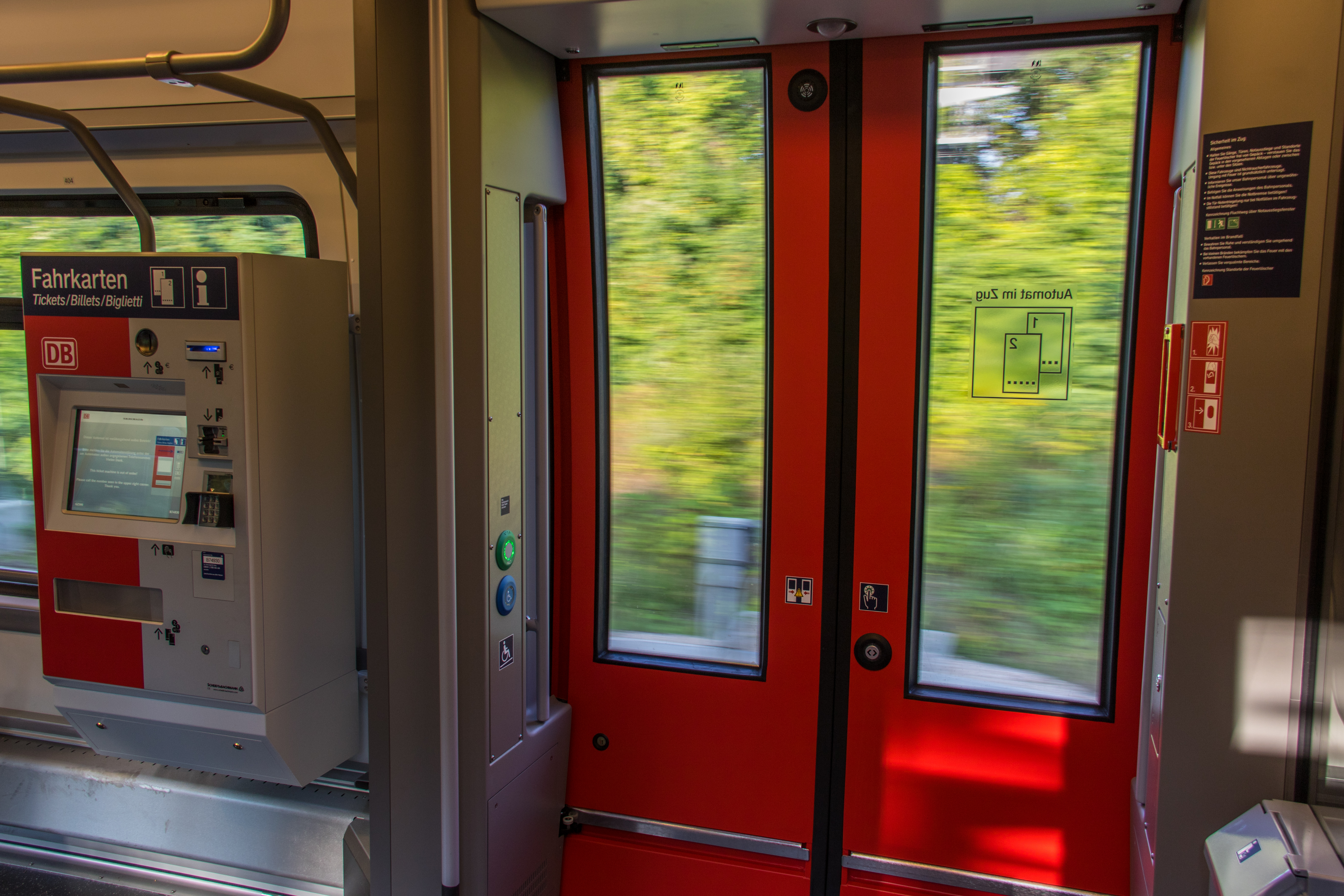
Innenausstattung Tür und Fahrscheinautomat
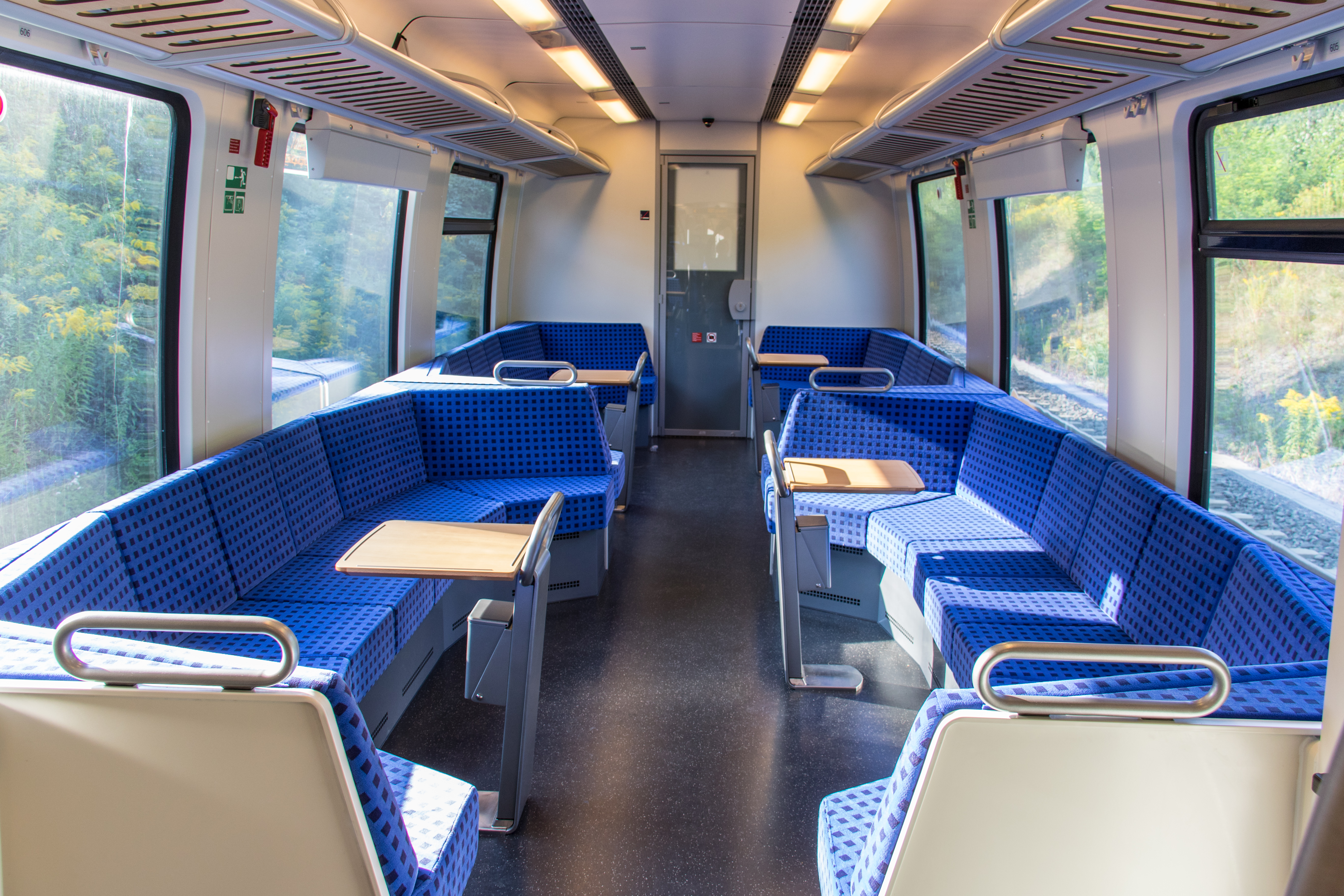
Innenausstattung Gruppensitze
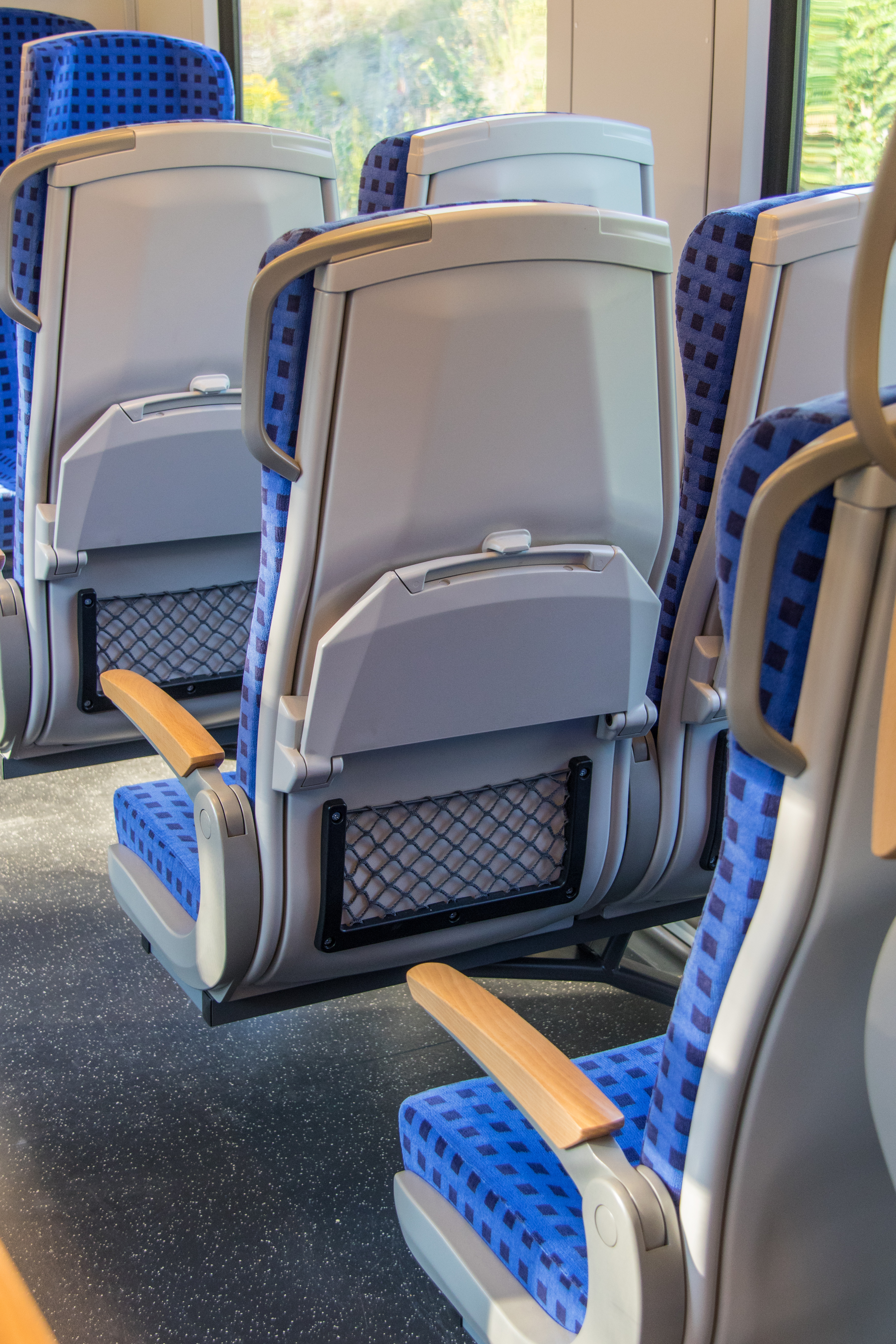
Detail Einzelsitze

### Zukunft

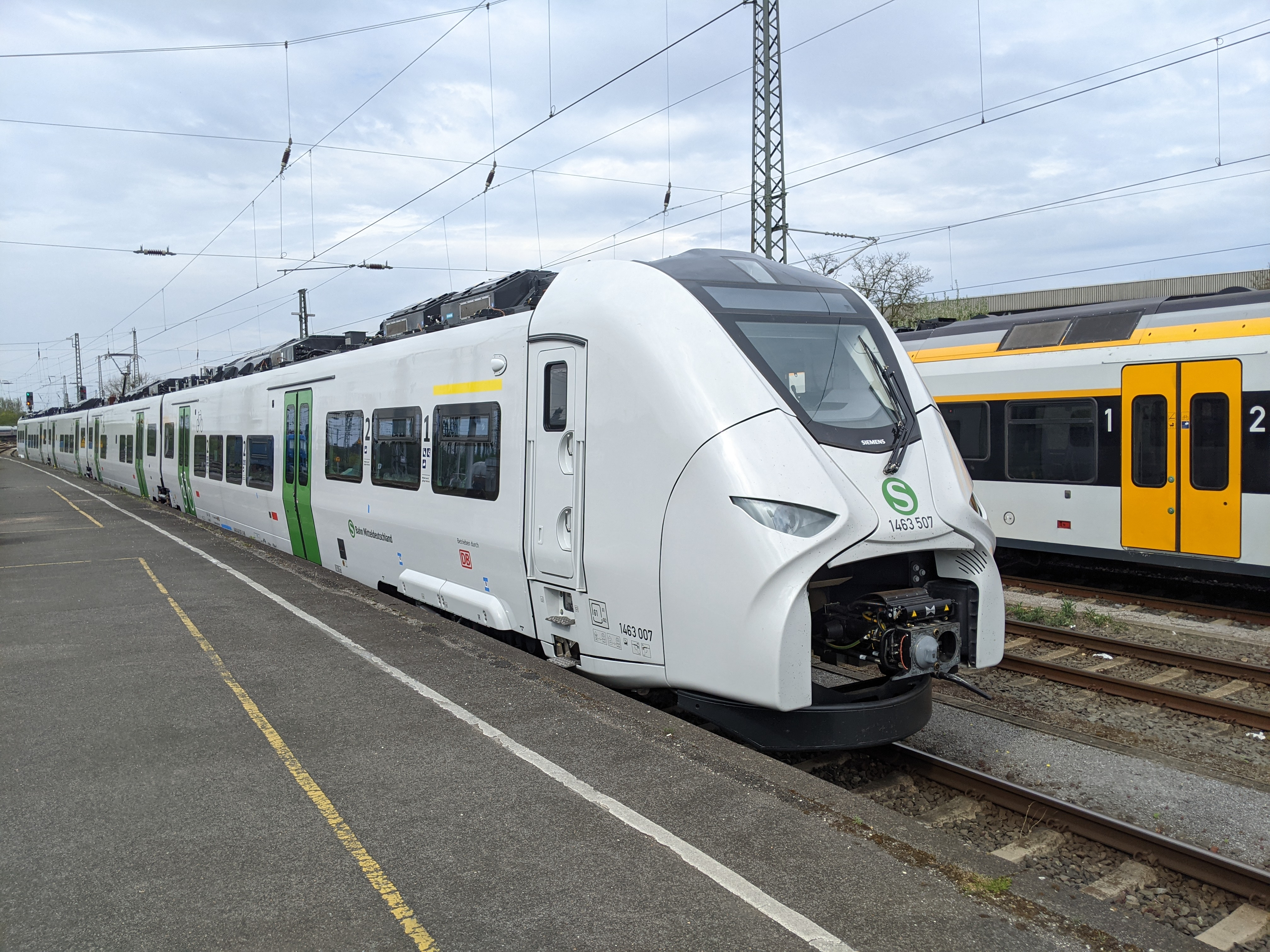
Siemens Mireo der S-Bahn Mitteldeutschland

Die Länderbahn gab im Juli 2023 bekannt, dass sie das gewonnene Los 2 im Vergabeverfahren „MDSB2025plus“ mit 41 dreiteiligen Siemens Mireo mit 150 Sitzplätzen bedienen wird. Auf den Hauptlaststrecken sollen diese 70 Meter langen Triebzüge auch in Doppeltraktion eingesetzt werden, womit die Bahnsteiglängen im City-Tunnel von 140 Metern ausgereizt werden. Die Doppeltraktionen sind außerdem für die geplanten Flügelungen in Werdau und Gößnitz notwendig.
Die DB Regio wird auf den Linien S4, S6 und S10 18 vierteilige Mireo mit 200 Sitzplätzen einsetzen. Sowohl Länderbahn als auch DB Regio leasen diese Fahrzeuge von der britischen Firma Rock Rail.
Für die S-Bahn-Linie S1 werden, ebenfalls ab 2026, 16 zweiteilige Mireo Plus B mit 100 Sitzplätzen zum Einsatz kommen. Die neugegründete ZVNL Schienenfahrzeug GmbH erwirbt diese Fahrzeuge mit Fördermitteln für den Strukturwandel und verpachtet sie an DB Regio, die diese Linie betreiben wird.

## Kundenbetreuung
Zur Betriebsaufnahme der S-Bahn Mitteldeutschland Ende 2013 entstanden fünf Mobilitätszentralen („S-Punkte“) in Altenburg, Borna, Delitzsch, Eilenburg und Leipzig Markt. Diese bieten im personenbedienten Verkauf sowohl Fahrkarten als auch Reisebedarf an und nehmen Kundenanliegen sowie Beschwerden entgegen. Jeder Zug ist mit einem Kundenbetreuer besetzt, auch hier ist der Erwerb von Fahrscheinen möglich. Später kam eine weitere Mobilitätszentrale in Taucha dazu.

## Anhaltende Probleme im Betrieb und Kritik
Die S-Bahn Mitteldeutschland leidet seit Jahren unter erheblichen Problemen im täglichen Betrieb. So wurde die beschaffte Fahrzeugflotte zu knapp bemessen, sodass regelmäßig Fahrzeuge wegen planmäßiger Instandhaltung, technischer Störungen, Schäden und Vandalismus fehlen und der bestellte Betrieb nicht erbracht werden kann. Steigende Einwohner- und Fahrgastzahlen wurden bei der Planung unzureichend berücksichtigt und verschärfen das Problem. Mitte 2018 häuften sich darüber hinaus Fahrzeugausfälle durch defekte Fahrmotoren, sodass vermehrt Einzel- statt Doppeltraktionen verkehrten, die die Fahrgastnachfrage nicht bewältigen konnten.
Im August 2018 musste aufgrund der anhaltenden Kapazitätsprobleme die Fahrradmitnahme in den Zügen einschränkt werden. Der ADFC und der Fahrgastverband Pro Bahn kritisierten diese Maßnahme massiv, da hierdurch die Fahrradstellplätze häufig bereits am Startbahnhof vollständig belegt sind und unterwegs keine weiteren Räder mitgenommen werden können. Den Aufgabenträgern NASA und ZVNL wird vorgeworfen, bei der Ausschreibung zu geringe Fahrgastzuwächse (und somit zu wenige Züge) kalkuliert zu haben, was diese zwischenzeitlich einräumen mussten. Auch wird die Reaktion der Aufgabenträger auf die seit Jahren anhaltenden Probleme als unzureichend kritisiert.